# Église Saint-Léger d'Agnetz
Pour les articles homonymes, voir église Saint-Léger.
L'église Saint-Léger et Sainte-Agnès d'Agnetz est une église catholique paroissiale située à Agnetz, village au centre du département de l'Oise, en région Hauts-de-France en France. L'église surprend par l'ampleur de ses volumes et son caractère élancé, qui ne semblent pas correspondre à la faible importance de la commune, mais qui s'expliquent en partie par un territoire plus vaste dans le passé. La construction commence vers 1230 par les bas-côtés, qui, en dépit de la date avancée, évoquent encore le style gothique primitif. Les parties hautes de la nef sont terminées vers le milieu du XIIIe siècle et affichent un style gothique rayonnant en plein épanouissement, qui s'exprime notamment à travers les arcatures du faux triforium et l'élégant remplage des fenêtres. La nef représente l'une des principales réalisations de la période rayonnante dans la région. Le transept appartient en grande partie à la même campagne de construction, mais le chantier s'interrompt avant qu'il ne soit achevé, pour ne reprendre qu'une vingtaine d'années plus tard, vers 1270-1280. Suivent alors les fenêtres du croisillon sud et le chœur avec ses deux chapelles latérales, dont la construction s'échelonne jusqu'à la fin du XIIIe siècle, puis le clocher, qui est l'un des seuls trois clochers dans l'Oise que le XIVe siècle a vu naître. En dépit d'un avancement lent du chantier, l'homogénéité stylistique de l'édifice est remarquable, et seulement des détails de la modénature et une évolution dans le dessin des fenêtres trahissent le long délai de construction. Vers 1520-1530, une abside à pans coupés est encore ajoutée dans le style gothique flamboyant. C'est une réalisation de qualité qui ne nuit en rien à l'équilibre de l'ensemble. L'église fait l’objet d’un classement au titre des monuments historiques depuis le 9 septembre 1850. Elle se situe rue de l'Église.

## Localisation

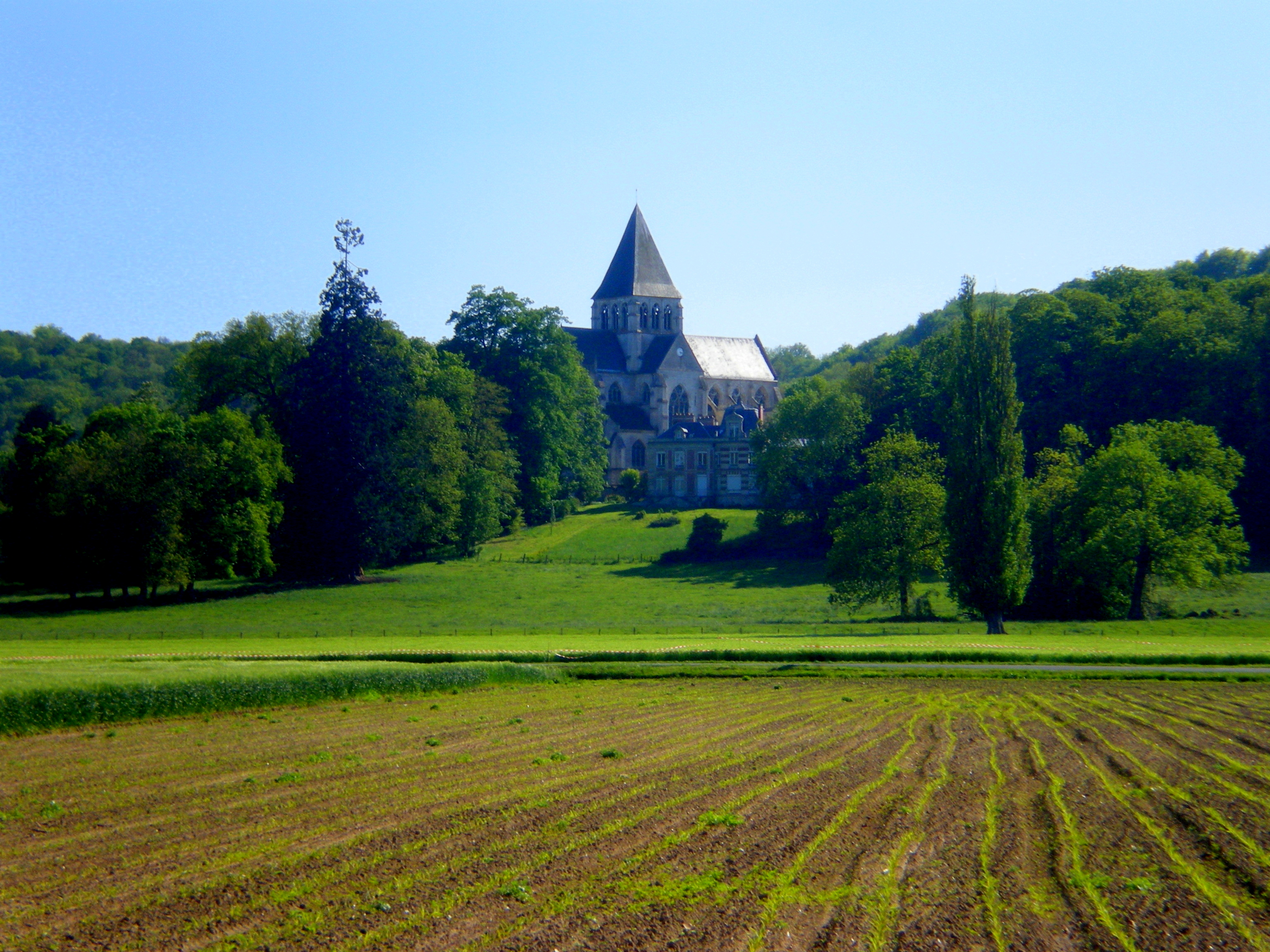
Approche depuis le nord-est.

L'église est située en France, en région Hauts-de-France et dans le département de l'Oise, dans l'agglomération de Clermont (Oise), à 2,5 km au nord-ouest du centre de cette ville, sur la commune d'Agnetz. Cette commune se présente toujours comme une succession de hameaux, et ne possède pas de noyau urbain de caractère plus dense. Le centre se définit uniquement par le regroupement de l'église et des différents équipements municipaux. L'église est bâtie au flanc du coteau boisé qui surmonte la vallée de la Brêche, et qui représente le versant oriental de la forêt de Hez-Froidmont. La silhouette avec l'église au milieu des bâtiments du village, l'ensemble dominé par les collines recouvertes de forêt, s'apprécie en entrant dans le village par la RD 931 et la rue des Buttes / rue Amédée-Bigand. Cette voie d'accès débouche directement sur la rue de l'Église, qui passe très près de son chevet et dessert également le parvis au nord, où l'on trouve également le monument aux morts et l'ancienne mairie-école, actuelle bibliothèque. La ruelle du Presbytère fait le tour de l'église. Au sud, elle est enserrée entre celle-ci et le mur du jardin de l'ancien presbytère, ce qui ne permet pas de bien voir l'élévation méridionale. Un mur de soutènement garni d'une grille fait face à la façade occidentale, et fait que cette élévation est également mal mise en valeur. En haut du mur, on trouve un parking (l'ancienne cour de récréation), desservie par la rue de la Montagne qui est perpendiculaire à la rue de l'Église. On peut faire un tour par la ruelle Jérôme, qui relie le parking à la rue de l'Église par le sud, et bénéficier de quelques perspectives de l'église depuis le sud-ouest.

## Histoire

### Histoire de la paroisse

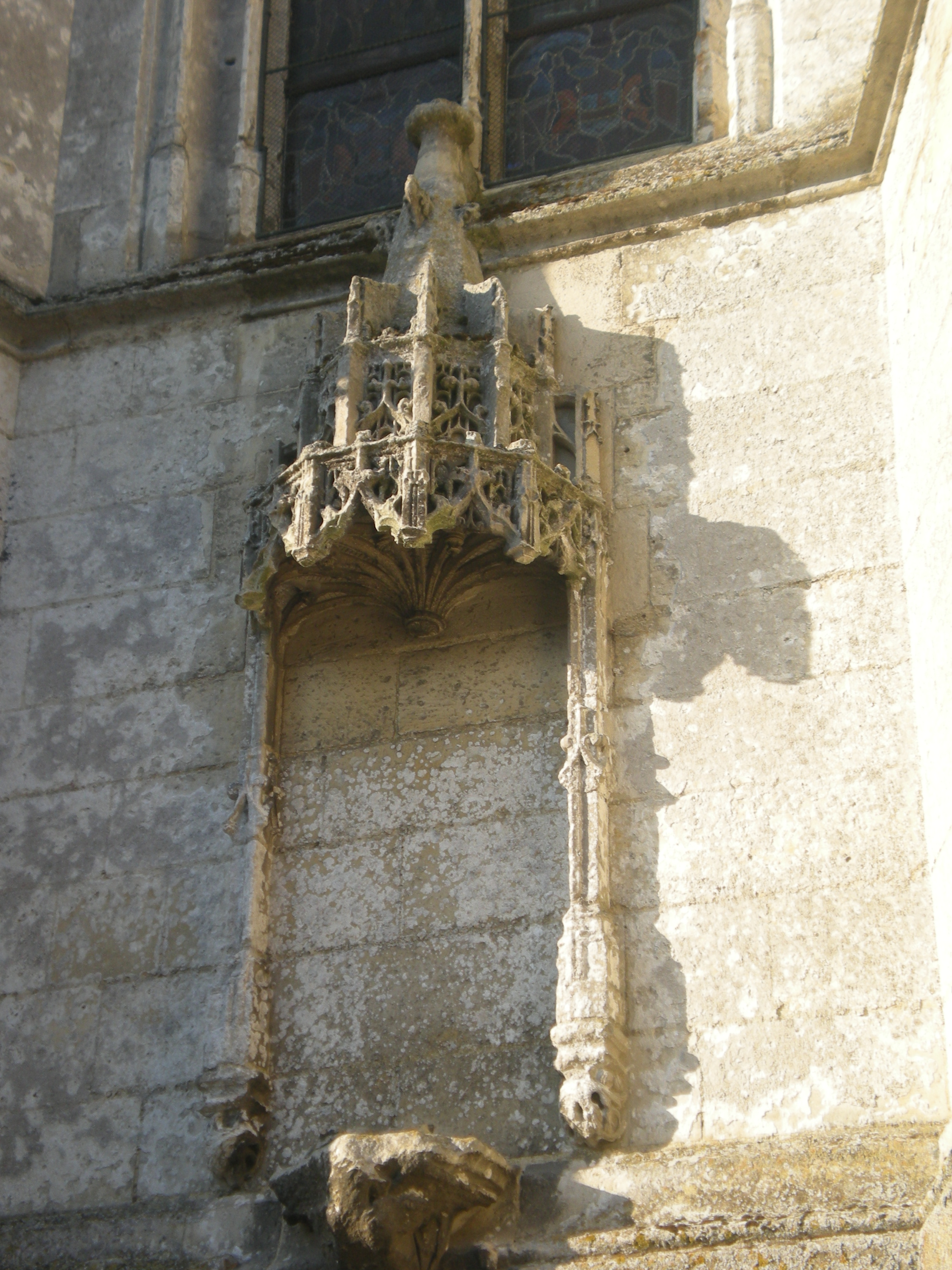
Dais sur le chevet.

L'église semble d'une importance difficile à expliquer pour une paroisse rurale mais, jadis paroisse au territoire très étendu et densément peuplé, Agnetz incluait l'important hameau de Warty sur l'actuelle commune de Fitz-James, les faubourgs nord de Clermont et le hameau de Berthencourtel. Le nombre des communiants variait ainsi entre 800 et 900 au Moyen Âge. En plus, le village tenait une certaine prospérité des retombées de l’activité économique de Clermont, centre du comté qui tomba dans le domaine royal après 1218 et qui voyait la création de plusieurs villes et villages. Agnetz doit être l'un parmi eux : sa première mention ne remonte qu'à 1152, sous la dénomination d'Anès. Trois foires annuelles eurent lieu à Clermont au cours des XIIe siècle et XIIIe siècle, ce qui profita également aux habitants d'Agnetz. Le défrichement d'une partie de la forêt de Hez et les industries qui en découlent contribuent également à la prospérité, qui est grande jusqu'à la guerre de Cent Ans. Le principal patron de la paroisse est saint Léger d'Autun. Ses reliques étaient encore présentes dans l'église au XIXe siècle. Sainte Agnès a été ajoutée comme seconde patronne au XVIe siècle, sans doute en raison de l'homonymie avec le nom du village, dont l'orthographe variait en fonction des siècles. L'église a également possédé des reliques de saint Sébastien. Chaque année le 25 mars, un pèlerinage eut lieu, qui eut comme but une statue de Notre-Dame de Bonne-Garde, une Vierge à l'Enfant dorée dite aussi la Vierge aux raisins. Elle se trouvait dans la niche du retable de la chapelle de la Vierge, et a été volée en février 1974. — La paroisse d'Agnetz a toujours dépendu du diocèse de Beauvais, sauf entre 1801 et 1822 quand ce diocèse fut temporairement supprimé, et ses affaires gérées par le diocèse d’Amiens. Avant la Révolution, Agnetz était dans l’archidiaconé et le doyenné de Clermont. C'est toutefois l'abbé de Saint-Germer-de-Fly qui présentait à la nomination de la cure en percevant un quart des dîmes du terroir, le reste revenant à l'abbaye de Lannoy. Aujourd’hui, il n’y a plus de prêtre résident à Agnetz, et la paroisse a été rattachée à la paroisse du Cœur de Christ de Clermont. Des messes dominicales sont célébrées irrégulièrement, avec des intervalles de plus d'un mois, le plus souvent le samedi à 18 h 30,,,.

### La construction

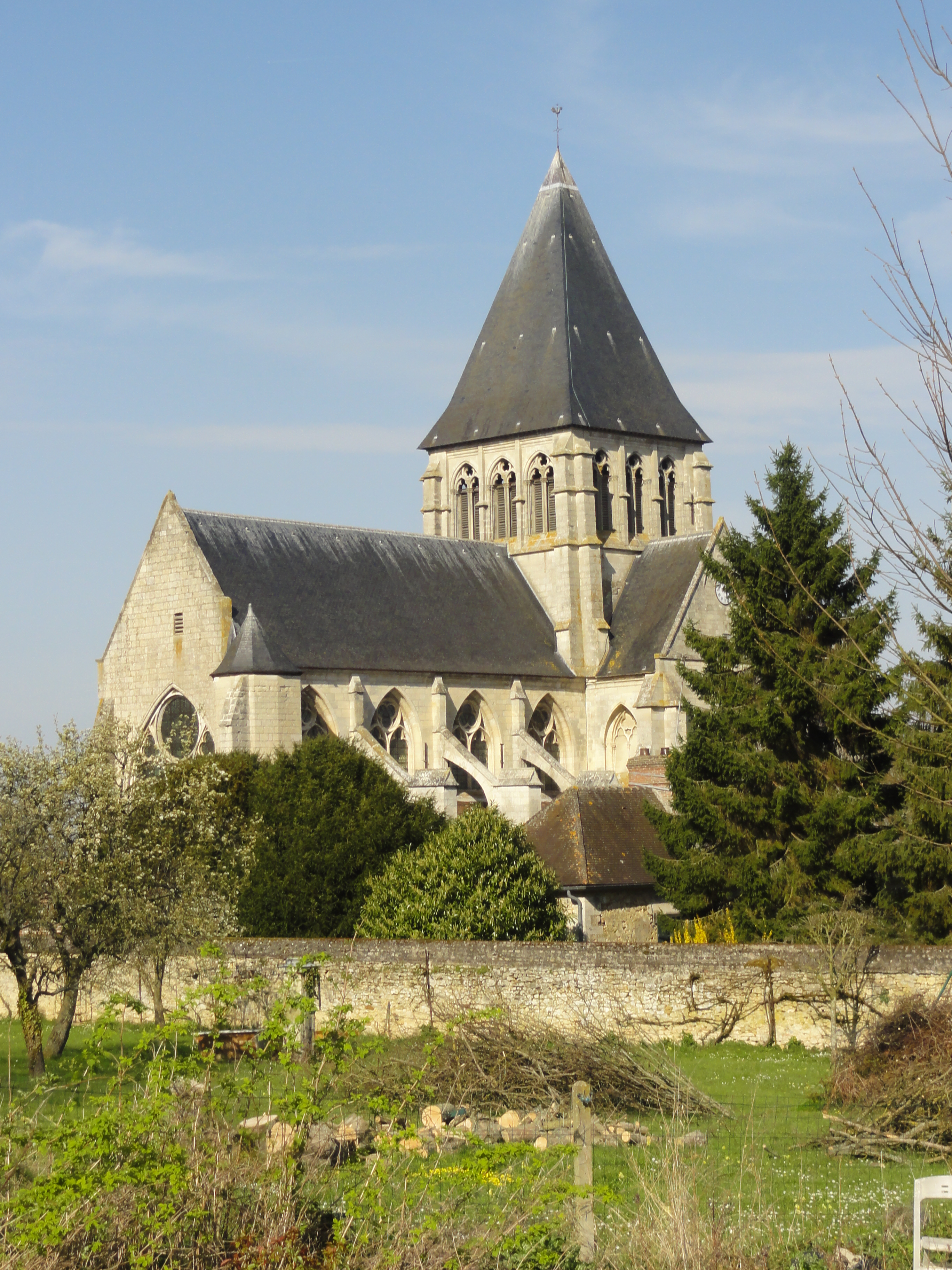
Vue depuis le sud-ouest.

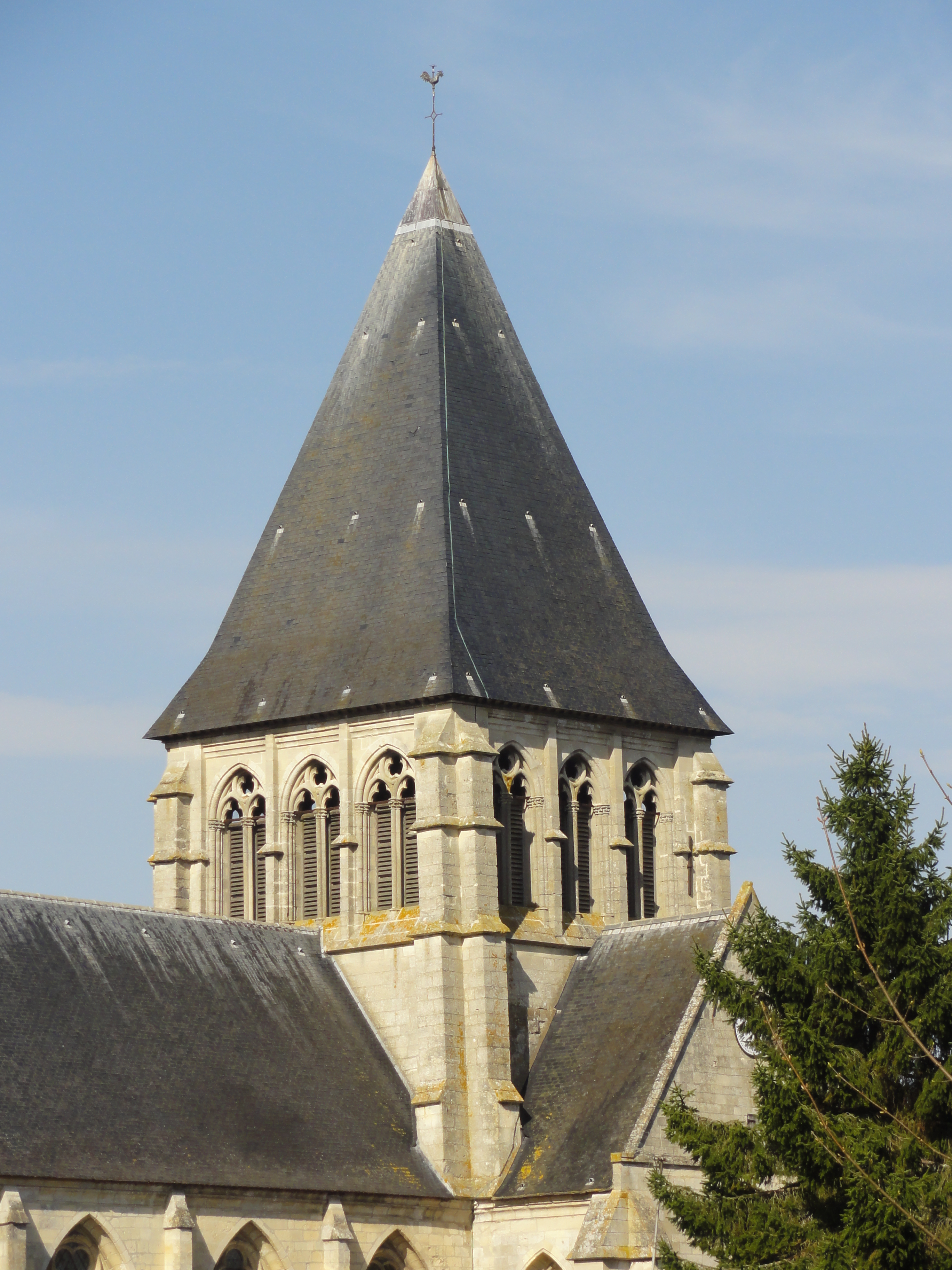
Vue rapprochée du clocher.

La nef de l'église d'Agnetz témoigne de diverses influences et montre à la fois des éléments novateurs et d'autres conservateurs dont l'association réussie incite à proposer pour le début de la construction une datation proche de 1230. En premier lieu, la nef et les bas-côtés furent édifiés, ainsi que la partie inférieure des murs du transept : l'on suppose qu'il était initialement prévu de faire continuer la nef et les bas-côtés davantage vers l'est, ce qui explique également la ressemblance des murs et fenêtres des bas-côtés et des parties inférieures du transept. Le style est encore gothique primitif, ce qu'il convient de mettre sur le compte d'un parti archaïsant. Curieusement, les portails ne sont terminés que postérieurement, vers 1250 environ. La construction se poursuit par les parties hautes de la nef et du transept ; en commençant par la façade occidentale, en poursuivant par le nord, et en terminant par le croisillon sud. Ici le style est gothique rayonnant. L'évolution stylistique du remplage des fenêtres que l'on observe entre la nef et les baies orientales du transept, et davantage encore entre la nef et les baies ouest et sud du croisillon sud, donne à penser que le chantier connaît une interruption entre 1250 / 1260 et 1270 / 1280 environ. Ce n'est que par la suite que la première travée du chœur est édifiée, soit à la fin du XIIIe siècle. René Parmentier et, après lui, Agnès Arnaudas, avaient esquivé le problème des différences stylistiques des fenêtres, et Agnès Arnaudas se borne ainsi à souligner la date plus récente de certaines fenêtres, sans donner d'explications. Ce ne sont que Maryse Bideault et Claudine Lautier qui précisent la conclusion qui s'impose, à savoir, une interruption du chantier. René Parmentier et Agnès Arnaudas ont voulu voir cette interruption après l'achèvement du transept, à une époque qu'ils ne précisent pas, et pour eux, elle dure jusqu'au XIVe siècle. Pour ces auteurs, la seconde campagne de construction ne porte donc que sur la première travée du chœur et les deux chapelles latérales, et est plus tardive. Mais la proximité stylistique avec les parties hautes de la nef est toujours grande, et des liens de parenté entre les baies orientales du transept et les fenêtres hautes de la première travée du chœur existent, même si l'on note encore une évolution,,.
Plus difficile encore à trancher est la question du voûtement, car les ogives ont partout le même profil, sauf dans l'abside. René Parmentier pense que les premières voûtes de la nef et des bas-côtés se seraient écroulées (sauf les doubleaux des bas-côtés), et qu'elles auraient été rebâties au début du XIVe siècle. Agnès Arnaudas date les voûtes de la même période, mais ne croit pas à l'hypothèse de l'écroulement. Maryse Bideault et Claudine Lautier ne partagent pas non plus cette hypothèse, mais ne pensent pas non plus que le voûtement serait postérieur à la construction. Toutes les voûtes, sauf celles de l'abside, dateraient donc de la période comprise entre 1245 et 1295 environ. Le clocher central a été construit en dernier lieu, peu avant la fin du XIIIe siècle pour Maryse Bideault et Claudine Lautier, et au XIVe siècle pour les autres auteurs, y compris Eugène Lefèvre-Pontalis. L'église est donc achevée vers 1300, mais selon Agnès Arnaudas qui pense avoir découverte les vestiges d'un chevet plat dans les combles du chœur, elle se termine alors par un chevet plat, ce qui est un parti courant dans la région. L'auteur n'explique pas comment cette hypothèse concorde avec l'existence de supports du style rayonnant entre la première travée du chœur et l'abside. L'étude de Maryse Bideault et Claudine Lautier est trop brève pour évoquer ce détail, mais une explication peut être que le chevet plat n'était qu'un bref état provisoire pendant le chantier, et qu'une abside de style rayonnant a déjà existé avant la guerre de Cent Ans. L'abside n'est en tout cas bâtie qu'à la limite XVe-XVIe siècle, d'après René Parmentier, ou plus précisément vers 1520-1530 d'après Arnaudas. La date de 1540 inscrite sur un des vitraux indique sans doute le parachèvement des travaux, comme le soulignent Maryse Bideault et Claudine Lautier. Entre 1552 et 1555, une petite sacristie est encore ajoutée dans le style de la Renaissance. Elle comporte une fausse crypte qui se situe en fait au niveau de la rue, car les parties orientales de l'église sont bâties sur un haut soubassement. Les comptes du marguillier Pierre Fournier se sont conservés et permettent cette datation précise,,.

### Le classement et les restaurations

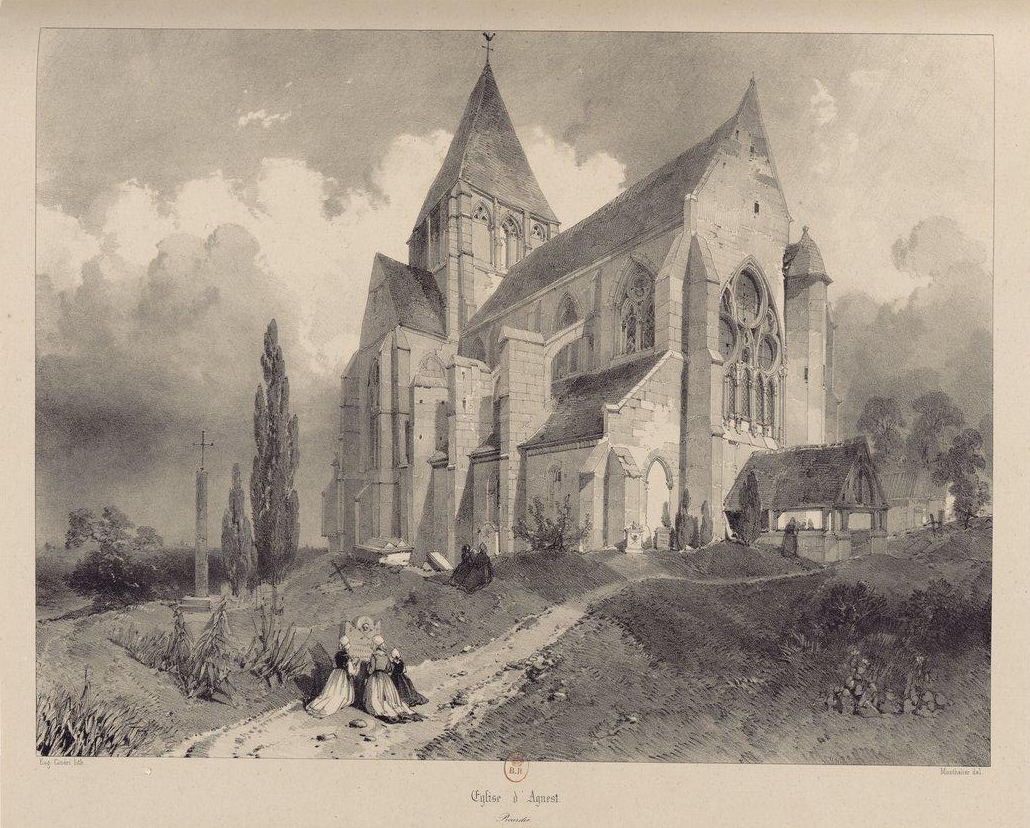
Vue vers 1840 avec l'ancien porche, dans Voyages pittoresques et romantiques dans l'ancienne France.

Ayant déjà subi beaucoup de dommages durant la guerre de Cent Ans, la région connaît encore, durant les guerres de Religion, des désordres qui ne sont pas sans avoir quelques répercussions sur l'édifice. À partir de cette période, l'histoire du monument est partiellement connue à travers des comptes de fabrique qui remontent à 1552. La charpente est incendiée en 1743, date inscrite sur une pièce de bois du clocher, et au début du XVIIIe siècle. De nombreuses reprises sont effectuées dans le parement extérieur et dans la nef. Les fenêtres occidentales des bas-côtés et du transept sont murées, ce qu'Agnès Arnaudas explique par la forte exposition aux vents de l'église. En 1847, l'architecte clermontois Bellanger dessine un plan, des coupes et les élévations, qu'il présente le 6 décembre devant le Comité archéologique local en vue de faire classer l'édifice aux monuments historiques. L'engagement de l'architecte s'avère fructueux,, et l'église Saint-Léger est classée moins de trois ans plus tard, le 9 septembre 1850. Elle suscite l'admiration de divers auteurs, dont Ernest Renan, qui écrit en 1862 qu'elle est, avec Longpont-sur-Orge et Saint-Leu-d'Esserent, « un chef-d'œuvre de proportions, de justesse et d'hardiesse mesurée que l'architecture gothique n'a pu produire qu'en son début ». Pour le chanoine Louis Pihan qui écrit en 1889, « l'aspect pittoresque et grâcieux de son chœur, qui s'élance légèrement au sein des bois, au-dessus de la vallée, forme un heureux contraste avec l'aspect grandiose et sever du donjon et des vieux édifices de Clermont ». Philippe des Forts note en 1904 que « de grandes villes pourraient envier aux habitants d'Agnetz, qui n'est qu'un modeste village, leur ravissante église ».
Divers travaux de restauration sont entrepris à la suite du classement. Sous la direction de l'architecte Verdier, le clocher et la toiture de l'abside et du transept sont réparés en 1853. Les toitures de la nef sont refaites en 1860, et la consolidation du chœur est achevée dans la même année. René Parmentier observe que les murs du chœur ont été trop grattés pendant cette campagne de restauration, et que la chapelle du nord a été presque refaite à neuf, y compris la corniche. La restauration des trois vitraux anciens de l'abside en 1873 est également radicale : René Parmentier écrit que « l'ensemble a été tellement restauré [...], que nous ne croyons pas devoir y insister plus longuement ». Le restaurateur incriminé est M. Bazin, du Mesnil-Saint-Firmin. Le 12 mars 1876, un violent ouragan anéantit une partie des précédents travaux, détruisant les toitures de la nef et des bas-côtés. Ils sont reconstruits peu de temps après. C'est peut-être à cette occasion que disparaît le porche en bois qui défigurait le portail occidental, et qui est encore représenté sur les relevés de Bellanger. Plusieurs bases sont refaites, et les tailloirs du troisième pilier engagé du bas-côté nord le sont également. Vers 1894, le pavage est complètement remplacé, parmi quelques autres travaux effectués en même temps. Les contreforts du bas-côté nord sont refaits « peu scrupuleusement ». En 1909, des pierres chutent depuis les voûtes des deux dernières travées de la nef et du transept, et des échafaudages sont mis en place afin de protéger les fidèles. Les contreforts du bas-côté nord, qui viennent d'être refaits, manquent de solidité. En plus, l'église est minée par les sources qui jaillissent sous son sol, car elle est bâtie à flanc de coteau, au pied d'un massif de collines. Pendant la première moitié du XXe siècle, une deuxième campagne de restauration concerne les voûtes, le remplage des fenêtres dont notamment celui de la vaste baie occidentale, la restitution des baies des galeries sur combles, et la reprise des arcs-boutants,,,.

## Description

### Aperçu général

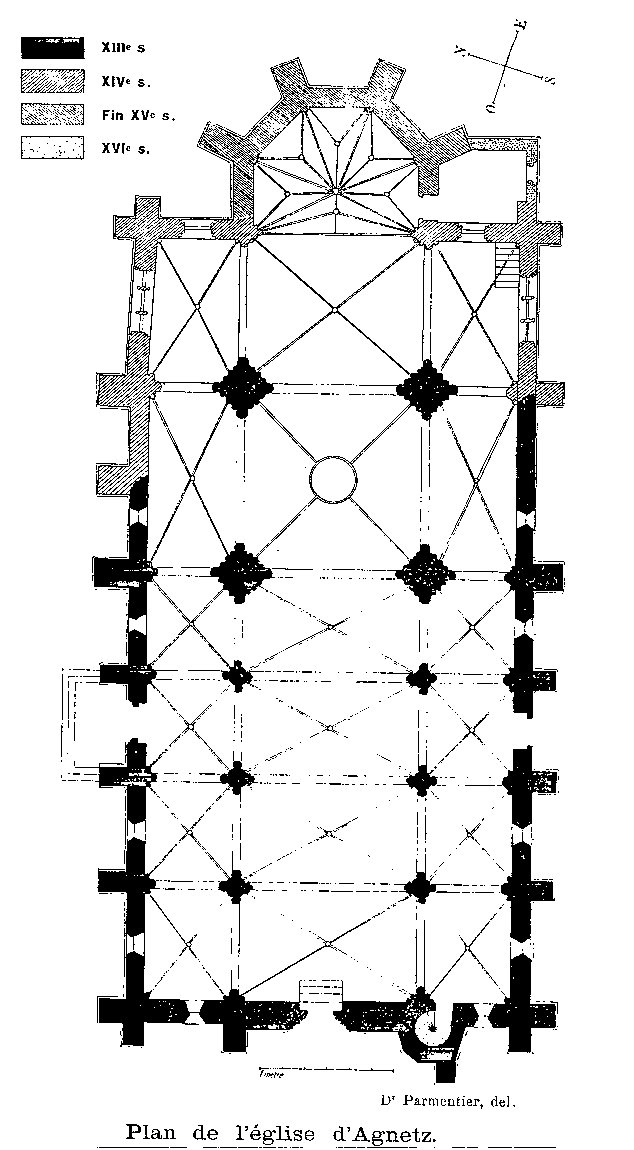
Plan de l'église.

Orientée un peu irrégulièrement nord-sud-ouest - sud-nord-est, l'église Saint-Léger suit un plan parfaitement symétrique, abstraction faite de la sacristie. Elle se compose d'une nef de quatre travées barlongues ; de deux bas-côtés dont les travées carrées sont moitié moins larges que celles de la nef ; d'un transept non saillant dont la croisée carrée équivaut à deux travées de la nef ; un chœur de deux travées dont la seconde comporte l'abside à pans coupés ; et de deux chapelles latérales du chœur pas plus hauts que les bas-côtés. Elles ont une seule travée et se terminent par un chevet plat. La chapelle du nord est consacrée à la Vierge et celle du sud à saint Christophe. La sacristie occupe l'angle entre la chapelle Saint-Christophe et l'abside. On y accède par l'abside. Sous la sacristie, mais au niveau de la rue, l'on trouve une fausse crypte voûtée en berceau, qui est desservie par un escalier depuis la chapelle. Dans son ensemble, l'église occupe donc un espace rectangulaire, sur lequel seul l'abside et la sacristie font saillie. La longueur totale dans œuvre est de 42 m, ou de 36 m sans l'abside, et la largeur est de 17 m, pour une hauteur sous voûtes d'également 17 m. Le clocher central se dresse au-dessus de la croisée du transept. Les façades comportent des pignons au nord, au sud et à l'ouest. Les bas-côtés et collatéraux sont recouverts de toits en appentis. L'église possède trois portails : le portail principal dans la façade occidentale, et des portails latéraux dans la troisième travée des bas-côtés. Le transept et le chœur sont bâtis sur un important soubassement, qui, avec les deux marches du chœur et les deux marches de l'abside, expliquent que la crypte puisse se situer au rez-de-chaussée,,,.

### Extérieur

#### Façade occidentale

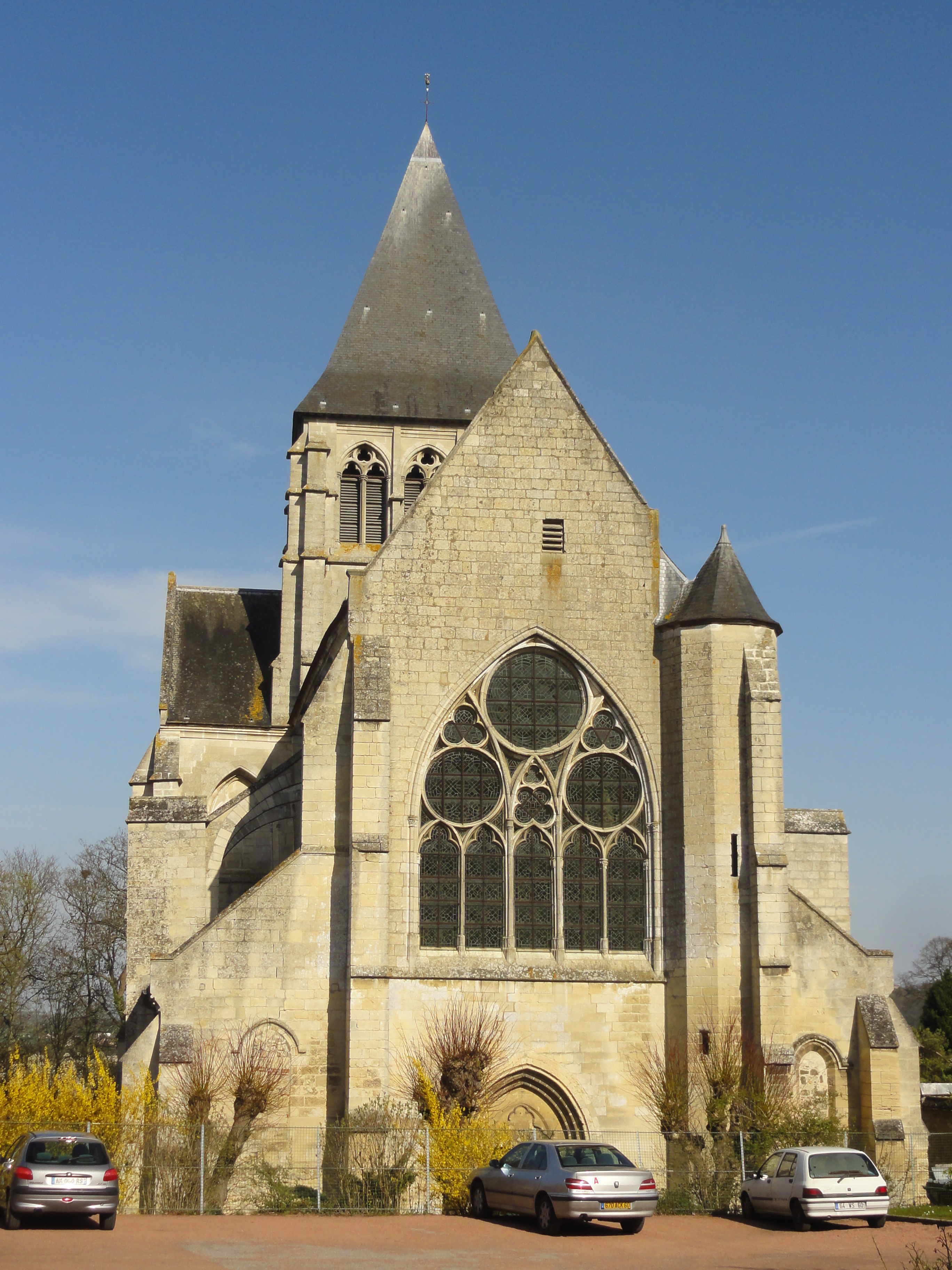
Vue depuis l'ouest.

Bien qu'issue principalement de deux campagnes de travaux bien distincts, au premier tiers du XIIIe siècle et à la fin du même siècle, l'église est extérieurement d'une homogénéité remarquable. Elle se distingue à la fois par un caractère élancé, avec des fenêtres hautes dépassant très largement les toitures des bas-côtés, et par la forme trapue du clocher, qui est d'un diamètre considérable mais ne comporte qu'un unique et bas étage de beffroi. L'église est, en principe, bâtie en pierre de taille de moyen appareil, de pierre calcaire d'un teint blond et d'un grain fin, provenant de Saint-Leu-d'Esserent. Cette pierre a été utilisée avec prédilection pour de nombreux chantiers royaux à l'époque de saint Louis. Pour une raison qui ne s'explique pas vraiment, dans une contrée où la pierre de bonne qualité est abondante, les bas-côtés ont été construits en petits moellons irréguliers, jusqu'à un niveau dépassant nettement la limite inférieure des fenêtres. Ces murs devaient vraisemblablement été enduits. — La façade occidentale, détournée du village, est dominée par une vaste baie de dimensions inhabituelles. C'est l'une des rares fenêtres rayonnantes à cinq lancettes que l'on connaisse, et un nombre de lancettes impair est également peu usité avant le XIVe siècle (on le trouve cependant au chevet des collatéraux de Saint-Sulpice-de-Favières). Le réseau primaire comporte deux grandes lancettes aigües, encadrant une lancette plus basse qui est surmonté d'un grand cercle. Le réseau secondaire comporte, au premier niveau, cinq petites lancettes à tête trilobées inscrites dans les arcs (soit deux pour chaque grande lancette et une pour la lancette médiane). Dans les grandes lancettes, les sommets sont occupés par un cercle et un trèfle, et dans la lancette médiane, on y voit un quatre-feuilles et un trèfle. Les meneaux ont des bases polygonales, et ceux du réseau principal portent de petits chapiteaux ronds, dont certains manquent ou ont été remplacés par des corbeilles non sculptées. Le pignon est parfaitement nu. À gauche, la façade de la nef est flanquée par un contrefort à trois larmiers, amorti par un glacis. Le larmier à mi-hauteur correspond au glacis au seuil de la grande baie, et le larmier au-dessus marque la limite supérieure des demi-pignons des bas-côtés, et donc la hauteur visible des murs gouttereaux de la nef. À droite, la façade est flanquée par une tourelle d'escalier octogonal, qui englobe un contrefort légèrement différent. Le portail occidental est à échelle humaine, donc relativement petit, et n'est pas aligné sous le pignon, mais désaxé vers la gauche, sans doute pour tenir compte de la tourelle d'escalier. Il s'ouvre sous une triple archivolte moulurée chacun d'un tore et d'une gorge. Il repose sur les tailloirs des chapiteaux de crochets de faisceaux de trois fines colonnettes appareillées. Les piédroits du portail sont assez espacés des colonnettes, et supportent des consoles décorées de têtes humaines, qui ont pour fonction de porter le tympan orné d'une arcature polylobé en bas-relief. Quant aux bas-côtés, ils présentent chacun une fenêtre à lancette simple bouchée, surmonté d'un bandeau biseauté en forme de sourcil.

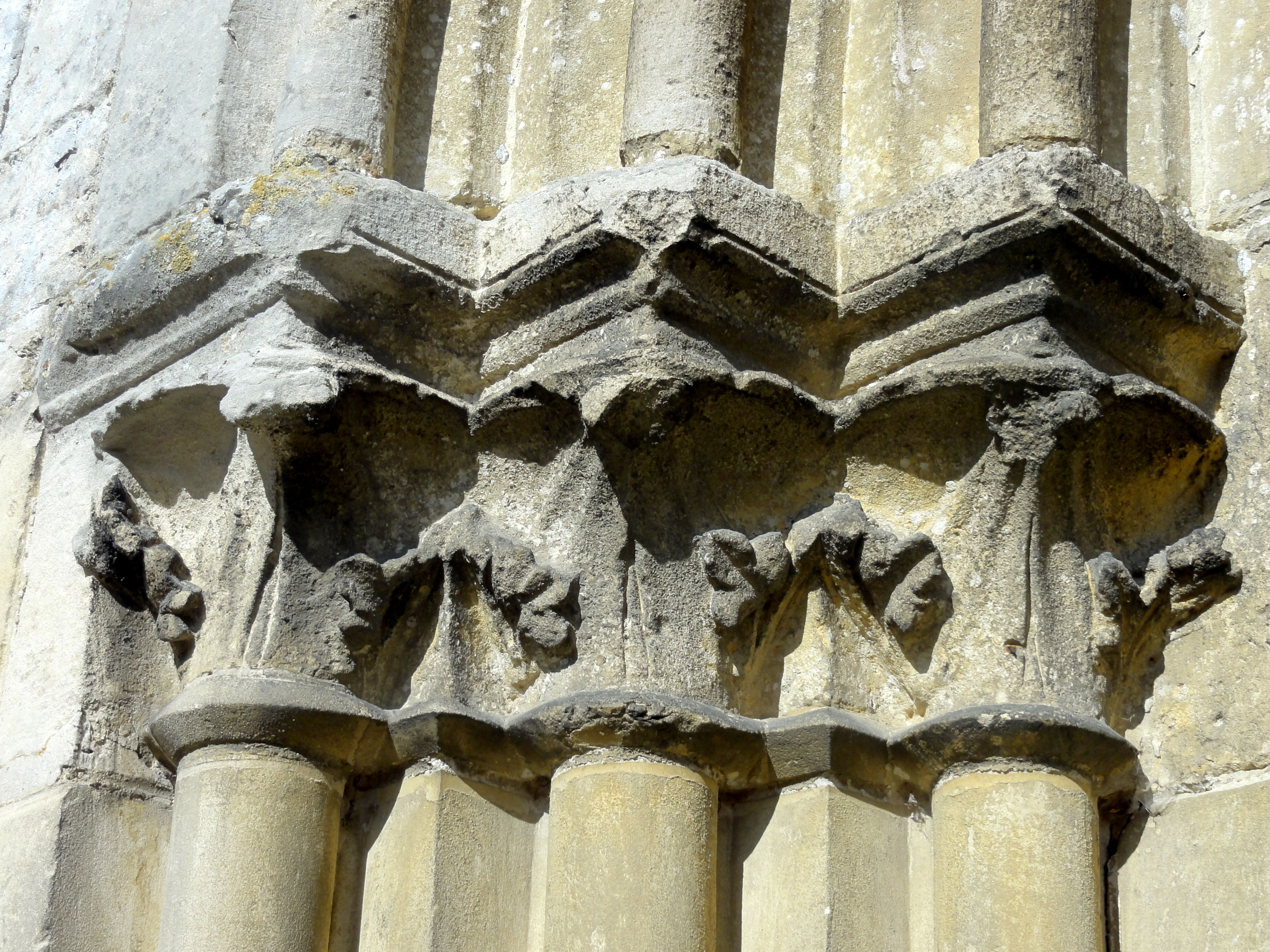
Chapiteaux du portail.
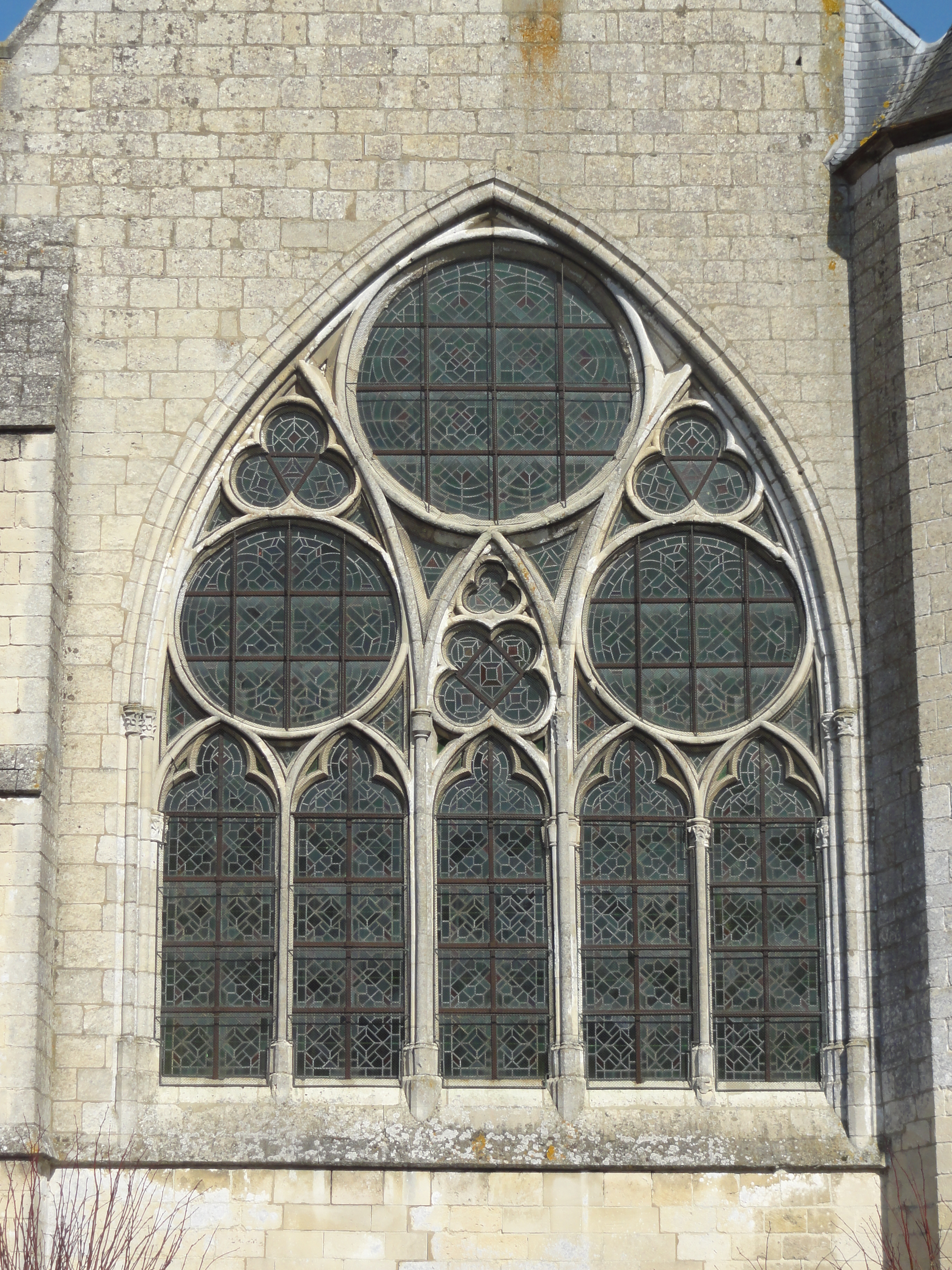
Fenêtre occidentale.
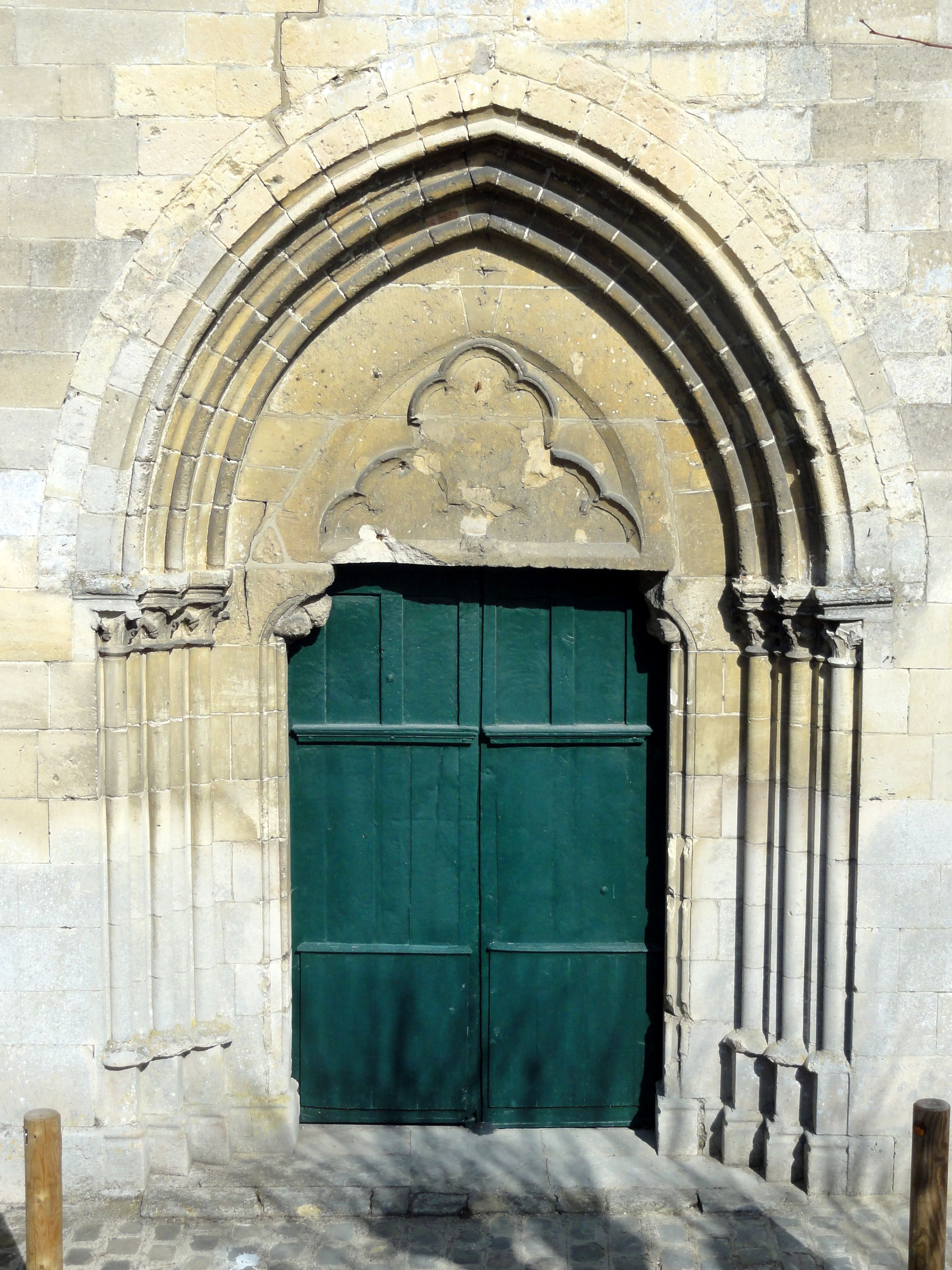
Portail occidental.
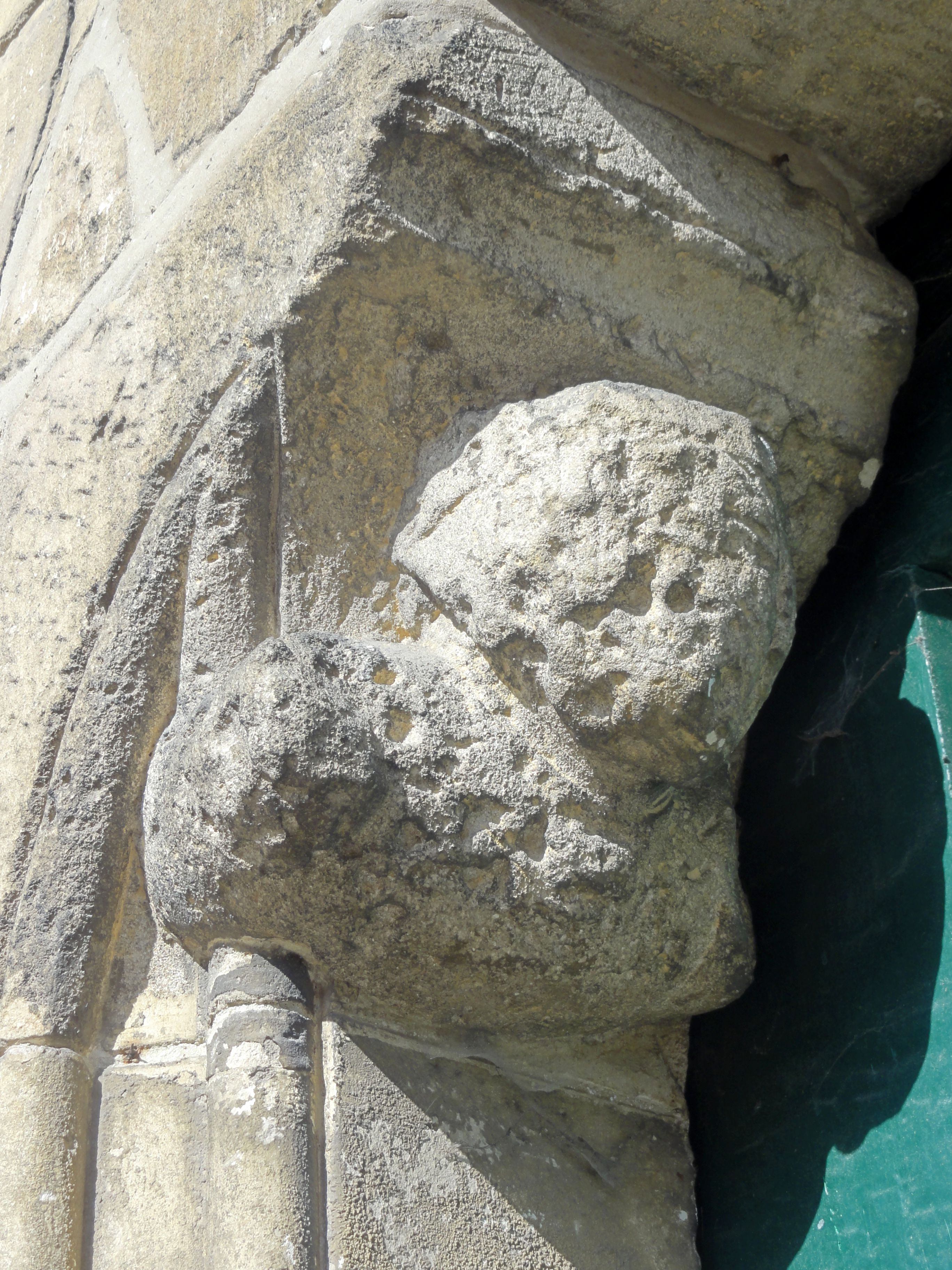
Console du linteau.
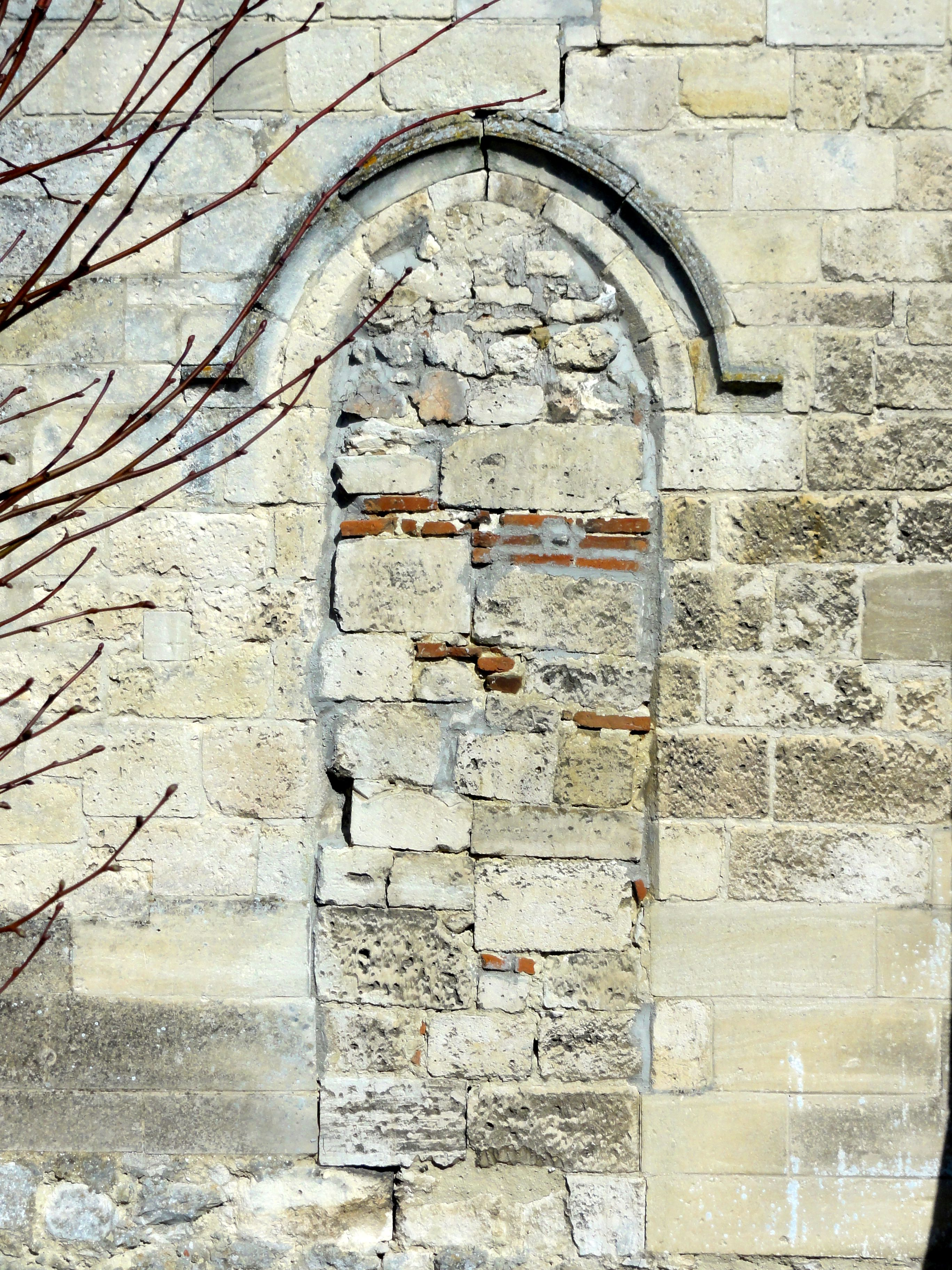
Fenêtre du bas-côté nord.
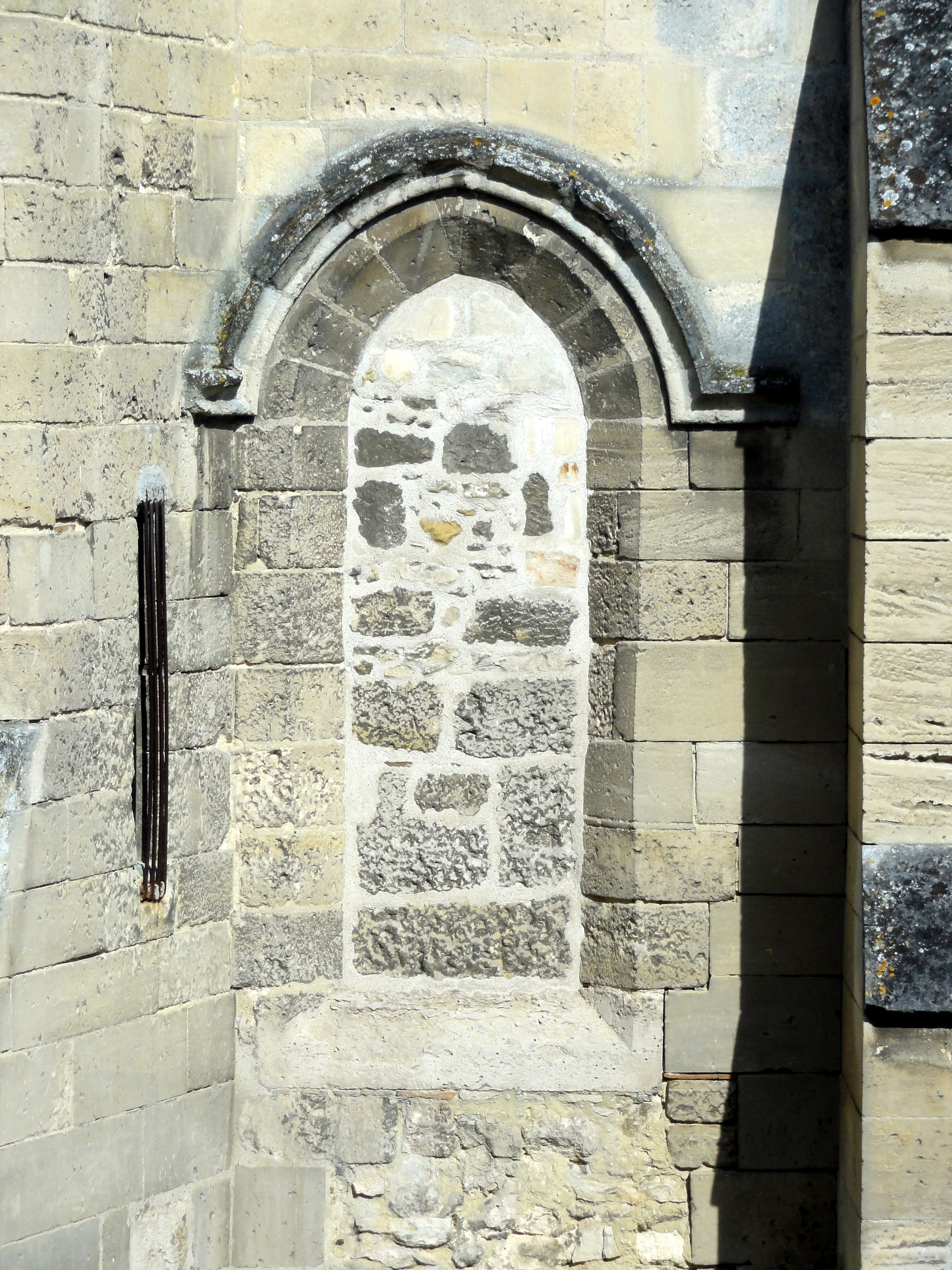
Fenêtre du bas-côté sud.

#### Élévations latérales

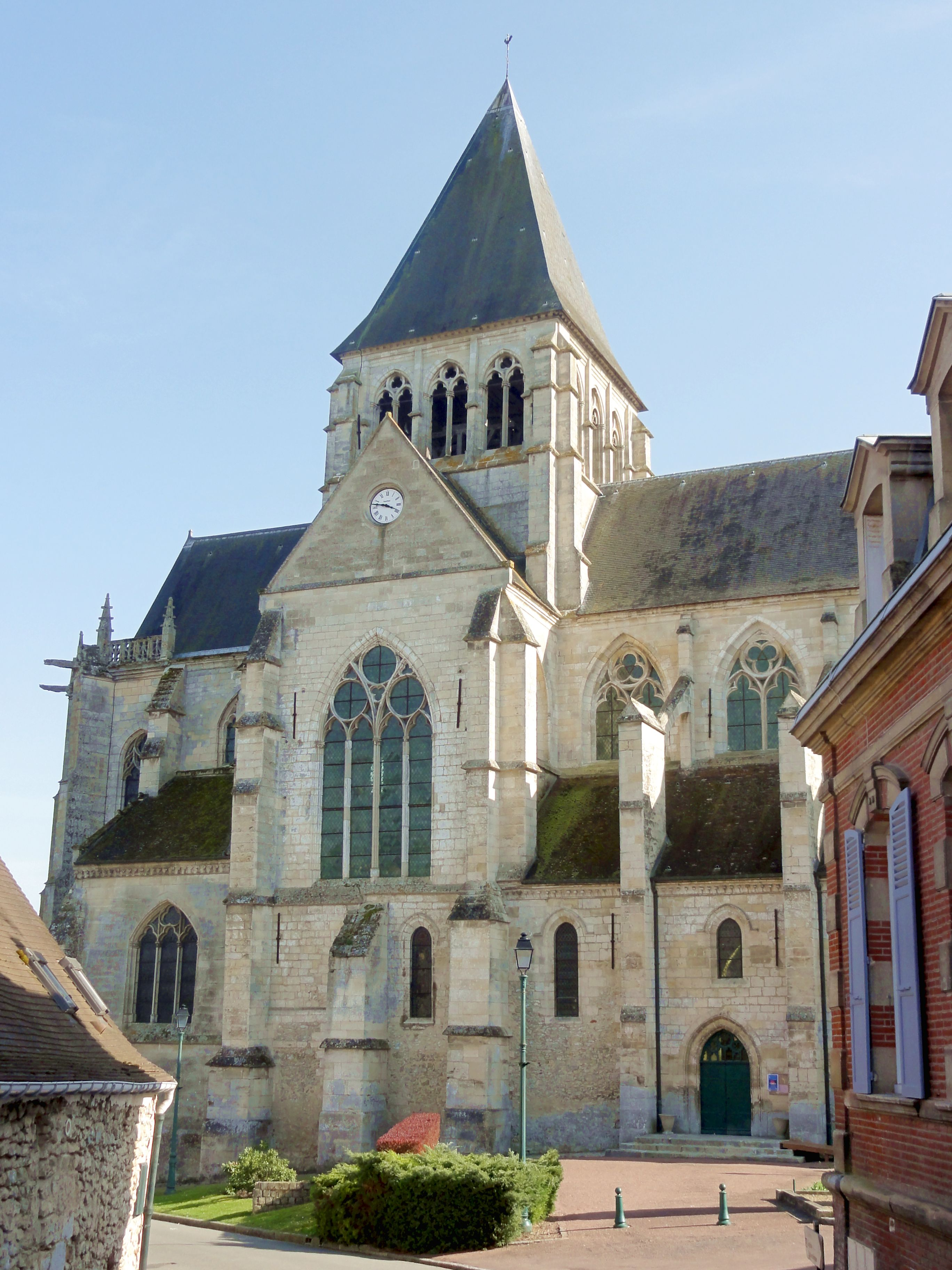
Vue depuis le nord.

Hormis l'abside, les élévations latérales comportent deux niveaux, même aux extrémités du transept. Les murs gouttereaux de la nef sont munis de minces contreforts à section carrée, qui se terminent par un glacis qui déborde latéralement. Pour contrebuter les voûtes, trois arcs-boutants à simple volée ont été prévus de chaque côté : il n'y en a pas au niveau de la façade. Ils sont assez minces et recouvertes de dalles, et butent contre les culées coiffées de chaperons. Les culées sont établis dans le prolongement des contreforts des bas-côtés, sans distinction, et ces ensembles sont munis de trois larmiers répartis à équidistance. Rien n'a été prévu pour l'évacuation des eaux pluviales : ni chéneaux, ni gargouilles. La corniche de la nef est constituée de deux assises, qui sont moulurées seulement d'une gorge. Une gorge entoure également les fenêtres hautes de la nef, qui seront décrites dans le contexte de l'intérieur. La corniche des bas-côtés est sculpté de crochets, à raison d'une vingtaine par travée environ. Les fenêtres sont analogues aux deux fenêtres bouchées du côté de la façade. Le portail latéral nord s'ouvre sous une double voussure en tiers-point, qui n'est que sommairement mouluré, de même que les piédroits. C'est une porte à double vantail dont le tympan est occupé par une fenêtre. Le portail latéral sud est basse, en plein cintre, à simple vantail, et surmonté d'un bandeau en forme de sourcil, à l'instar des fenêtres. Une porte semblable, mais bouchée, existe dans le croisillon sud. Généralement considérée comme l'ancienne « porte des morts », par où les cercueils étaient sortis vers le cimetière, Agnès Arnaudas estime que ce serait plutôt un ancien enfeu. Elle n'explique toutefois pas comment la largeur médiocre de l'ouverture est compatible avec cette fonction, et semble également oublier la faible épaisseur des murs de l'église, qu'elle chiffre à 60-80 cm. En tout cas, aucune trace d'une ouverture n'est visible sur les rangs d'assises inférieurs, dont l'on ne peut pas exclure qu'ils ont été remplacées. Sinon, chaque croisillon comporte en bas une fenêtre analogue à celle des bas-côtés, qui est alignée au centre de la moitié occidentale du mur-pignon, et en haut, une baie presque aussi vaste que celle de la façade. Les contreforts du transept étaient initialement analogues au contrefort à gauche de la façade occidentale, mais la plupart ont connu des réfections, donnant un larmier supplémentaire, où une partie inférieure renforcée. Au XIVe siècle, un contrefort supplémentaire a été planté au milieu du mur-pignon du croisillon sud, qui va jusqu'au glacis au seuil de la grande fenêtre. En ce qui concerne la première travée du chœur et les chapelles, l'élévation évoque toujours la nef ; ce ne sont que les fenêtres qui diffèrent, et le glacis au seuil des fenêtres est réuni aux larmiers des contreforts.

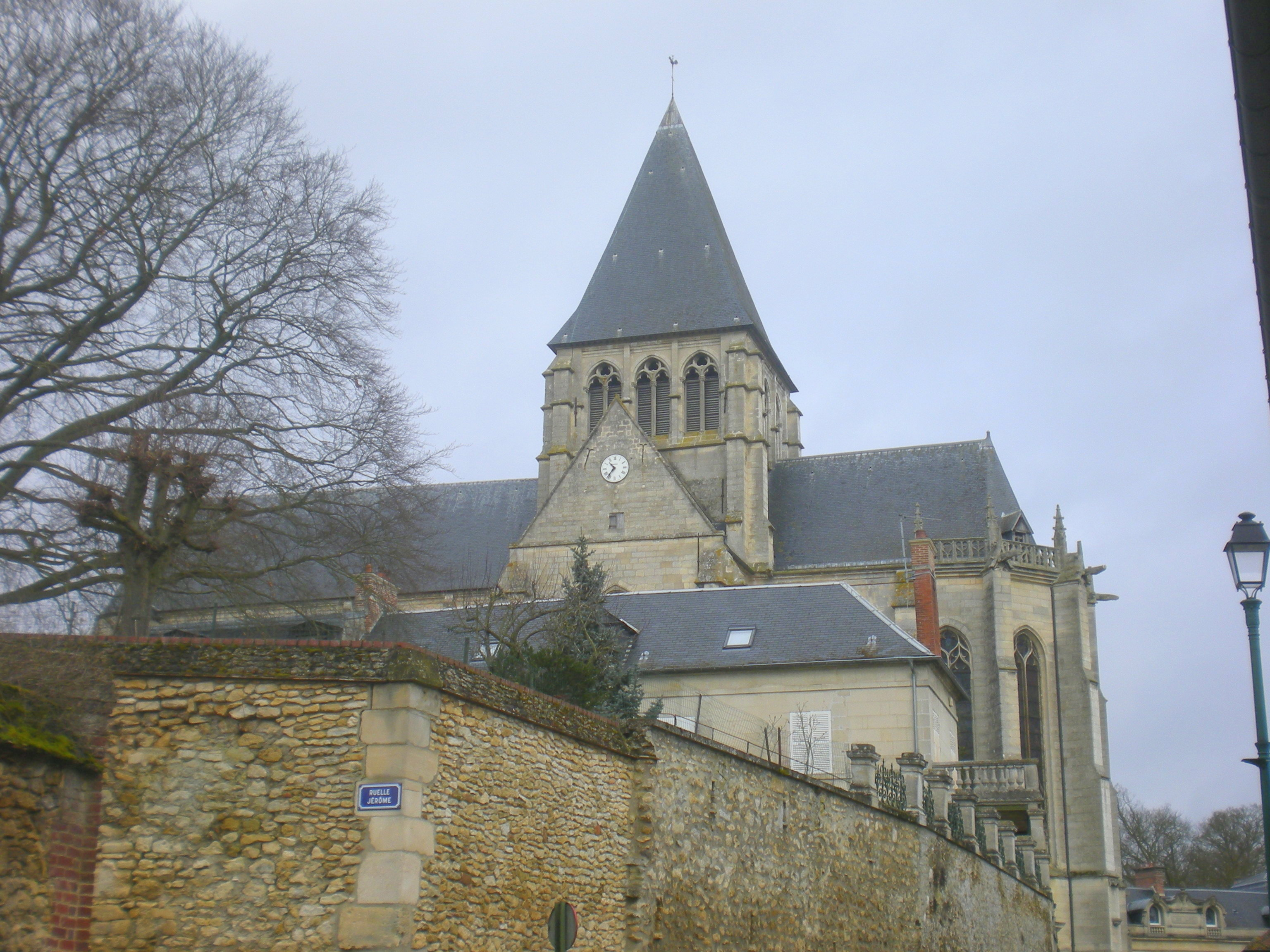
Vue depuis le sud.
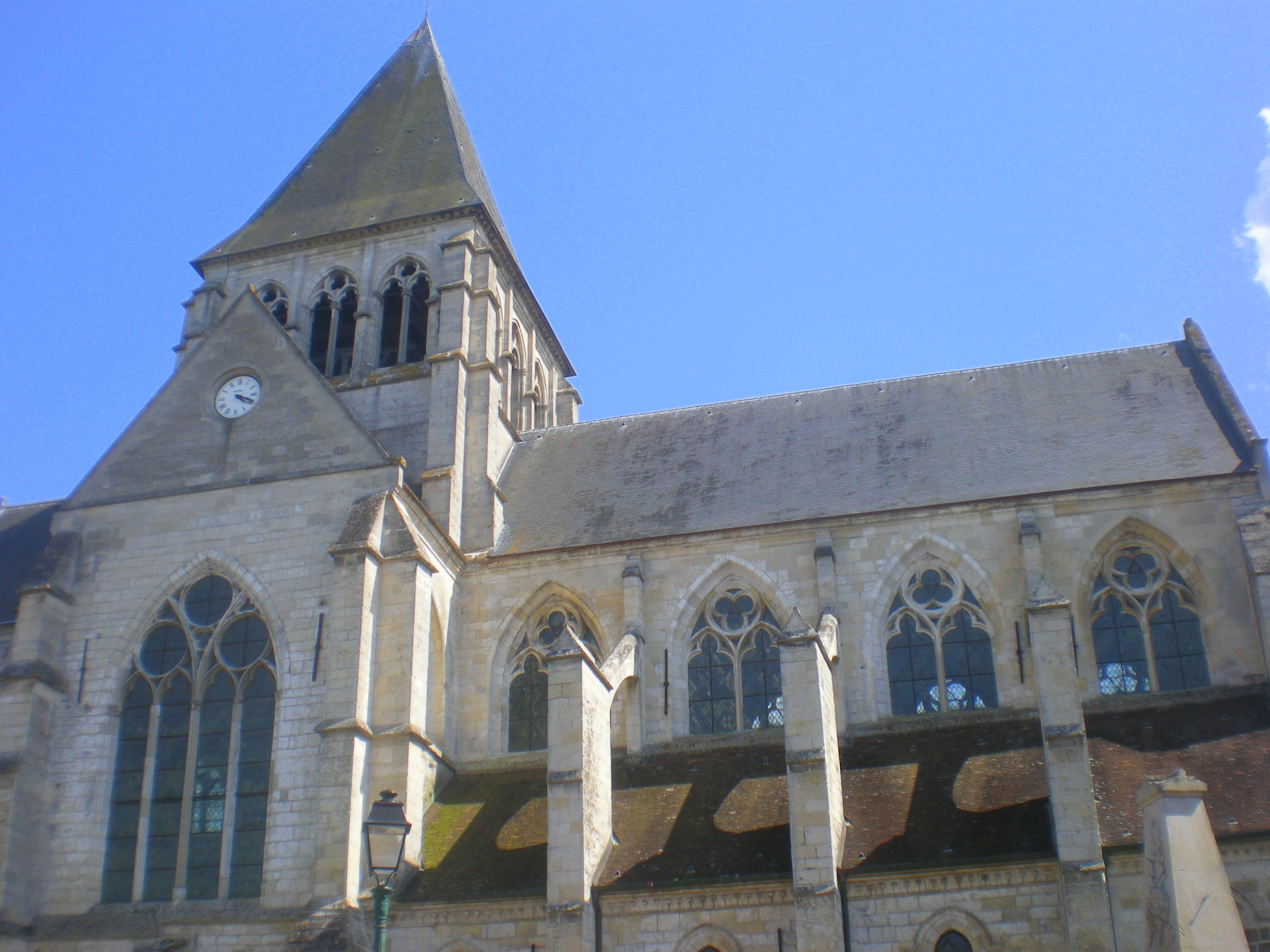
Vue depuis le nord.
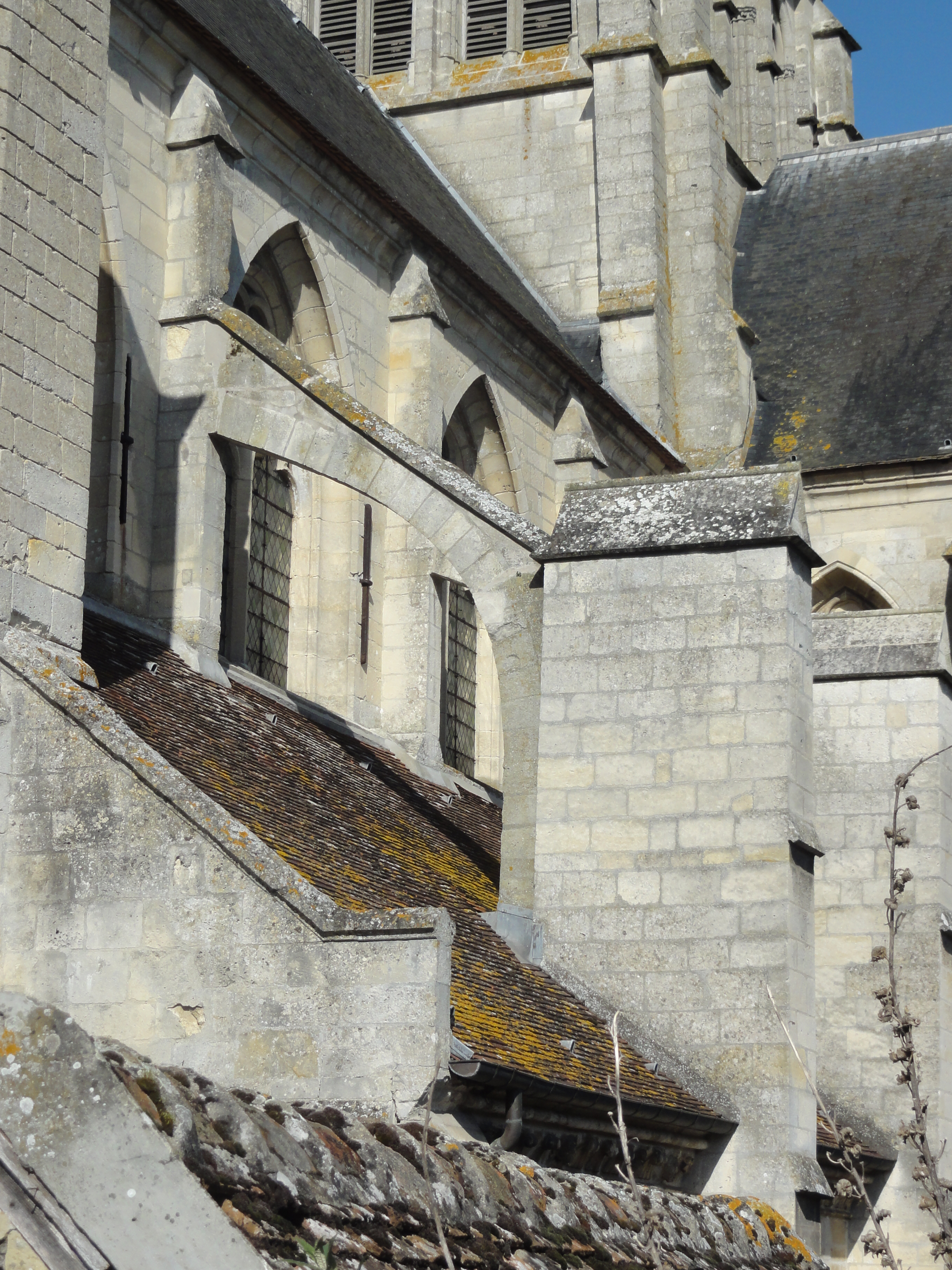
Arcs-boutants côté sud.
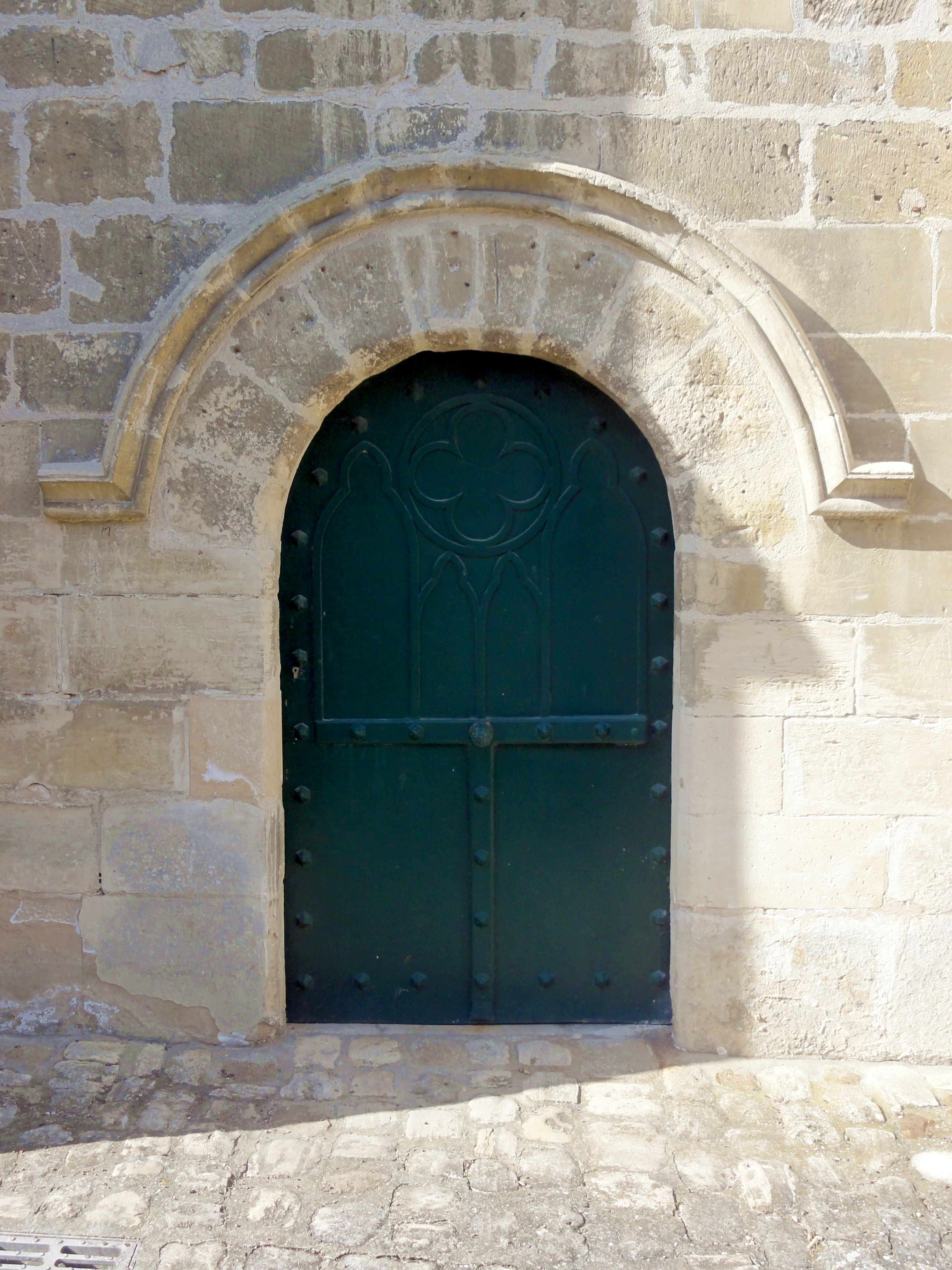
Portail sud.
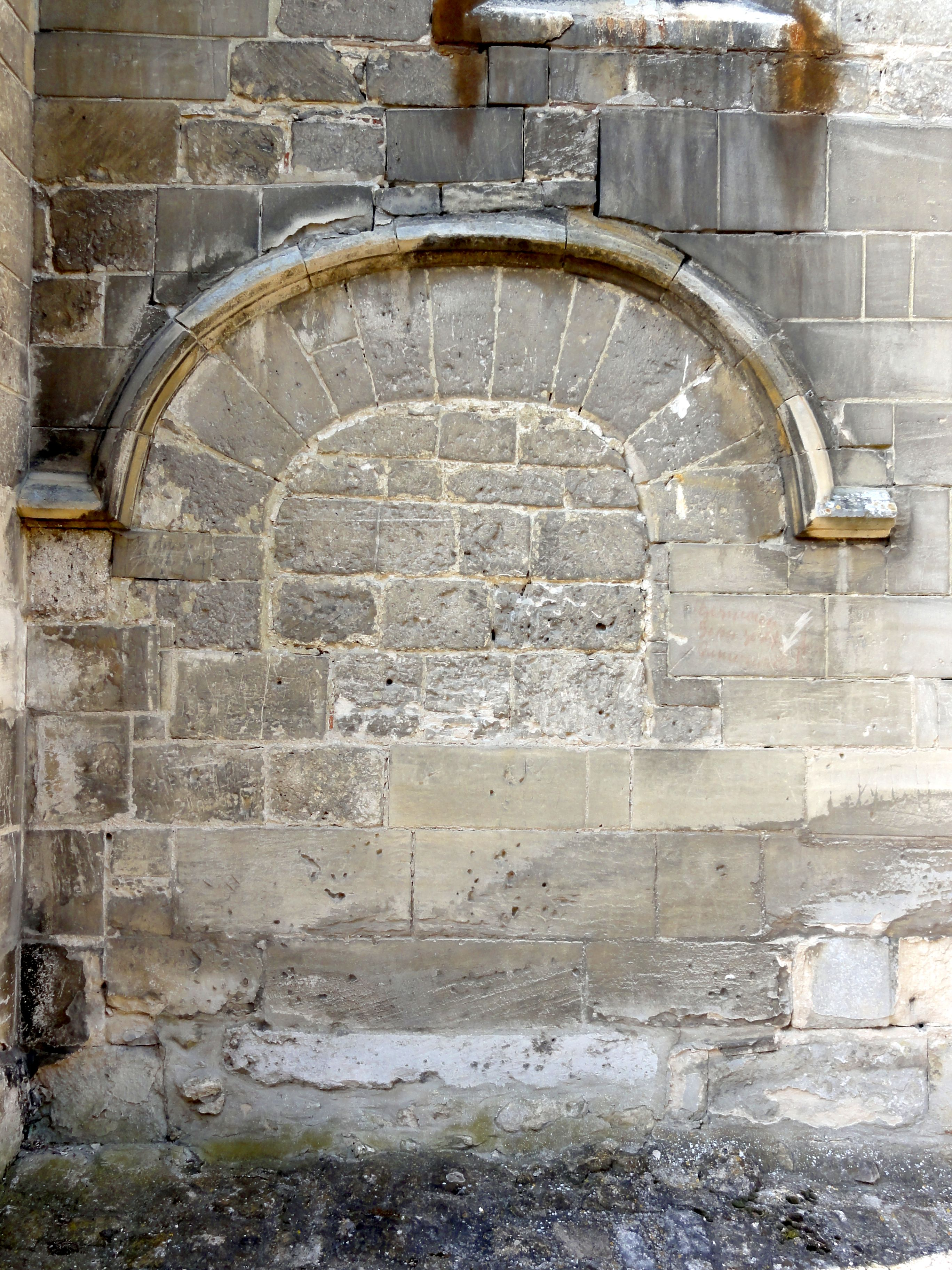
Ancien enfeu.
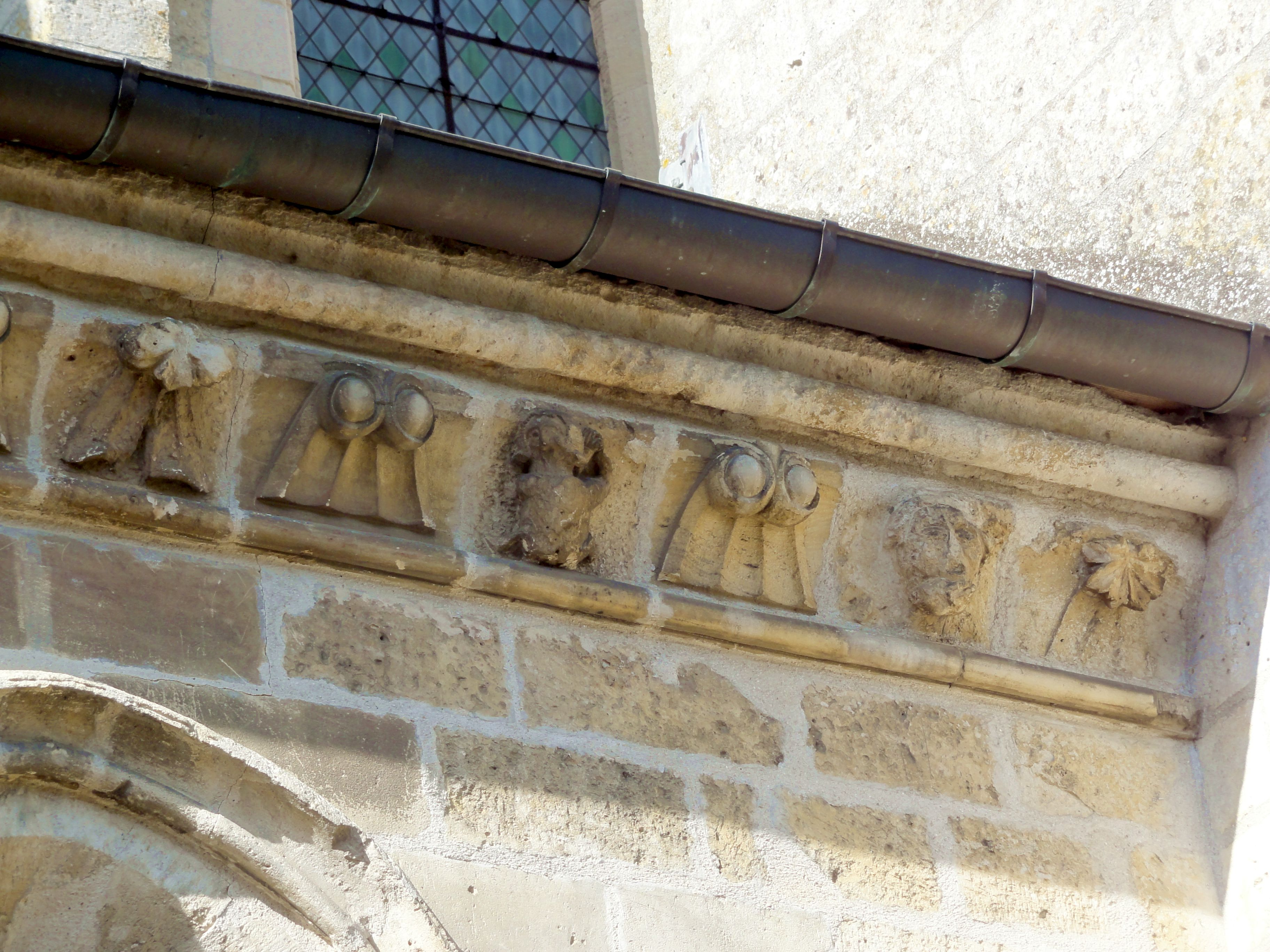
Frise de crochets.

#### Chevet

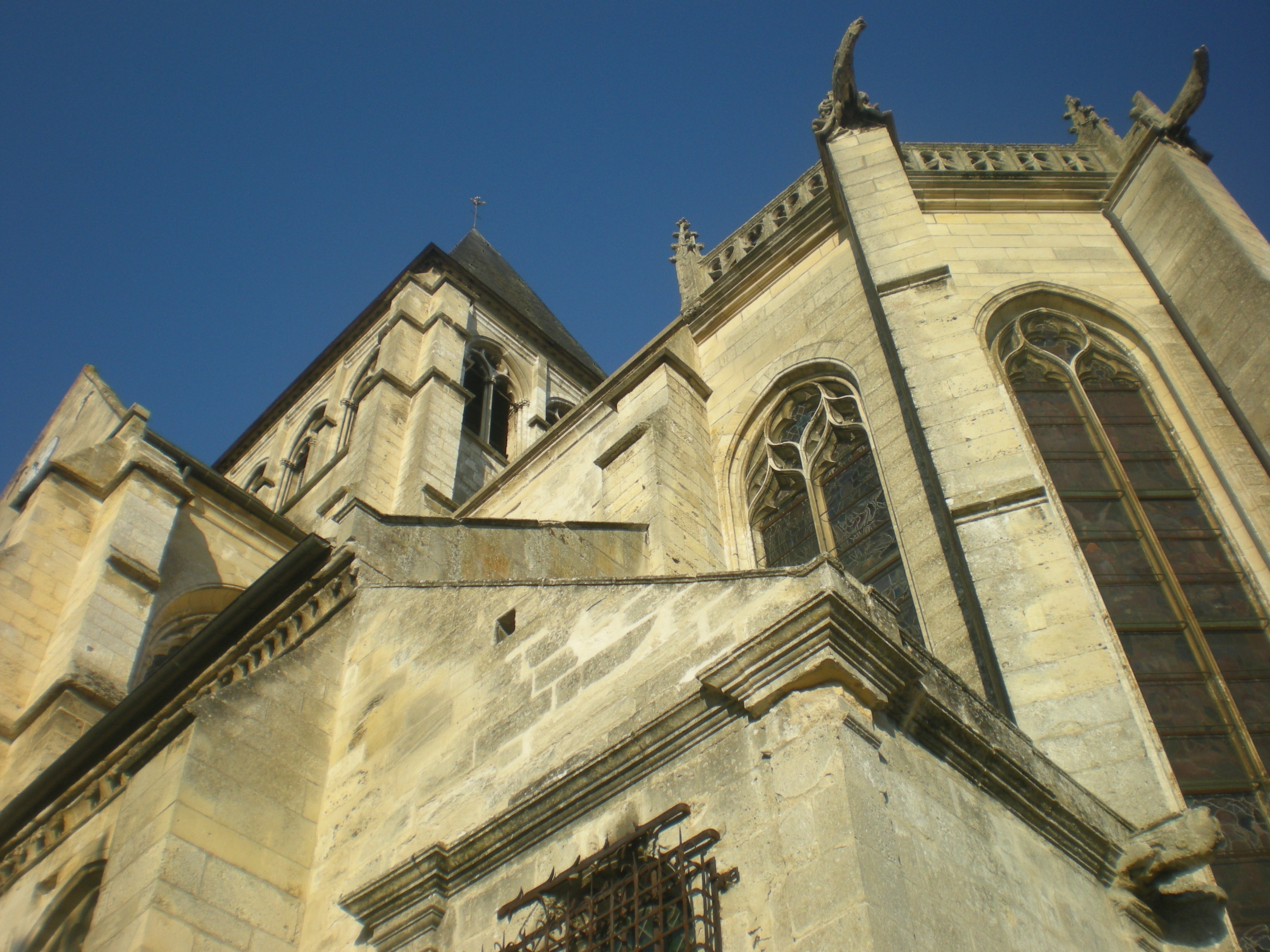
Vue sud-est de l'édifice.

L'abside flamboyante du XVIe siècle, avec un unique niveau d'élévation et d'étroites fenêtres très élevées, est d'une facture élégante et harmonise parfaitement avec l'ensemble du XIIIe siècle. Les énormes gargouilles au sommet des contreforts et les pinacles qui les couronnent indiquent aussi clairement la période de construction. L'appareil est constitué de pierres de taille de grandes dimensions, pouvant atteindre 110 cm de long. Le dénivelé qui existe par rapport à la façade occidentale est compensé par un soubassement en talus, qui est amorti en doucine. Le glacis au seuil des fenêtres, qui se poursuit sous la forme d'un larmier sur les contreforts, adopte ce même profil. Les contreforts flamboyants sont au nombre de quatre : ceux à la limite avec la première travée du chœur sont encore de la limite XIIIe-XIVe siècle. Les deux autres larmiers qui scandent les contreforts flamboyants sont également amortis en doucine. Le couronnement est assuré par des chaperons, dont les gâbles sont chacun garnis de deux crochets. C'est du milieu des tympans que jaillissent les gargouilles déjà citées, et dont les longs corps s'infléchissent soit vers la gauche, soit vers la droite, afin de donner une image plus dynamique. Un pinacle de section carrée et se terminant par une pyramide élancée est placé derrière chaque contrefort. Des pinacles ont également été ajoutés derrière les contreforts anciens. Les murs s'achèvent par une corniche formé par de multiples retraites, comme des gradins inversés. La corniche porte une balustrade à jour, où des soufflets et mouchettes s'insèrent entre des meneaux verticaux. Le dessin répond à la partie supérieure du réseau des fenêtres. Chaque section de balustrade va d'un pinacle à l'autre. Derrière les balustrades, le toit prend du retrait ; sur le pan sud-est, on aperçoit un petit pignon avec des ouvertures pour l'aération des combles. Le décor de l'abside est complété par des niches à statues, dont celle en dessous de la baie d'axe du chevet est la plus somptueuse. C'est son dais finement ciselé qui retire notamment l'attention : il représente un édifice flamboyant imaginaire en miniature. Les socles sont enveloppés de feuilles frisées, motif récurrent à la période flamboyante. Une niche figure également en bas de chaque contrefort ; le dais s'arrête directement en-dessous du premier larmier. Les statues auraient été cassées sous les guerres de Religion, soit environ un demi-siècle après la construction de l'abside.

#### Clocher

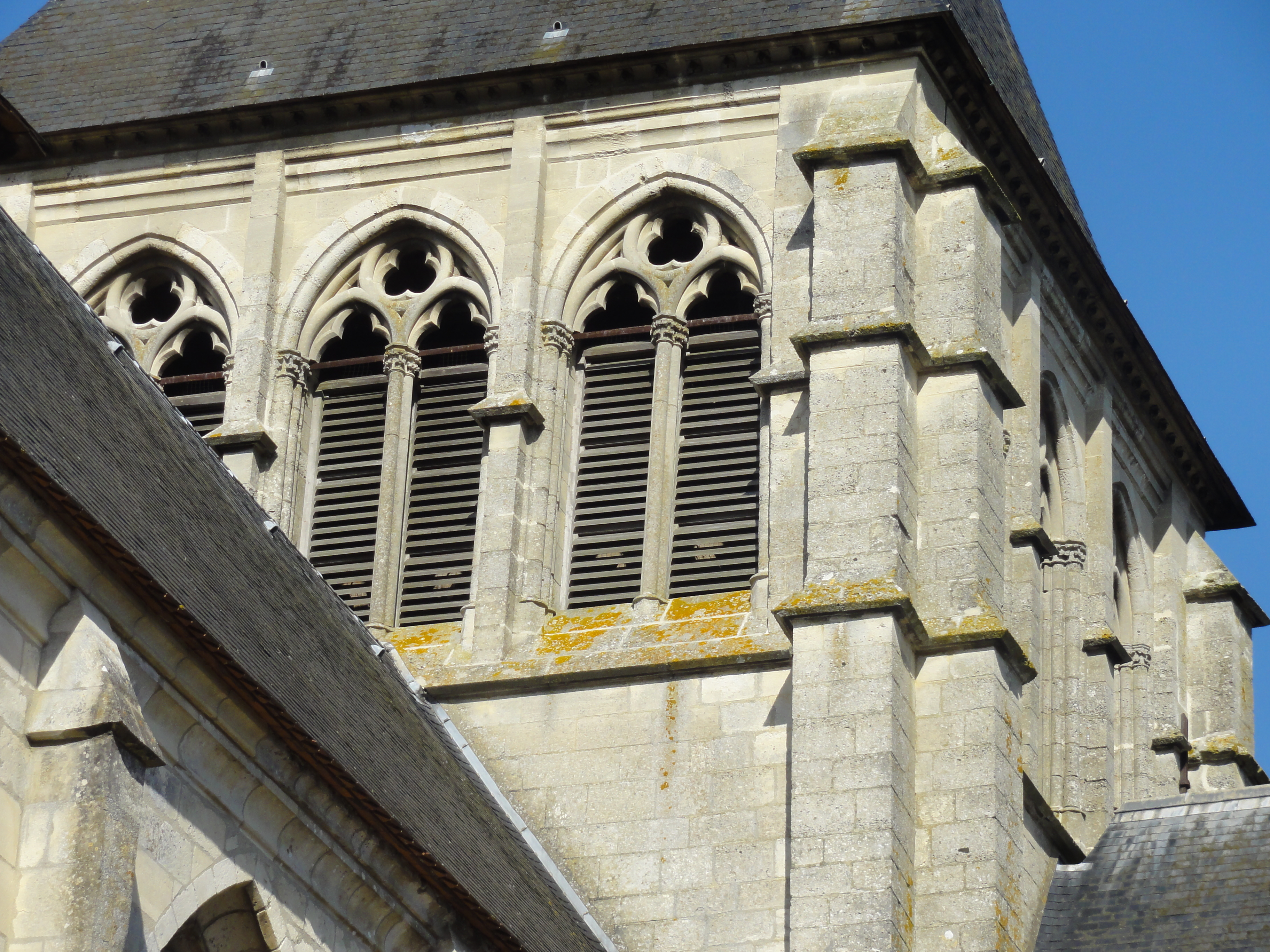
Détail du clocher.

L'étage de beffroi de clocher commence en dessous du niveau des faîtages des toitures, et les ouvertures sont juste placées assez hautes pour ne pas être obstruées. Ainsi le clocher prend un aspect trapu, ce qui évoque un clocher roman en regardant de loin. C'est en réalité l'un des derniers clochers construits dans l'Oise avant la guerre de Cent Ans, avec Chambly et le clocher nord de la cathédrale Notre-Dame de Noyon. Les angles du clocher sont épaulés par deux contreforts orthogonaux chacun, relativement peu massifs par rapport à son envergure. Ils s'amortissent par des glacis faisant saillie à gauche et à droite, comme déjà observé sur les contreforts du chevet, et sont scandés par deux niveaux de larmiers, qui ne se limitent pas au flanc extérieur, mais sont présents sur les trois flancs. Le premier larmier, assez proche du sommet, se situe à mi-hauteur des baies. Le second se situe au niveau du seuil des fenêtres, et court tout autour du clocher, en se développant en glacis au pied de chaque fenêtre. Les baies sont au nombre de trois par face, ce qui est rare, et de petit contreforts carrés les séparent, dotés des mêmes larmiers que les grands. Le style des baies est encore clairement rayonnant, et leur remplage est conçu selon des principes similaires que celui des fenêtres hautes de la nef et du transept. Chaque baie est encadré par un gros tore, qui porte des chapiteaux ronds au niveau des impostes. Le réseau primaire comporte deux lancettes surmontées d'un oculus, et les meneaux sont également porteurs de chapiteaux. À gauche et à droite, les meneaux disparaissent presque derrière les tores déjà signalés. Le réseau secondaire comporte deux lancettes à tête trilobée s'inscrivant une par une dans les lancettes du réseau primaire, et un trèfle s'inscrivant dans l'oculus. Ici, les meneaux sont aussi porteurs de chapiteaux, et s'effacent derrière les précédents, ce qui augmente l'ouverture des baies et donne un effet de légèreté. Le toit prend la forme d'une pyramide et est couvert d'ardoise. La tradition régionale préfère les clochers en bâtière, ce qui rapproche le clocher d'Agnetz de la tradition normande,.

### Intérieur

#### Nef

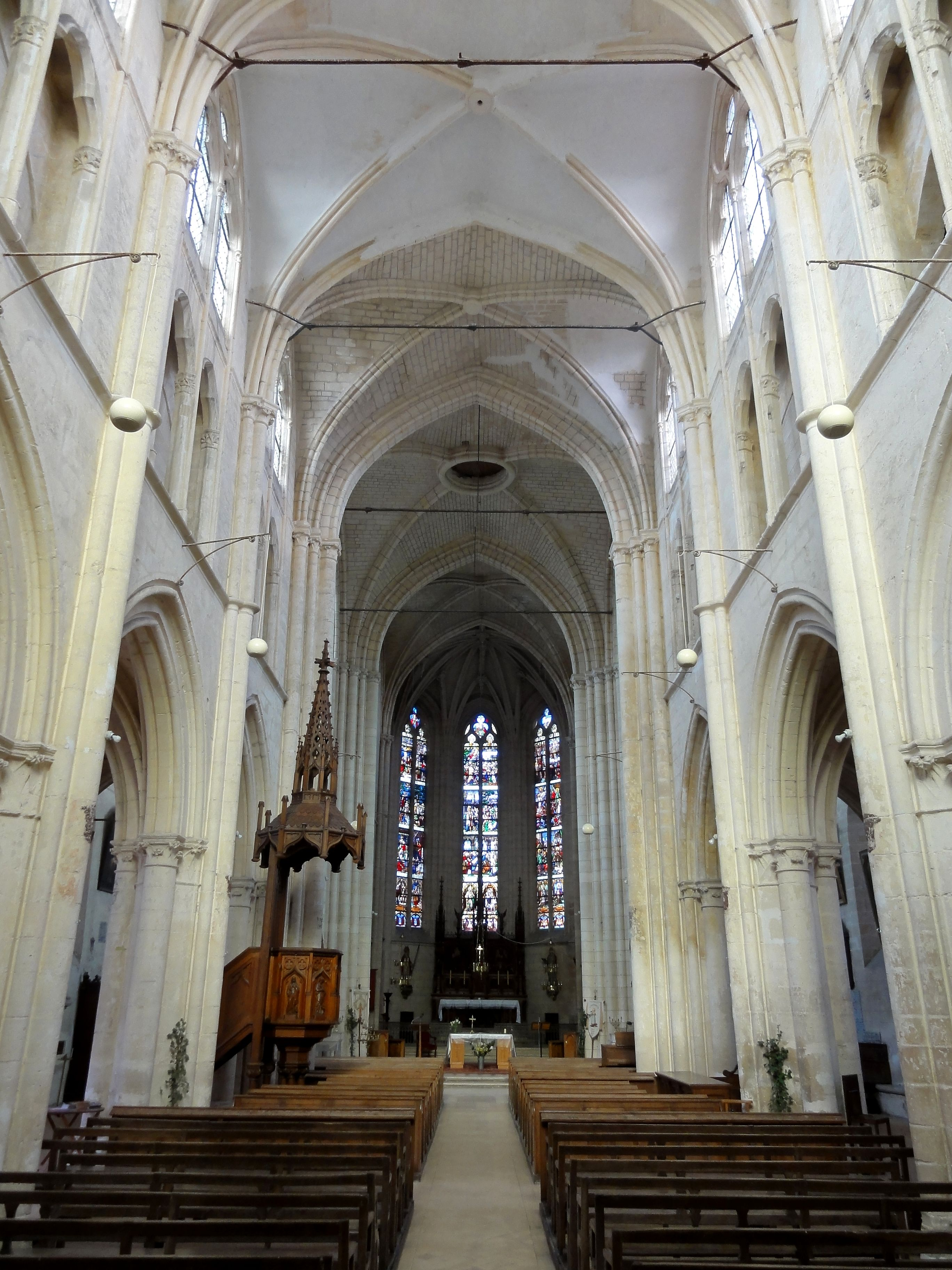
Nef, vue vers l'est.

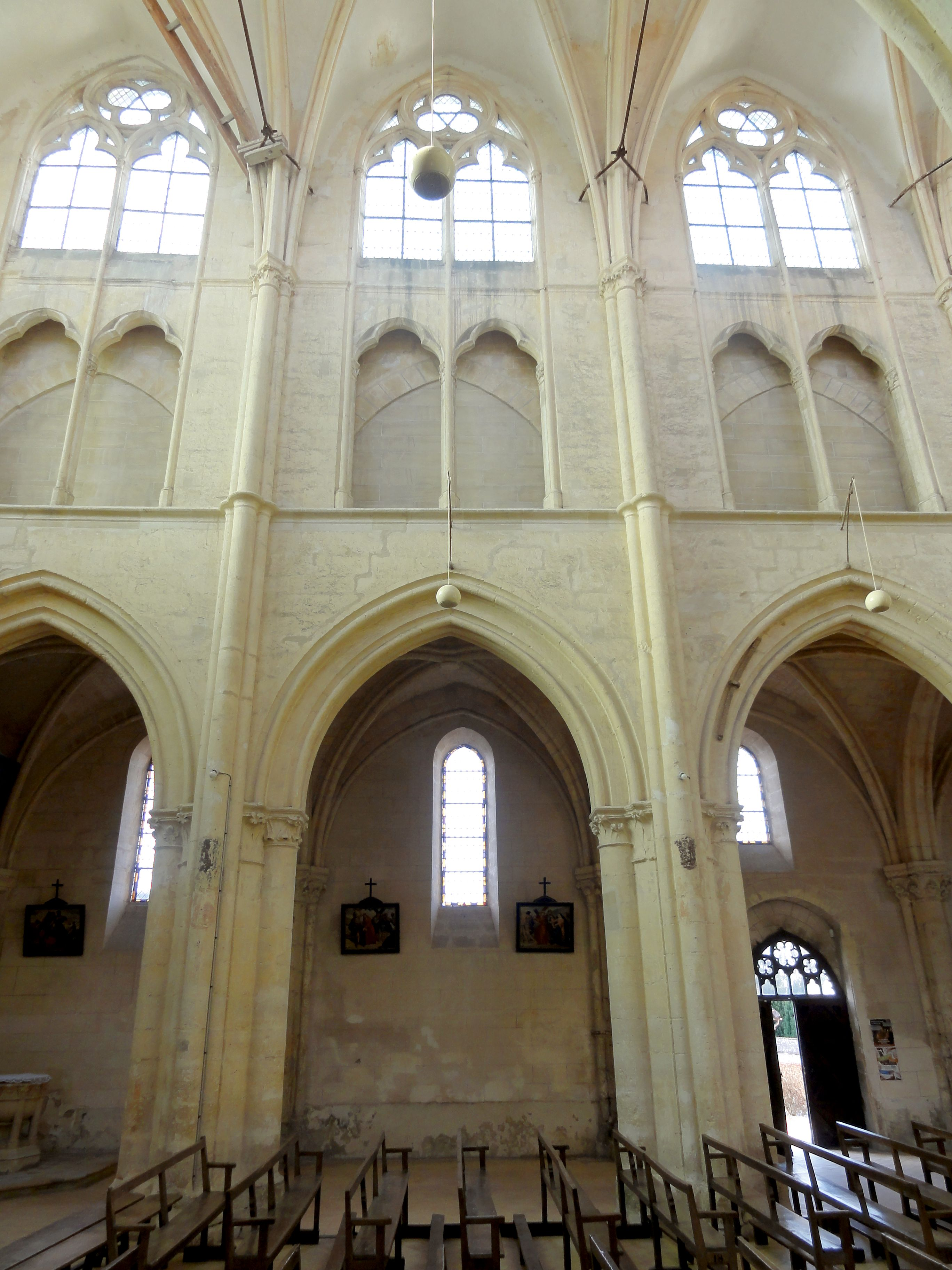
2e travée, élévation nord.

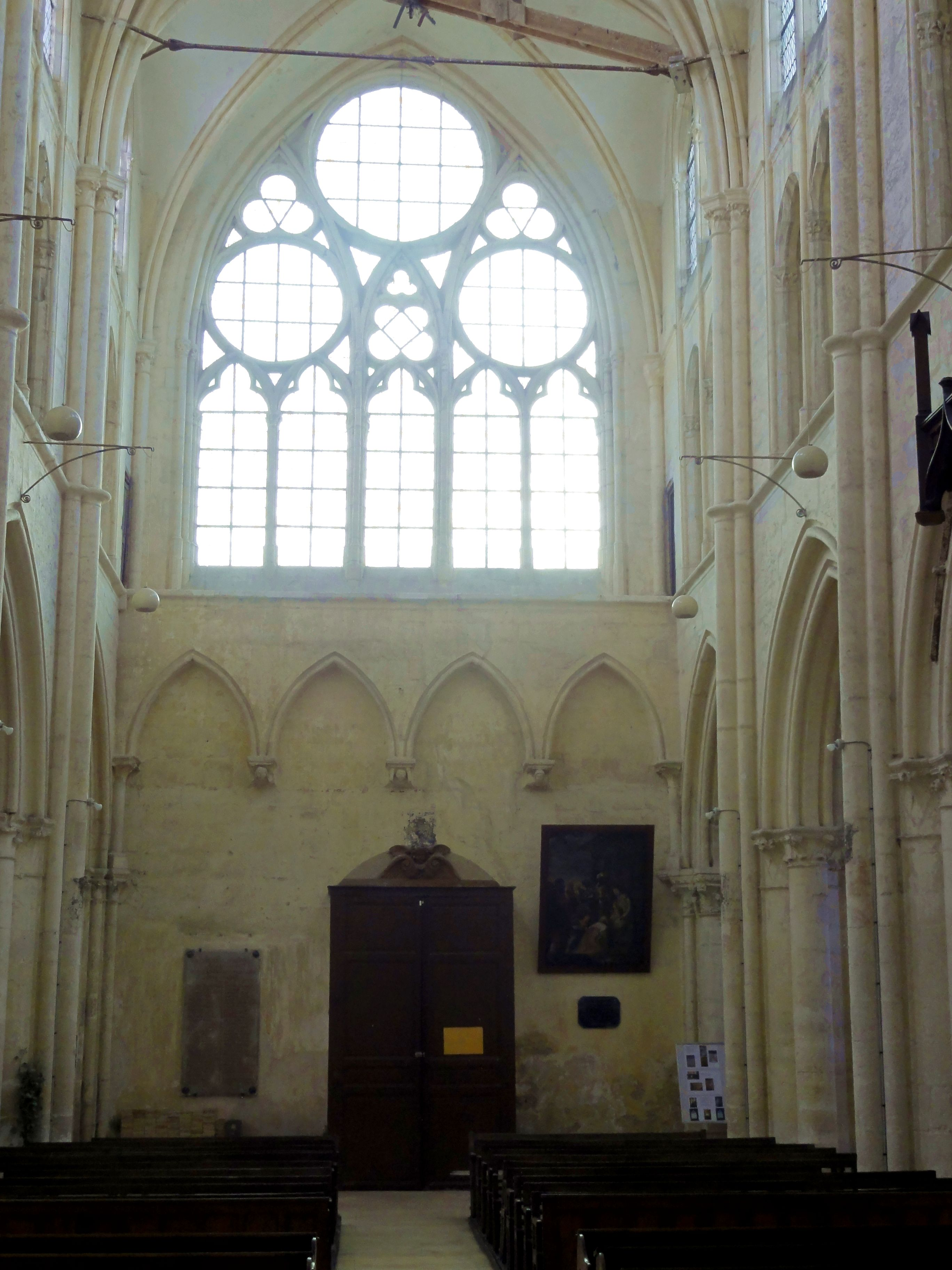
Extrémité occidentale.

La nef est généreusement éclairée, comme déjà évoqué dans la description de l'extérieur. Elle est considérée comme l'une des principales réalisations de la période rayonnante dans la région. À l'instar des plus grandes église gothiques, l'élévation comporte trois étages : celui des grandes arcades, celui du faux triforium, et celui des fenêtres hautes. La hauteur sous les voûtes est de 17 m, ce qui correspond exactement à deux fois sa largeur, ou à la largeur de nef et bas-côtés réunis. Les grandes arcades représentent la moitié des élévations latérales, ce qui est un parti archaïsant : l'architecture rayonnante accorde habituellement davantage de place aux fenêtres hautes. Ici, elles représentent un quart des élévations latérales, à l'instar du faux triforium.
Les murs hauts au-dessus des grandes arcades reposent sur des piliers ronds, contre lesquels trois colonnes et un faisceau de trois colonnettes sont adossés. Ce faisceau regarde vers la nef et correspond aux ogives et doubleaux des hautes-voûtes. Les fûts montent jusqu'en haut sans interposition de chapiteaux au niveau des grandes arcades ; le fût central est nettement proéminent. Les colonnes correspondent quant à elles aux grandes arcades, pour deux d'entre elles, et aux doubleaux des bas-côtés. On est face à une combinaison originale du système très répandu des piliers fasciculés, hérité de la basilique Saint-Denis, et du système du pilier rond entouré de quatre colonnes, hérité de la cathédrale Notre-Dame de Chartres. Dans la région, on le retrouve notamment dans les nefs de Saint-Leu-d'Esserent et Montataire, qui sont de style gothique primitif. Les chapiteaux sont tous sculptés de crochets, et ont des tailloirs carrés. La sculpture des chapiteaux se poursuit sur les portions libres des piliers, où les tailloirs forment un petit bec. Côté nef, ces pseudo-chapiteaux reçoivent le rouleau supérieur des grandes arcades, qui est mouluré d'un tore et d'une gorge. Le rouleau inférieur présente un méplat entre deux tores dégagés par des gorges. Dans leur ensemble, les grandes arcades évoquent le premier quart du XIIe siècle. Curieusement, le profil des tailloirs est plus complexe au nord qu'au sud : il y consiste en un filet, d'un quart-de-rond, d'un filet et d'un cavet, alors qu'au sud, l'on voit seulement un tore, un filet et un cavet. Les bases, sans scotie, ne consistent qu'en un gros tore aplati, et en un tore intérieure également aplati et caché en partie par le précédent. Les socles sont généralement octogonaux, et de hauteur très diverse, ce que l'on voit bien au revers de la façade occidentale. Un banc de pierre est disposé le long du mur, et le socle du faisceau de colonnettes de droite repose sur ce banc, alors que le socle de la base du faisceau de gauche émerge à peine du sol. Par ailleurs, deux colonnettes sont ici logées dans l'angle entre la colonne des grandes arcades et le mur : une pour le rouleau supérieur de la première grande arcade du sud, et une pour les arcatures plaquées qui animent le revers de la façade. Plus resserrées que les grandes arcades, elles sont au nombre de quatre et retombent sur trois consoles sculptées en masques au centre, et sur le chapiteau du rouleau supérieur de la première grande arcade du nord à droite. Les masques ne sont pas sans rappeler la maison des Musiciens à Reims. Au-dessus des arcatures, le mur se retraite et laisse la place à une étroite coursière sans garde-corps, qui permet de rejoindre les combles du bas-côté nord depuis la tourelle d'escalier devant la façade du bas-côté sud,.
Près du sommet des grandes arcades, une corniche torique court le long des murs de la nef afin de souligner la verticalité, et sert en même temps d'appui aux arcades du faux triforium. Au niveau de la corniche, les colonnettes des hautes-voûtes sont baguées, et la corniche semble ainsi inclure les colonnettes. Les arcades, aujourd'hui bouchées, sont au nombre de deux par travée de chaque côté, et ne s'ouvrent pas sous des arcs de décharge communs, contrairement à l'usage. Elles représentent environ la moitié de la largeur des travées, et les fenêtres hautes sont directement alignées au-dessus, ce qui suggère déjà une correspondance entre ces deux étages. Elle s'affirme également à travers une forme semblable des arcades et des arcs des fenêtres, et notamment la descente des trois principaux meneaux des fenêtres jusqu'à la corniche, disposition proprement rayonnante qui se rencontre également à Champagne-sur-Oise. D'autres traits caractéristiques de la composition sont la finesse des supports et la minceur des parois, mais l'effet obtenu est en partie oblitéré par les arcs de décharge immédiatement derrière les arcades, qui bouchent environ un tiers de leur ouverture. Il ne semble pas que ces arcs de décharge soient issus d'un remaniement, car ils permettent aux murs hauts de rattraper leur épaisseur normale qui est de 60 cm à ce niveau. De toute façon, les arcades ne correspondent ni à un triforium, car il n'y a pas d'intercirculation directe d'une travée à l'autre et pas de mur de réfend, ni à des galeries ou tribunes, car il n'y a pas de voûtement, ni même de plancher. L'on marche directement sur les voûtes. La décoration des arcades suggère néanmoins des galeries utilisables, car les chapiteaux sont tournés vers l'intérieur. En effet, derrière chacun des trois meneaux, l'on trouve un colonnette environ deux fois plus forte, qui porte un petit chapiteau partiellement caché par le meneau. Sur la colonnette centrale, le tailloir du chapiteau est octogonal ; à gauche et à droite, il représente un demi octogone. Les tailloirs supportent des arcs brisés, dans lesquelles s'inscrivent des têtes trilobées, aux écoinçons non ajourés. Le trilobe est le motif récurrent dans l'église d'Agnetz, mais les têtes trilobées des remplages des fenêtres sont différentes, avec un lobe central plus fermé, et des écoinçons ajourés. Le réseau secondaire de la grande fenêtre occidentale comporte cinq lancettes de ce type, exactement au même niveau que les arcades du faux triforium,.
Faux triforium et fenêtres hautes forment donc une entité et sont très rapprochés, mais ils sont néanmoins séparés à mi-hauteur par un discret bandeau mouluré, qui reprend le profil des tailloirs des chapiteaux du second ordre. Ceux-ci sont effectivement alignés sur le bandeau, et disposés à bec. Le motif de la sculpture des corbeilles sont des feuilles et crochets sans espèce déterminé. Le profil des tailloirs est le même qu'au niveau des grandes arcades du sud. Le nombre des supports est analogue au nombre d'éléments à supporter, car les formerets font défaut dans la nef. Ogives et doubleaux sont formés d'un gros tore en profil d'amande entre deux gorges et deux tores. Le tore central est garni sur son dos d'un mince filet, trait que l'on associe généralement à la fin du XIIIe siècle et au XIVe siècle. L'insuffisance des arcs-boutants a nécessité la pose de tirants en fer à l'intersection des travées, vraisemblablement au XVIIIe siècle. Les clés de voûte ne sont pas décorées et prennent la forme d'un simple disque plat, percé d'un orifice dans certaines travées. René Parmentier a découvert que les deux premières clés présentent des traces de feuillage peint. — Pour venir aux fenêtres hautes, ils comportent un réseau primaire de deux lancettes surmontées d'un oculus, les trois meneaux étant garnis de chapiteaux ronds, ce qui n'est pas le cas vers l'extérieur. Le réseau secondaire est constitué de deux têtes trilobées s'inscrivant dans les lancettes, et d'un trèfle s'inscrivant dans l'oculus. Les trèfles sont alternativement placés sur leur base ou sur leur pointe,,.

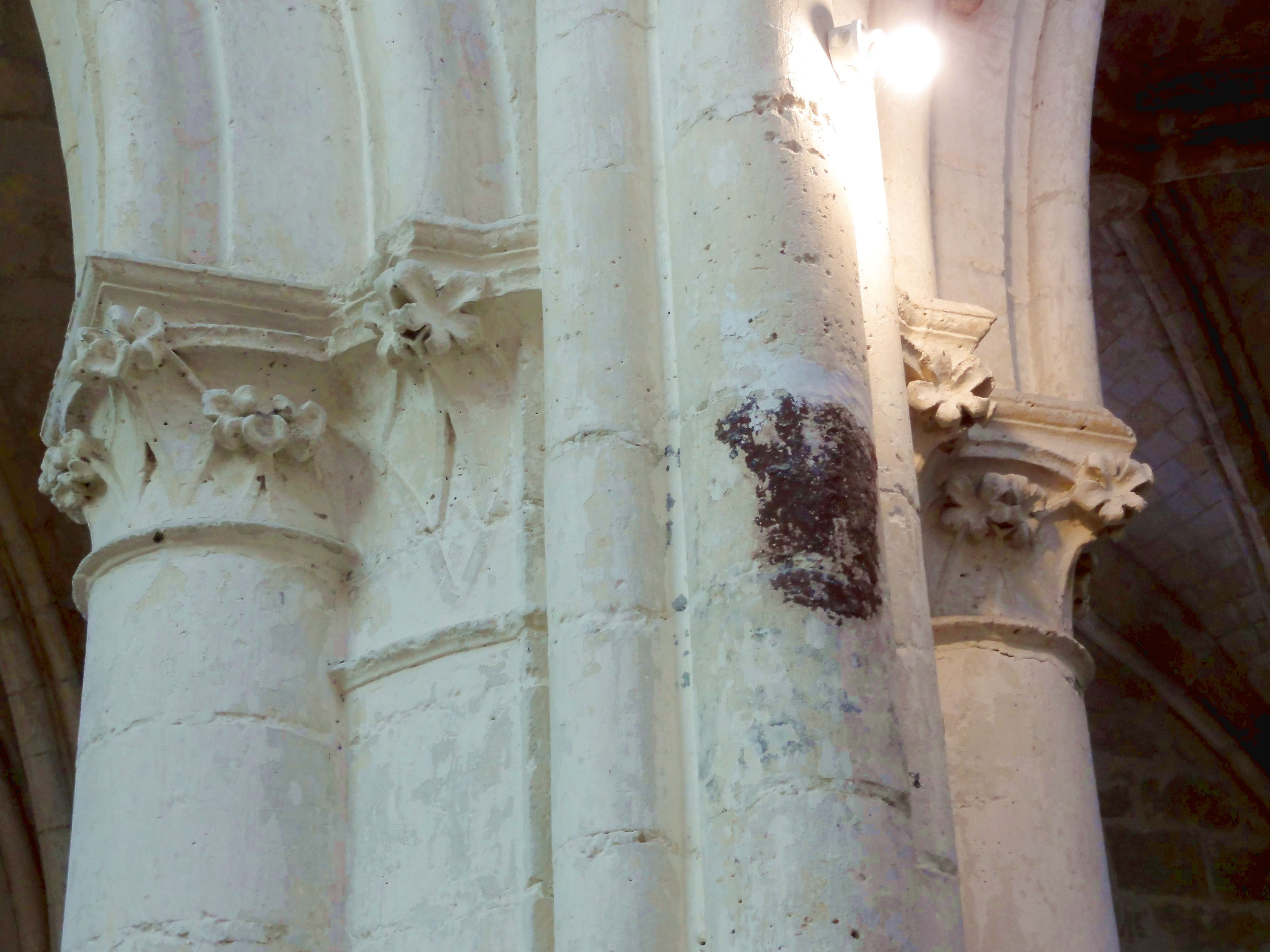
Grandes arcades, chapiteaux côté nef.
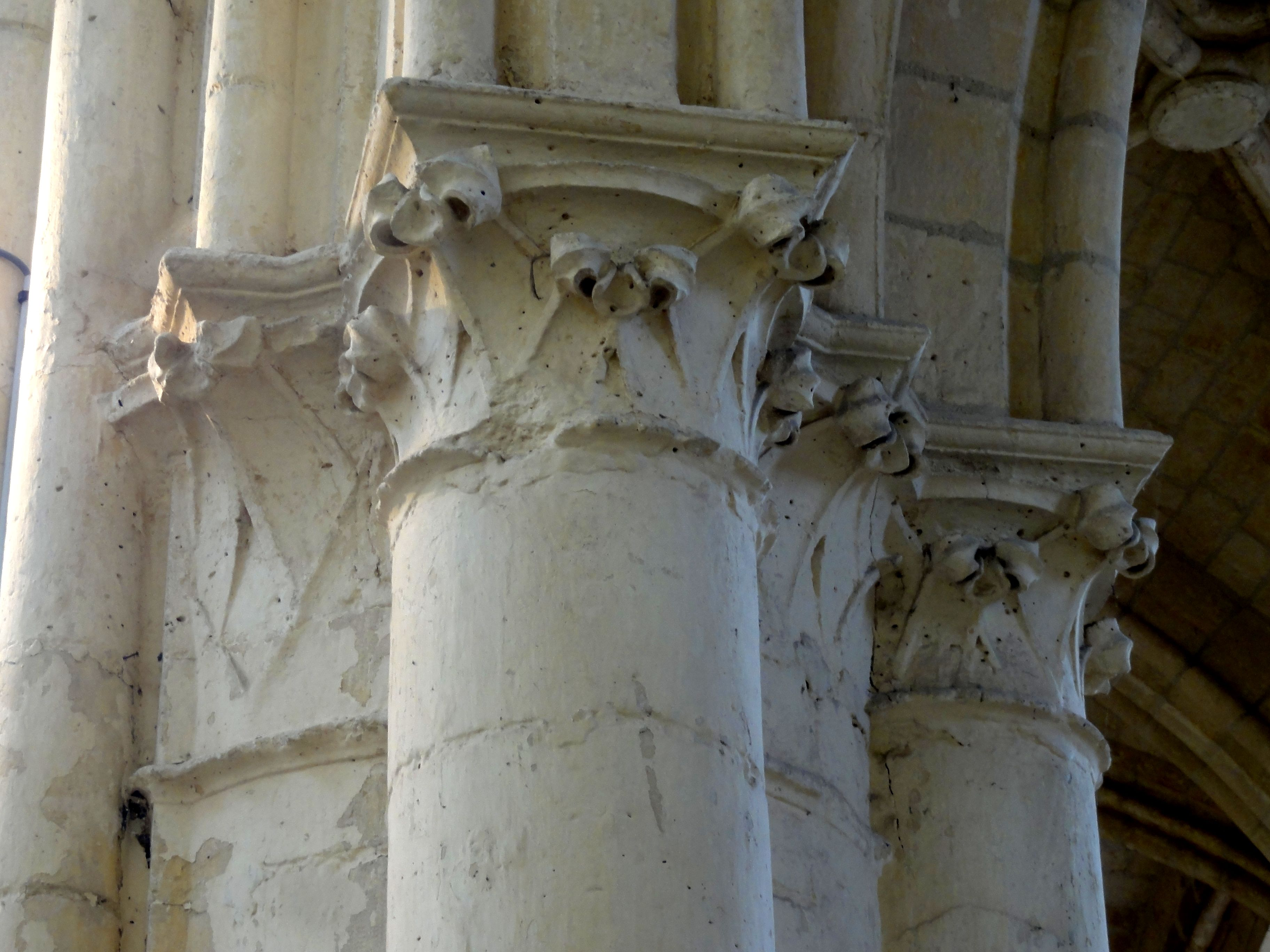
Grandes arcades, chapiteaux côté arcade.
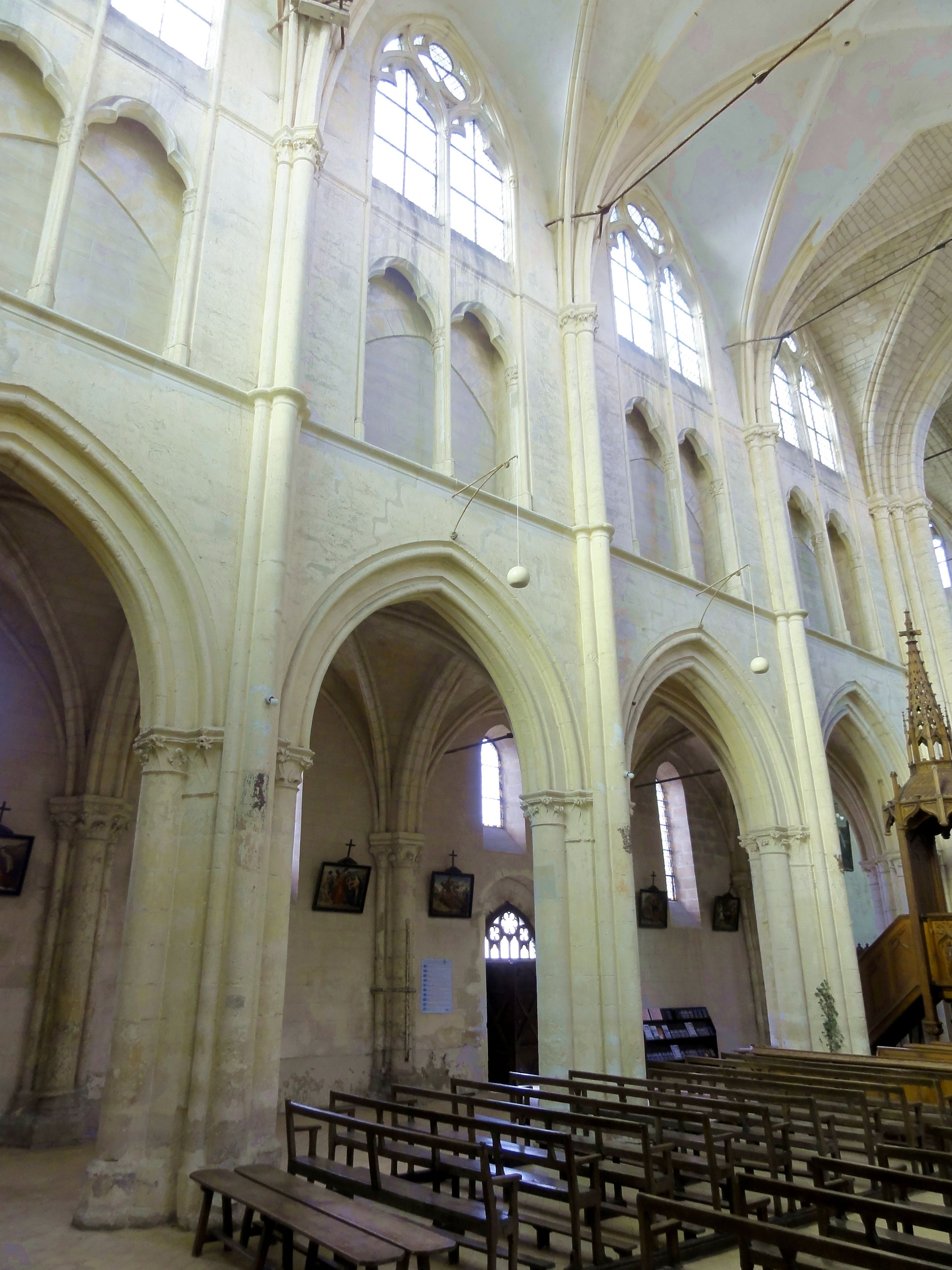
Élévation nord.
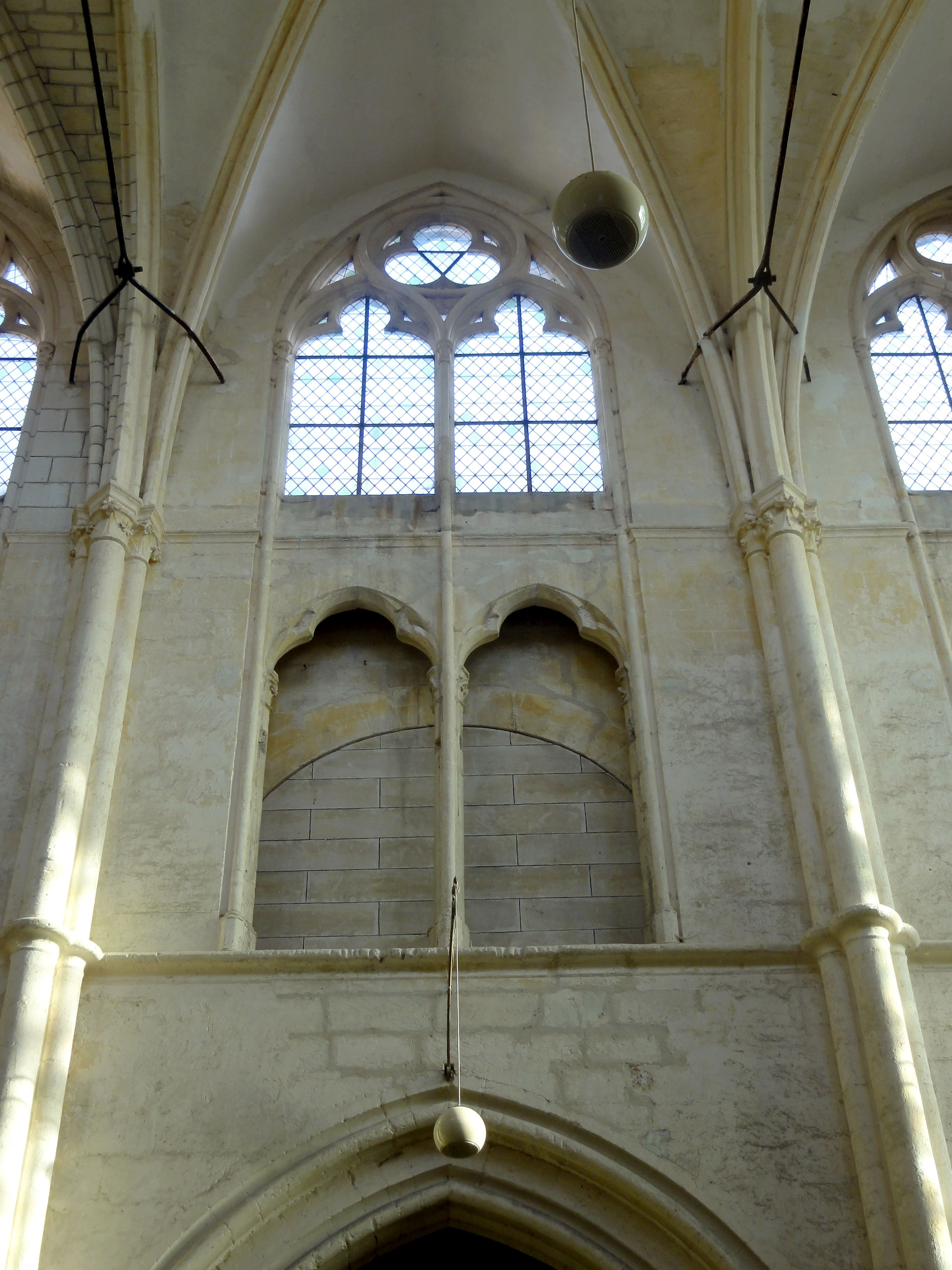
Fenêtre haute et faux triforium bouché.
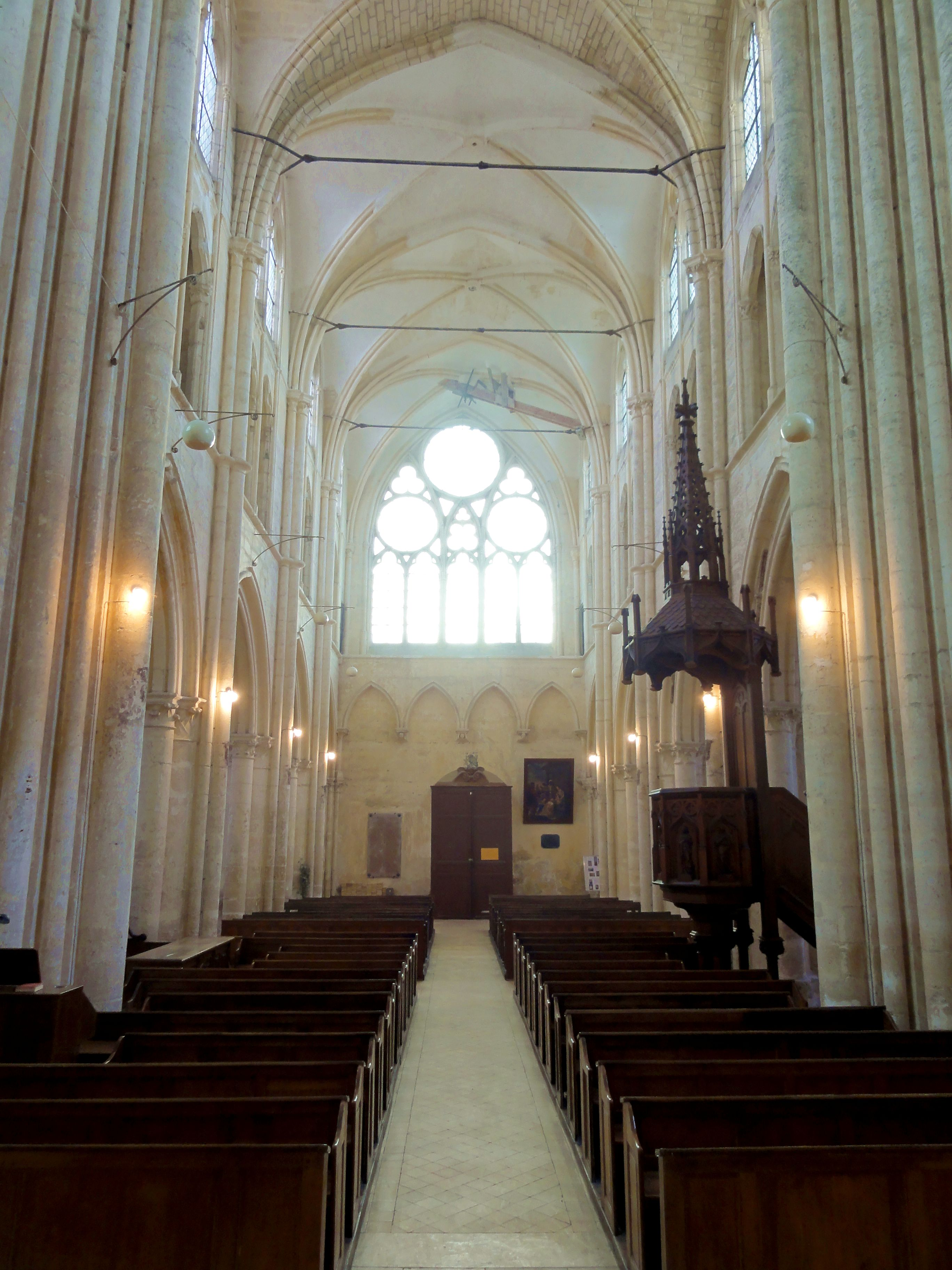
Nef, vue vers l'ouest.
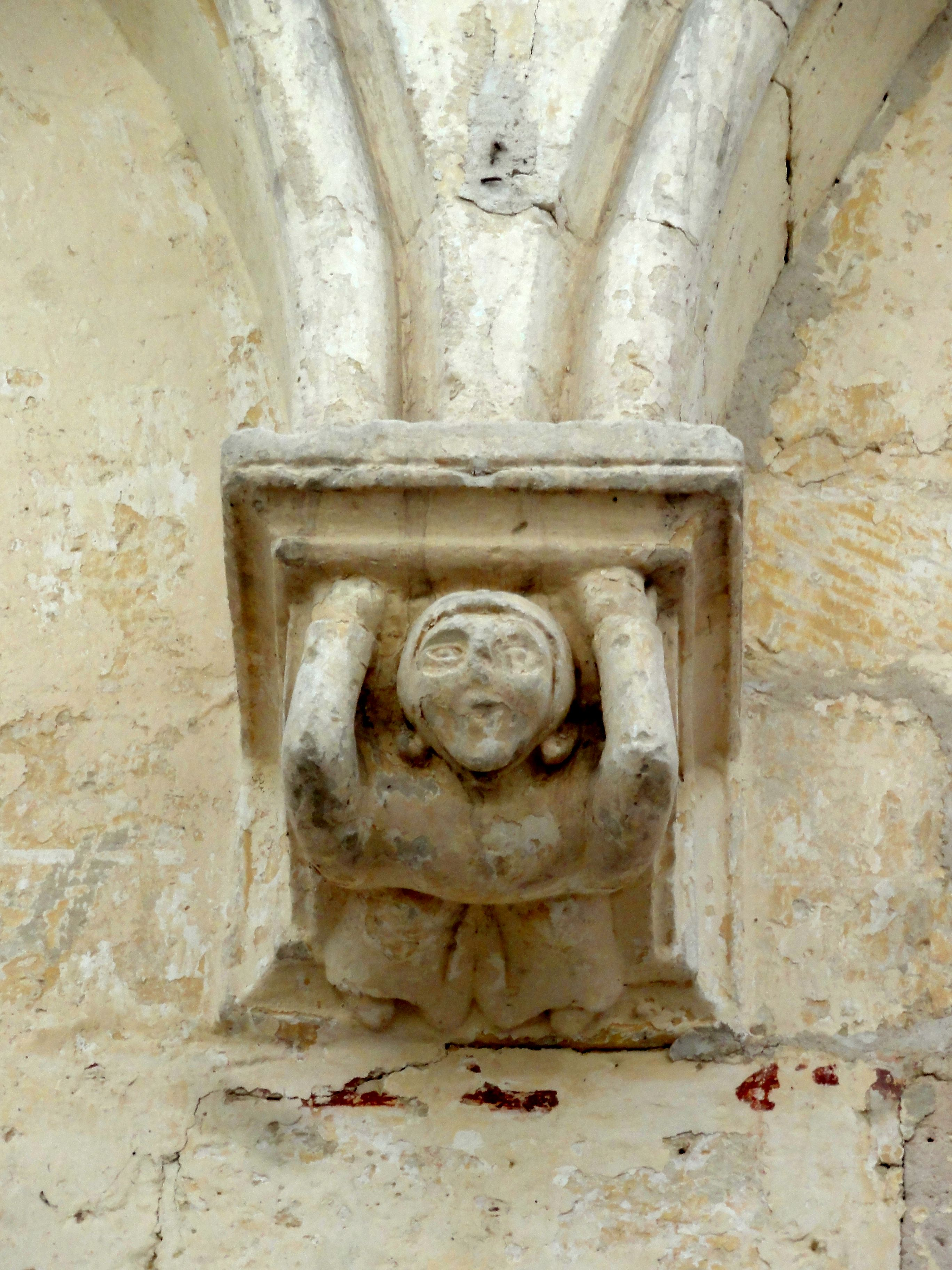
Atlante des arcatures du mur occidental.

#### Bas-côtés

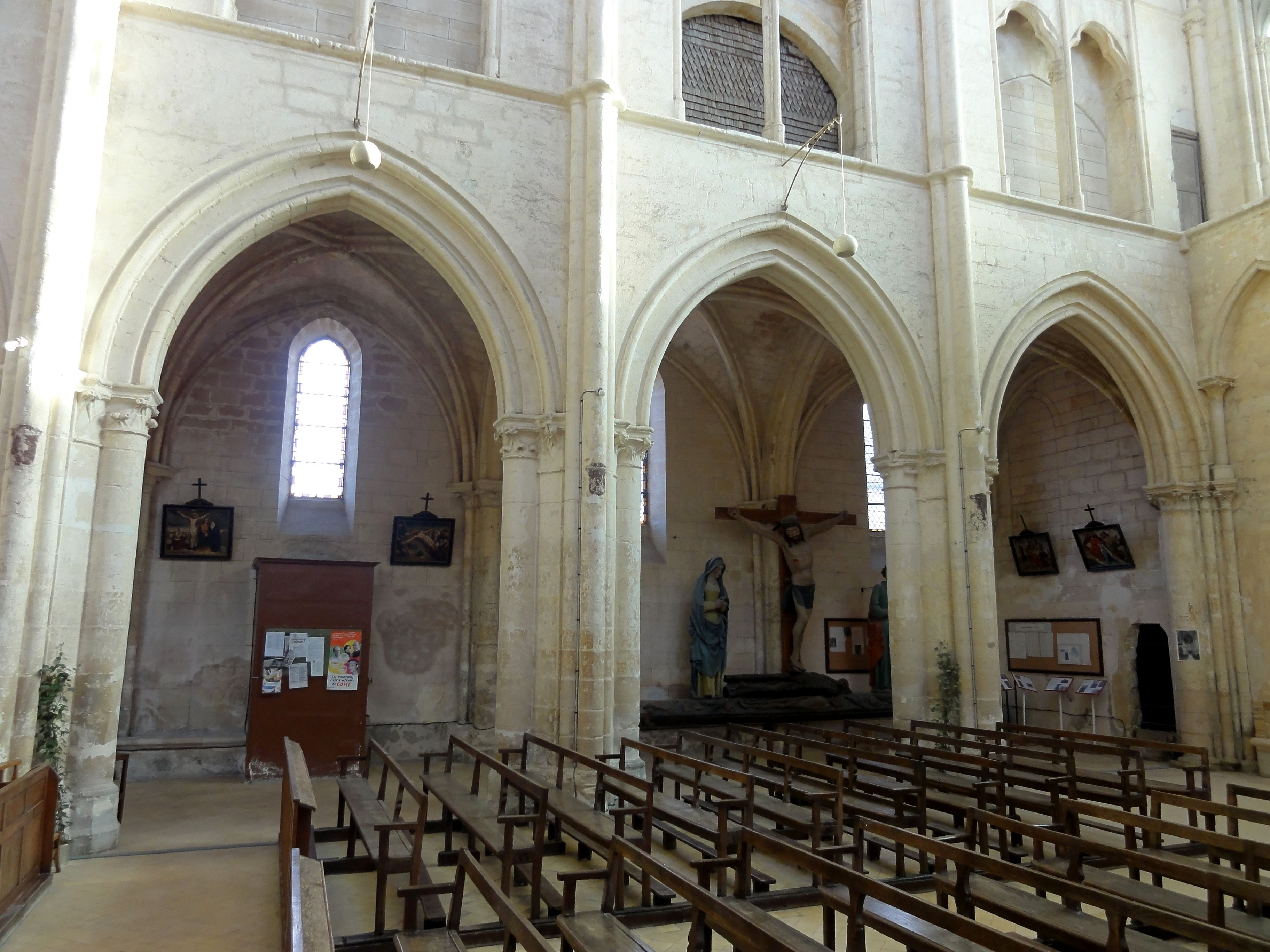
Vue sur le bas-côté nord.

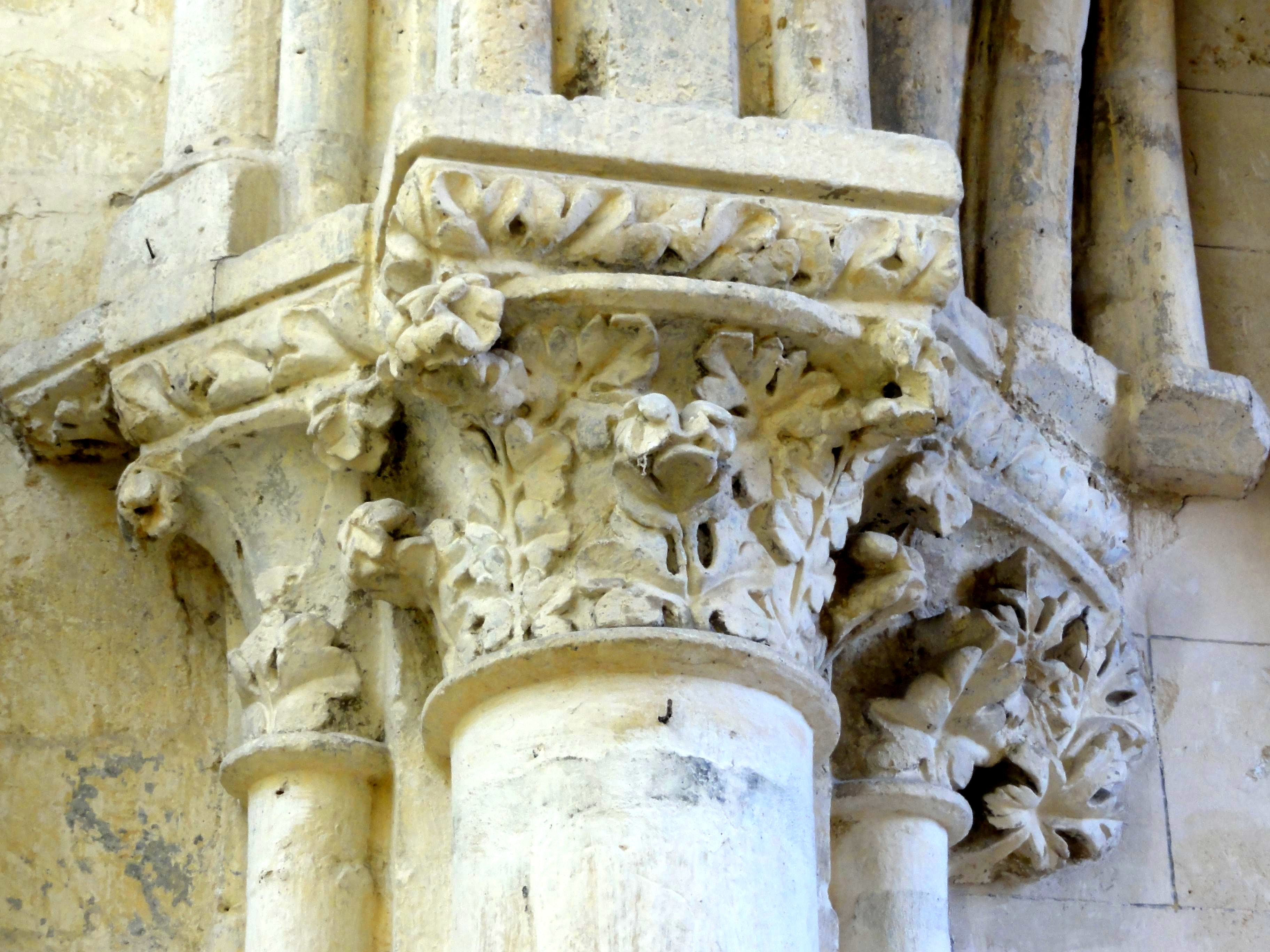
Chapiteau au début des grandes arcades du nord.

Les bas-côtés sont deux fois moins larges et deux fois moins hauts que la nef. Chacun est éclairé par quatre lancettes simples à double ébrasement, plus fort à l'intérieur que vers l'extérieur. Ce parti indique encore, tout comme la modénature des grandes arcades, la persistance du style gothique primitif et une date pas postérieure au premier quart du XIIIe siècle. Dans la troisième travée, le seuil des fenêtres se situe plus haut du fait de l'existence des deux portails latéraux. Seulement celui du nord, qui est à double vantail, est d'origine ; au sud, la petite porte est en plein cintre et doit dater d'une époque pas antérieure à la seconde moitié du XVIe siècle. Le long du mur gouttereau du bas-côté sud, un banc de pierre est disposé. Bas et peu profond, il reprend les dimensions des socles des supports. L'on trouve des bancs semblables à Montataire et Villers-Saint-Paul, où ils étaient recouverts de planches de bois. À Agnetz, ce ne devait pas être le cas, car des dalles aux arêtes arrondies les recouvrent. Agnès Arnaudas fait ainsi le rapprochement avec la Sainte-Chapelle et considère que le banc de pierre est une composante à part entière des élévations des bas-côtés. S'il manque dans le bas-côté nord, ce doit être en raison de sa dégradation sous l'influence de l'humidité, qui a motivé son retrait. Les murs latéraux sont enduits et peints en faux appareil, ce qui a toujours été le cas car les murs en moellons irréguliers n'étaient jamais destinés à être exposés aux regards.
Les doubleaux adoptent le profil du rouleau inférieur des grandes arcades. Le profil des ogives est analogue à la nef, et les clés de voûte sont des disques non décorés. Agnès Arnaudas qualifie les voûtes de bombées, ce qui n'est pas exact car les lignes faîtières sont strictement horizontaux. Mais les doubleaux sont effectivement aigus, ce qui n'est pas la même chose. En dépit de cette caractéristique, l'arc d'inscription au début du bas-côté sud est en plein cintre. Les supports sont formés par des faisceaux d'une colonne et de deux fines colonnettes. Dans les angles au droit du mur occidental, un cul-de-lampe a été jugée suffisante, ou une seule colonnette dans l'angle nord-ouest du bas-côté sud. Les culs-de-lampe étaient initialement tous décorés d'une composition de feuillages, avec en bas, une tête d'homme, ce qui n'est pas loin d'évoquer les hommes verts que l'on rencontre parfois sur les clés de voûte. Le cul-de-lampe dans l'angle nord-ouest du bas-côté nord a été remplacé au XXe siècle par une simple tête. Contrairement à la nef, des formerets existent, ce qui est plutôt étonnant, car si l'on renonçait aux formerets au XIIIe siècle encore, c'était généralement dans les bas-côtés. Près des grandes arcades, où on peut également les considérer comme rouleau supérieur des arcades, les formerets fusionnent avec les ogives avant de rejoindre les becs des tailloirs des grandes piles de la nef. Le long des murs, les formerets se partagent les tailloirs avec les ogives. Les tailloirs sont carrés, et ceux destinés aux ogives sont orientés vers ceux-ci, ou autrement dit, placés de biais. Dans le bas-côté nord, entre la troisième et la quatrième travée, les tailloirs ont été refaits au XIXe siècle, et comportent désormais un rang de perles entre une plate-bande et un cavet, en lieu et place du filet, ce qui n'est pas authentique et suggère une date plus ancienne. Souvent dans le bas-côté nord, la partie inférieure du cavet est enveloppée de feuilles. La sculpture des chapiteaux eux-mêmes est également plus développée et plus variée dans le bas-côté nord : le schéma de base est toujours une feuille striée par angle, dont l'extrémité supérieure s'enroule en crochet, qui peut être de forme et de nature divers. Mais au lieu de répéter le même motif au centre de la corbeille, l'on y trouve parfois des arrangements floraux ou des feuilles côtelées, qui se détachent complètement de la corbeille et montrent une grande plasticité. La représentation est naturaliste et non sans rapport avec la Sainte-Chapelle ; l'on peut identifier l'aubépine épineuse, le lierre terrestre et la grande chélidoine,,.

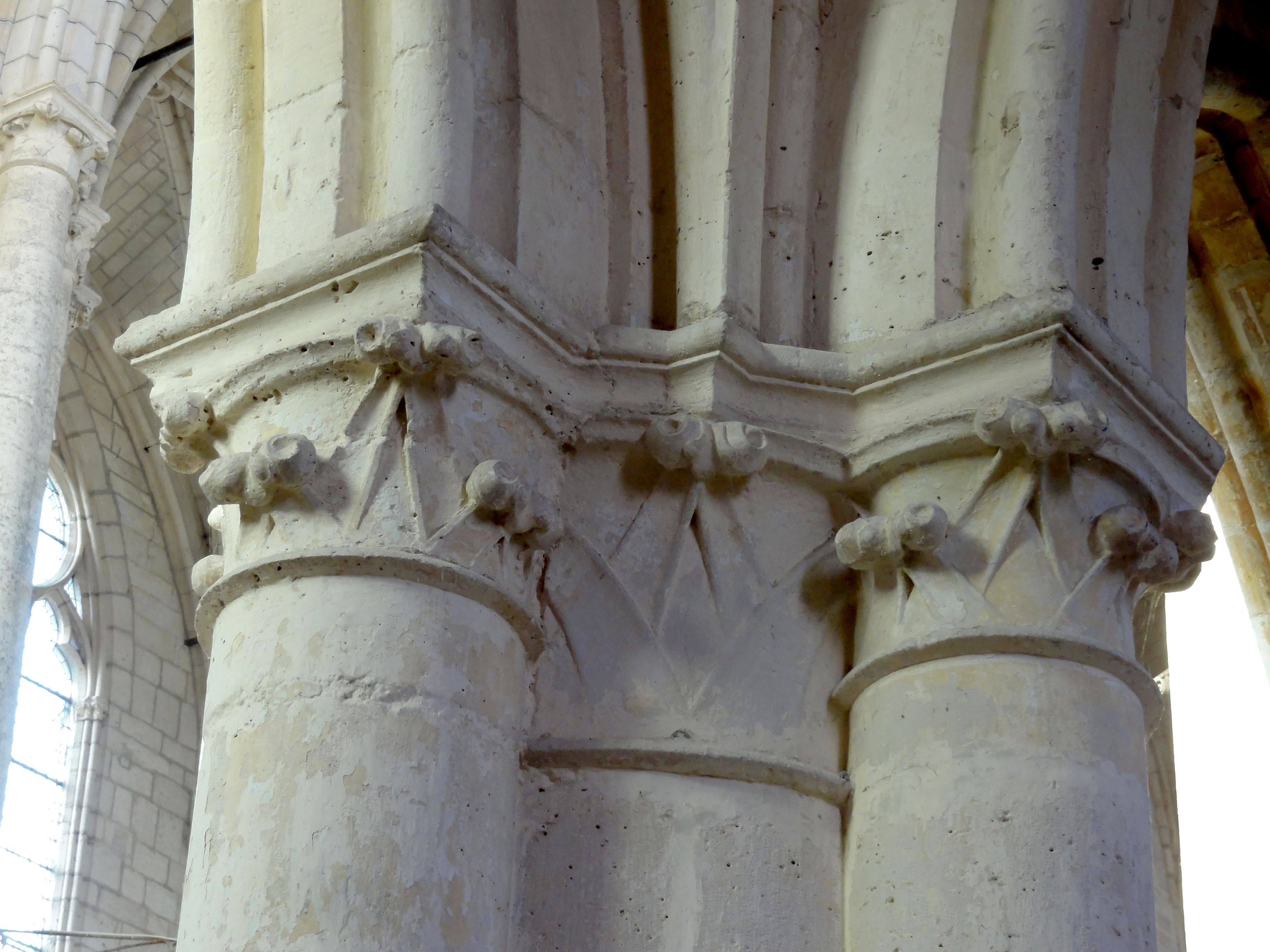
Grandes arcades, chapiteaux côté bas-côté.
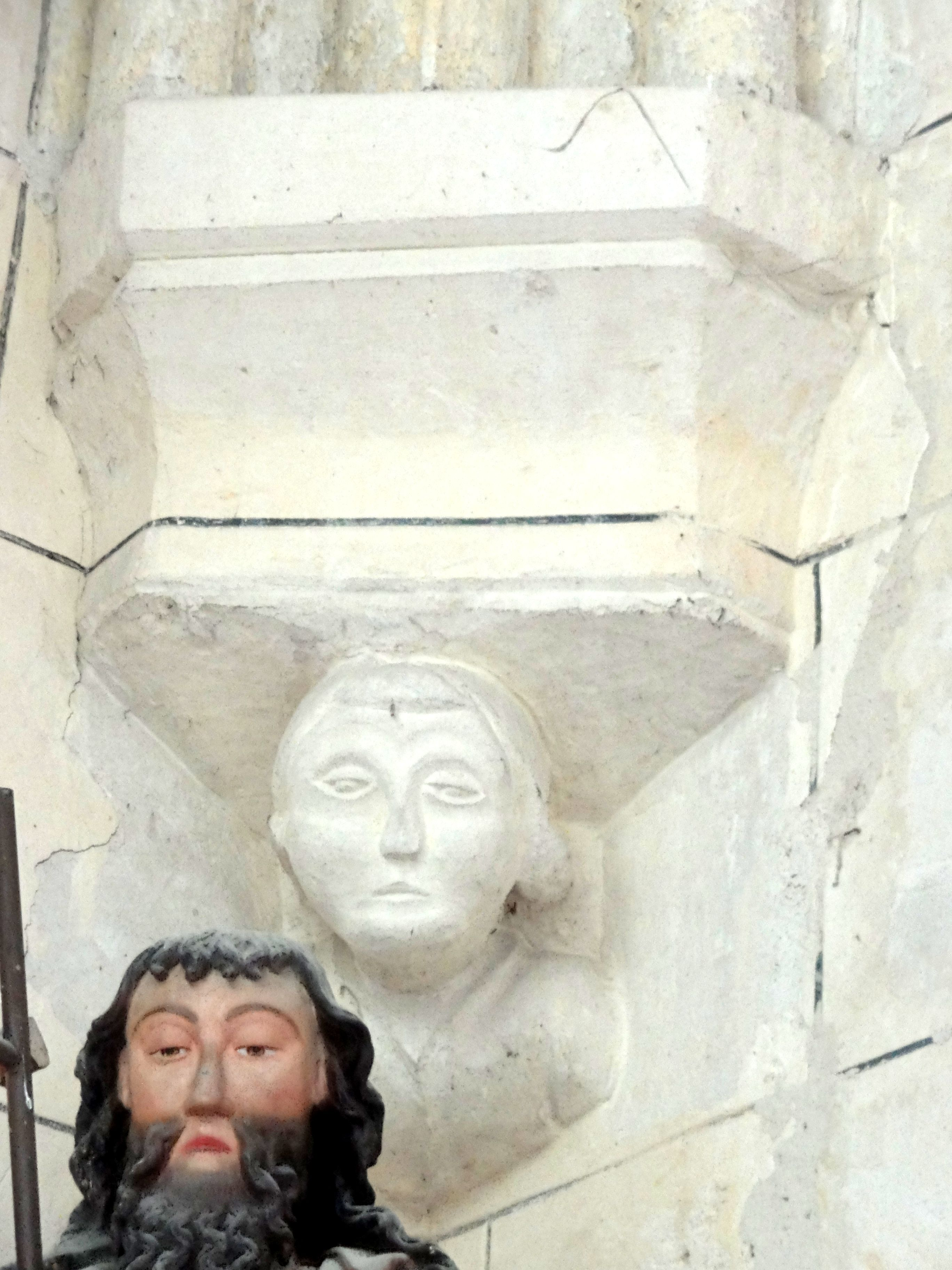
Cul-de-lampe refait dans l'angle nord-ouest.
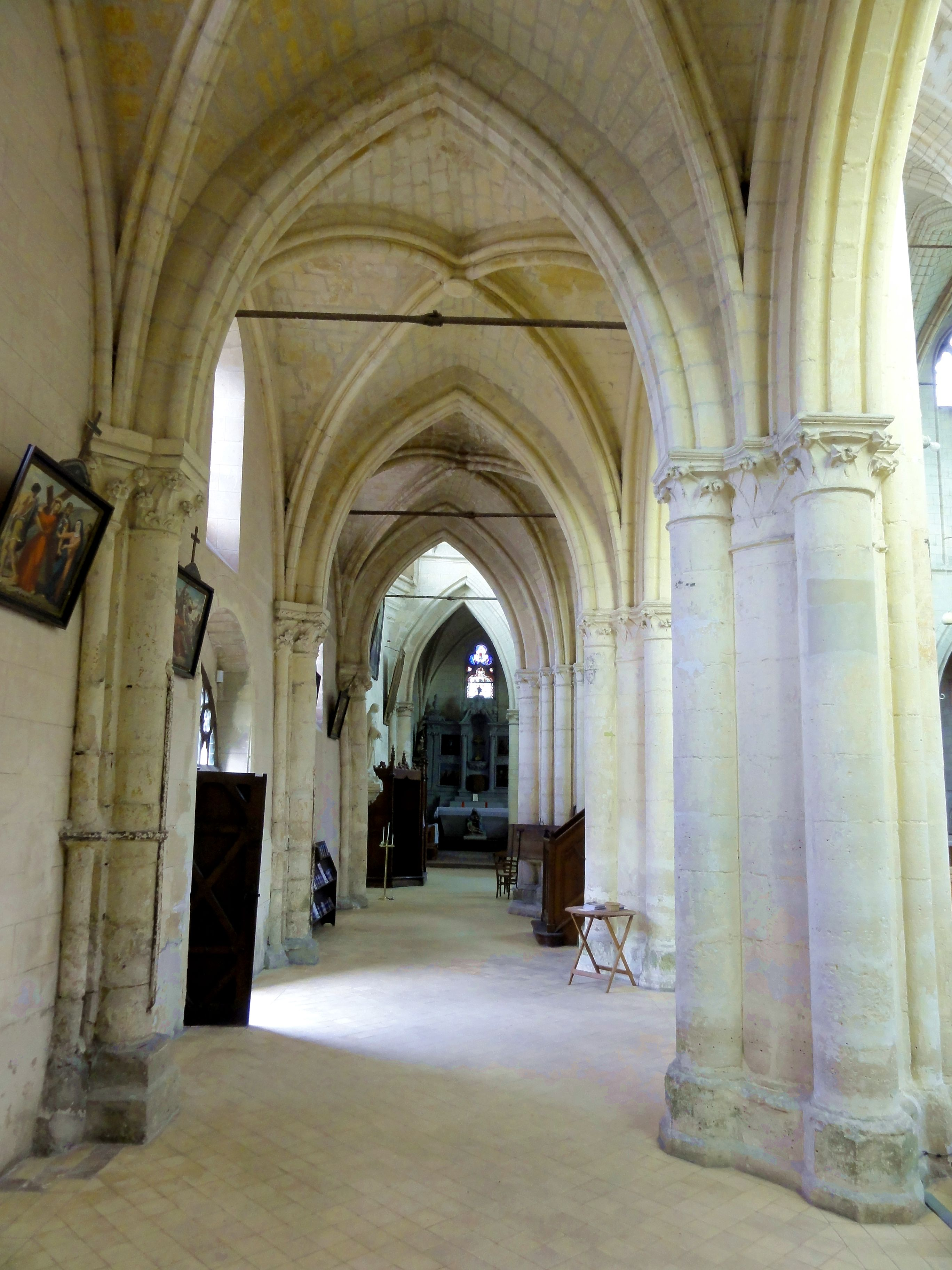
Bas-côté nord, vue vers l'est.
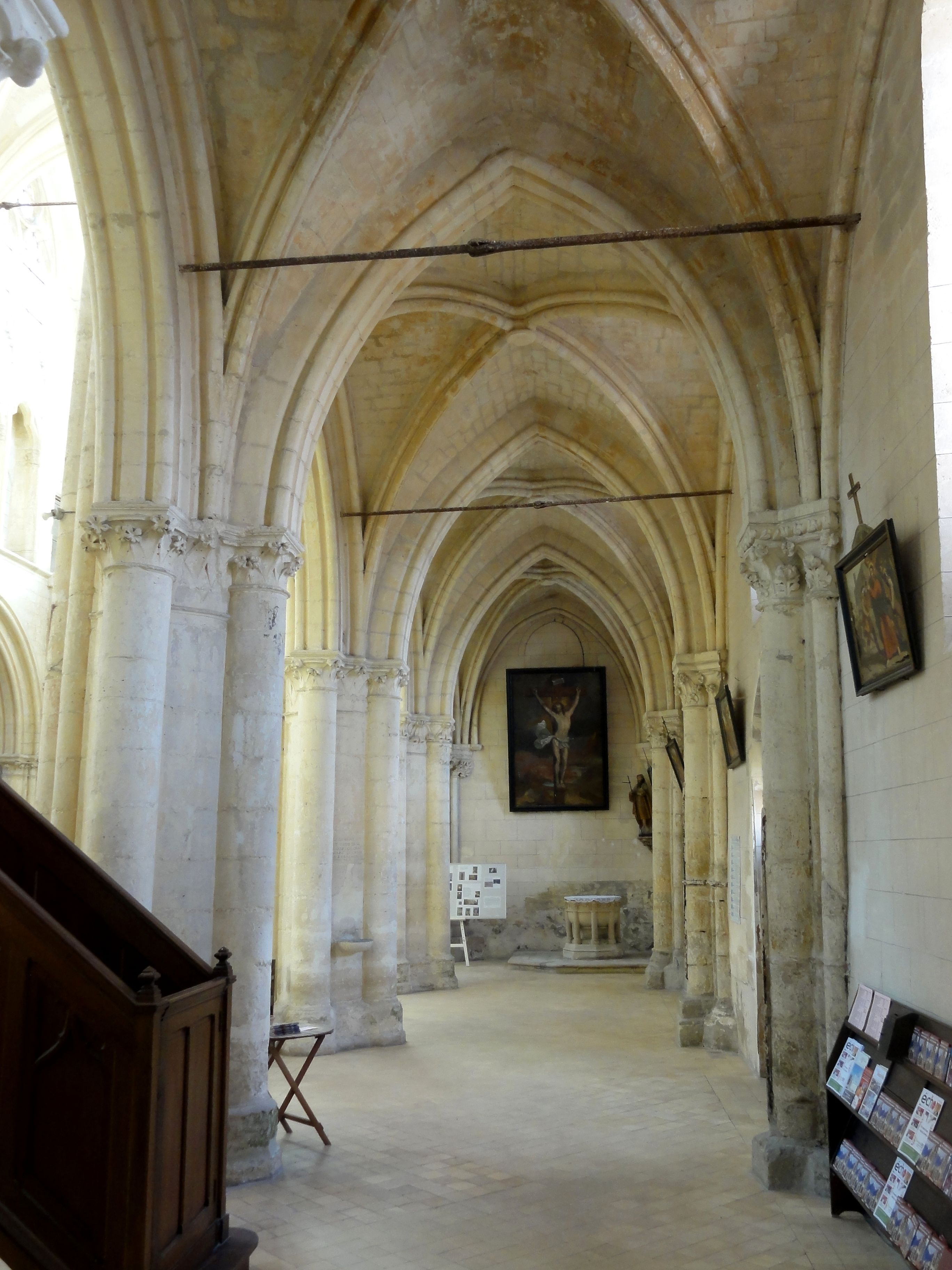
Bas-côté nord, vue vers l'ouest.
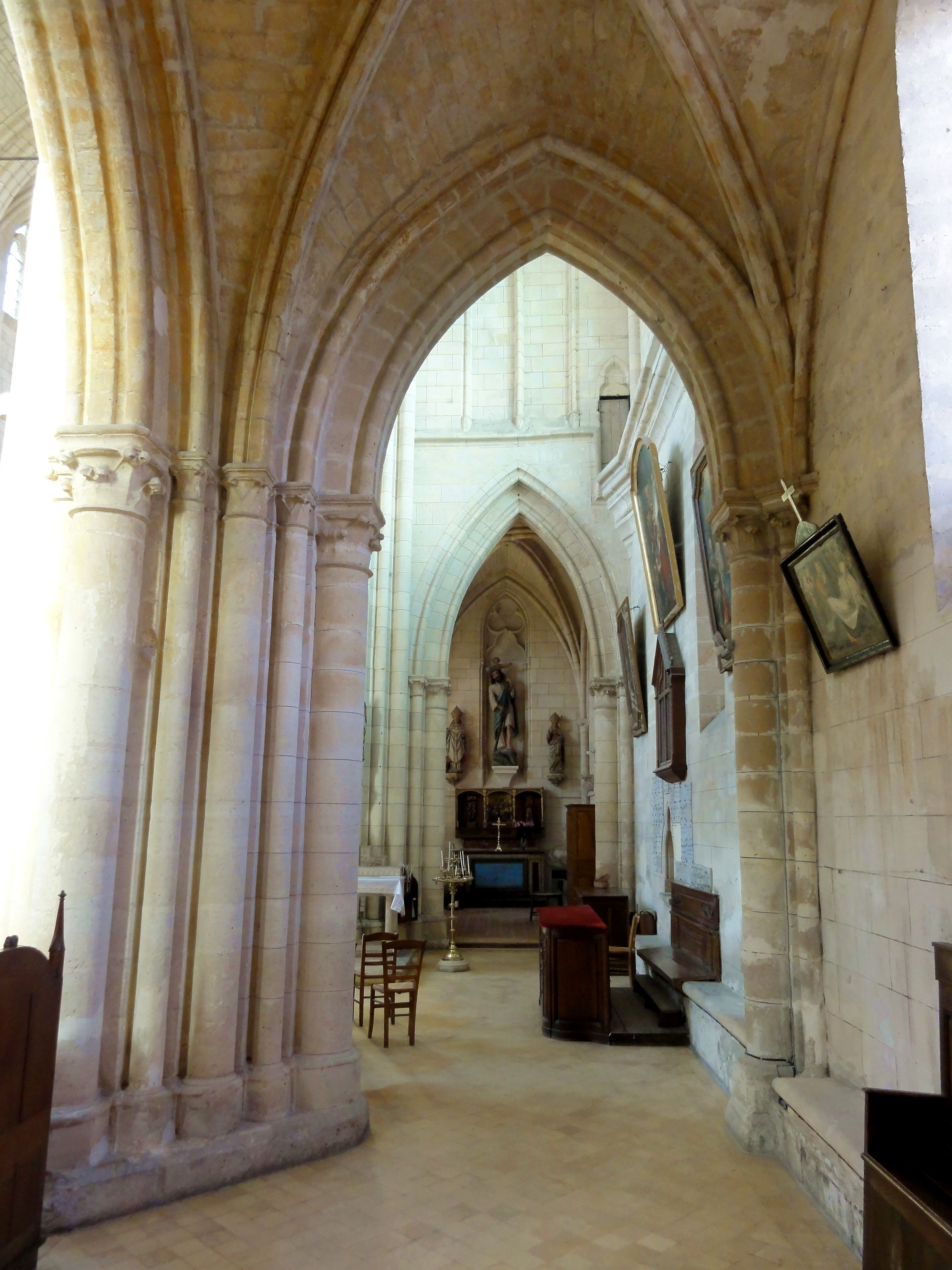
Bas-côté sud, vue vers l'est.
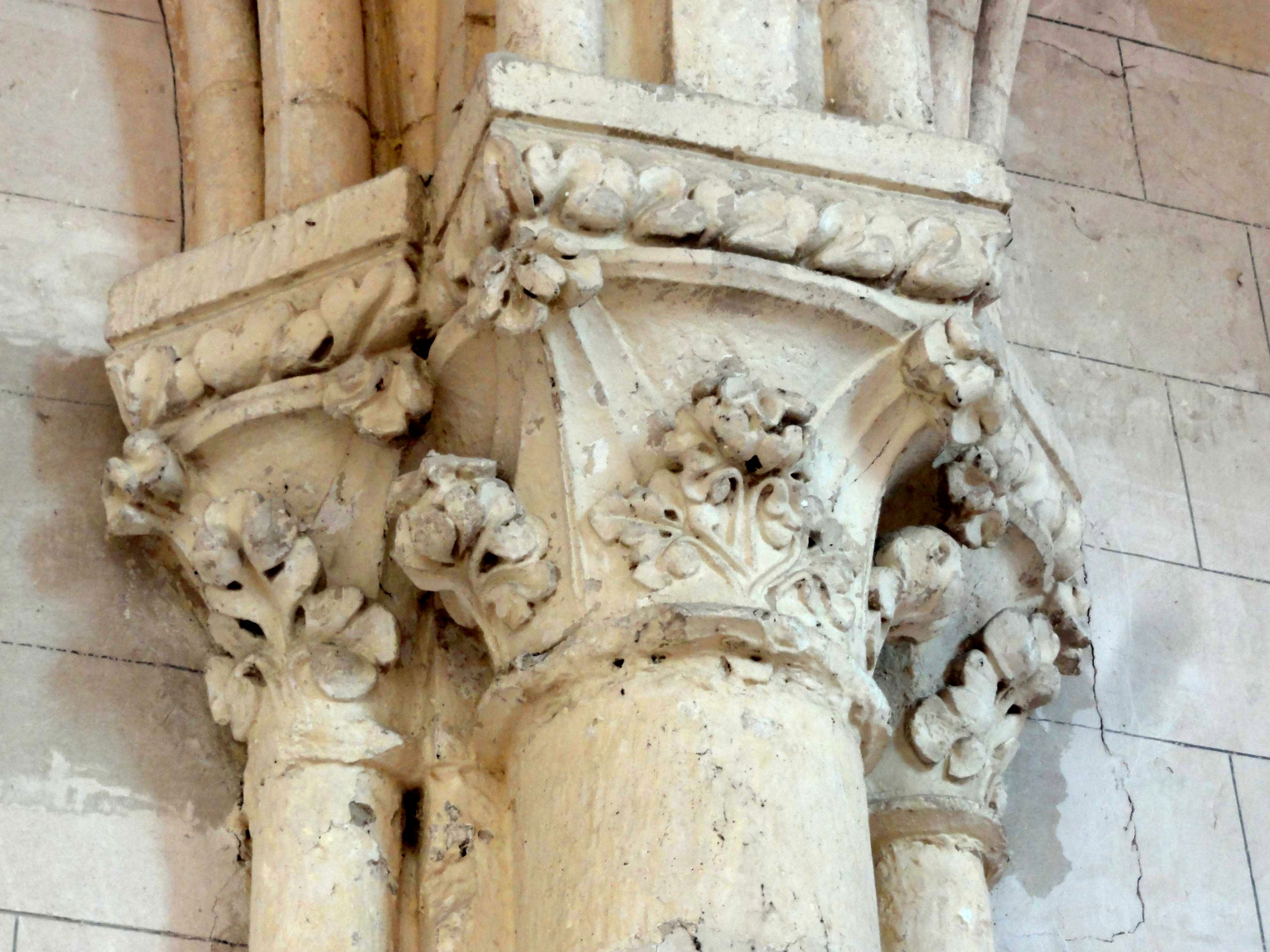
Chapiteaux au début des grandes arcades du sud.

#### Transept

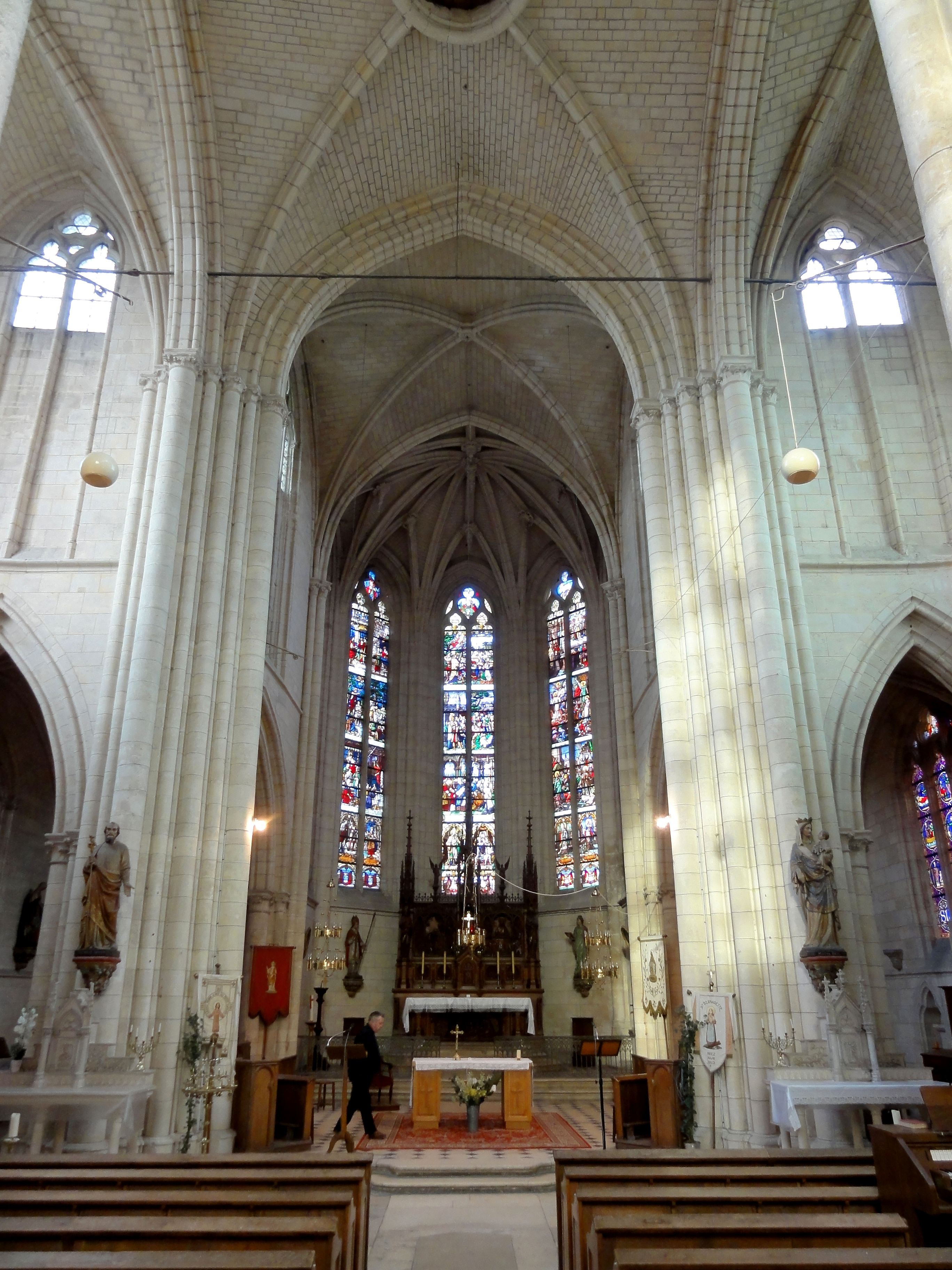
Croisée du transept, vue vers l'est.

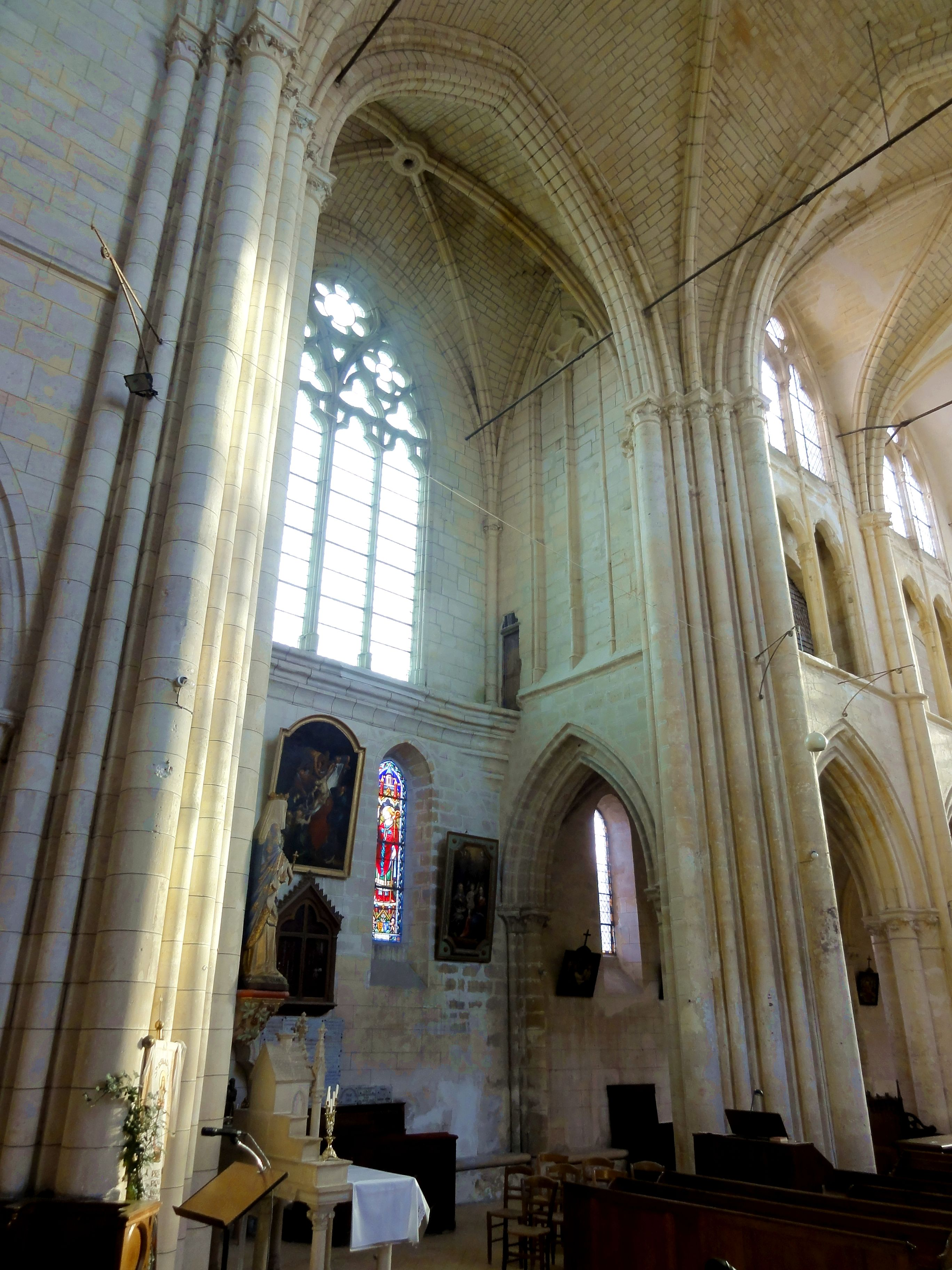
Croisillon sud.

Le transept est équivalent à deux travées de la nef avec ses bas-côtés, et comme l'a montré l'examen extérieur, il ne devait initialement pas être prévu. Le changement de parti a néanmoins dû intervenir rapidement, car seules les fenêtres à lancettes simples rappellent les bas-côtés de la nef. Les parties basses des murs d'extrémité étonnent par leur nudité, et n'ont donc pas profité d'une décoration par des arcatures plaquées. Il n'y a que le banc de pierre dans le croisillon sud, ainsi qu'une piscine liturgique sans caractère. Sinon, seuls les supports sont à considérer au premier niveau d'élévation. Ils sont organisés de la même façon côté nef et côté chœur : une pile losangée aux quatre angles de la croisée du transept, cantonnée de quatre colonnes et de douze colonnettes, et un faisceau d'une colonne cantonnée de deux colonnettes pour recevoir, du côté des murs extérieurs, la retombée des arcades vers les bas-côtés et vers les chapelles latérales du chœur. En effet, les quatre colonnettes uniques qui reçoivent les ogives des croisillons du côté du mur extérieur ne retombent pas jusqu'au sol, mais s'arrêtent sur les étroites coursières qui existent également sur les murs nord et sud du transept, comme au revers de la façade occidentale. Elles sont obtenues grâce à un léger retrait du mur haut, et grâce à un encorbellement racheté par de multiples moulures. Côté ouest, les portes d'accès s'ouvrent sous un arc trilobé ; côté est, elles sont en plein cintre. Les arcades et supports vers les bas-côtés et vers les chapelles latérales sont analogues aux grandes arcades, mais plus aigus, car le diamètre important des piles fasciculées de la croisée réduit la largeur disponible, ce qui vaut par ailleurs également pour la dernière grande arcade au nord et au sud de la nef. C'est la nécessité de supporter le clocher qui explique la grande envergure des piles, ainsi que de légers intervalles entre les fûts, qui laissent apercevoir le noyau de la pile. Ici le système n'est pas le même que dans la nef, car les piliers « chartrains » ne s'appliquent pas aux transepts. Les tailloirs des chapiteaux ne sont pas non plus à bec, mais carrés, et ceux destinés aux ogives ne sont pas placés de biais. Chaque fût à sa propre base. Les grands fûts correspondent aux doubleaux et arcades, et les petits fûts aux rouleaux supérieurs et ogives. Les doubleaux autour de la croisée sont au même profil que les grandes arcades, et les ogives au même profil que dans la nef. Un trou de cloches occupe le centre de la voûte de la croisée,.
Au-dessus du premier niveau d'élévation, il n'y a qu'un seul qui succède : celui des fenêtres hautes. Il n'y a jamais eu d'arcades ouvertes sur combles du côté ouest et du côté est, contrairement à ce que l'on observe dans de nombreuses autres transepts contemporains de la région, comme Bury, Taverny et Villiers-le-Bel. Les fenêtres hautes peuvent pas non plus descendre jusqu'aux grandes arcades, car les toitures des bas-côtés et des chapelles ne le permettent pas. Le parti retenu sont des fenêtres hautes analogues à celles de la nef, qui se prolongent vers le bas par des baies factices. Un usage abondant de baies factices a été fait dans l'abbatiale de Saint-Martin-aux-Bois, également à la période rayonnante : les murs nus ne sont plus jugés acceptables, et les fenêtres doivent se substituer aux murs partout où cela est possible. À l'ouest, les fenêtres sont aujourd'hui entièrement bouchées, mais la hauteur initiale se lit à l'extérieur. À l'est, la disposition primitive subsiste, et les baies y sont un peu moins hautes que la nef, car les toits des chapelles sont légèrement plus hauts que ceux des bas-côtés. L'ancienne fenêtre occidentale du croisillon sud présente un remplage plus raffiné, où la distinction entre réseau primaire et réseau secondaire s'efface. Les deux lancettes à tête trilobée sont surmontées d'un trèfle non inscrit dans un oculus, ce qui évoque pour Agnès Arnaudas l'art de Pierre de Montreuil. L'oculus est également supprimé sur les deux fenêtres orientales des croisillons. Plus intéressantes sont les vastes baies des deux extrémités du transept. Leur remplage comporte quatre lancettes trilobées dans la partie inférieure, une en moins qu'à l'ouest de la nef, et la baie septentrionale paraît comme directement dérivée de cette dernière, avec la lancette médiane en moins. Les trèfles en haut des deux grandes lancettes du réseau primaire ont rapétissé. On trouve un réseau primaire de deux lancettes aigües qui encadrent un oculus au-dessus d'un petit trèfle. Le réseau secondaire comporte par grande lancette, deux petites, un oculus et un petit trèfle. Ce même remplage se trouve, avec de légères différences, à Amiens et Saint-Denis. La baie méridionale est différente, et partage avec la baie occidentale voisine ses lancettes trilobées non inscrites. Elles s'inscrivent deux par deux dans deux grandes lancettes, et sont chacune surmontées d'un trèfle non inscrit. Puis chacune des deux grandes lancettes comporte à son sommet un quatre-feuilles s'inscrivant dans un oculus. La distinction entre réseau primaire et réseau secondaire revient donc, mais les deux réseaux fusionnent aux points de contact. Les deux grandes lancettes encadrent un petit trèfle et un hexalobe inscrit dans un oculus. Il n'y a plus de chapiteaux, mais les bases polygonales sont les mêmes qu'ailleurs. Le style paraît plus tardif, mais la fenêtre n'appartient pas à une campagne de construction différente. Elle a plutôt été construite en dernier lieu. Les lancettes à têtes tréflées non inscrites apparaissent déjà dans l'abside de la Sainte-Chapelle.

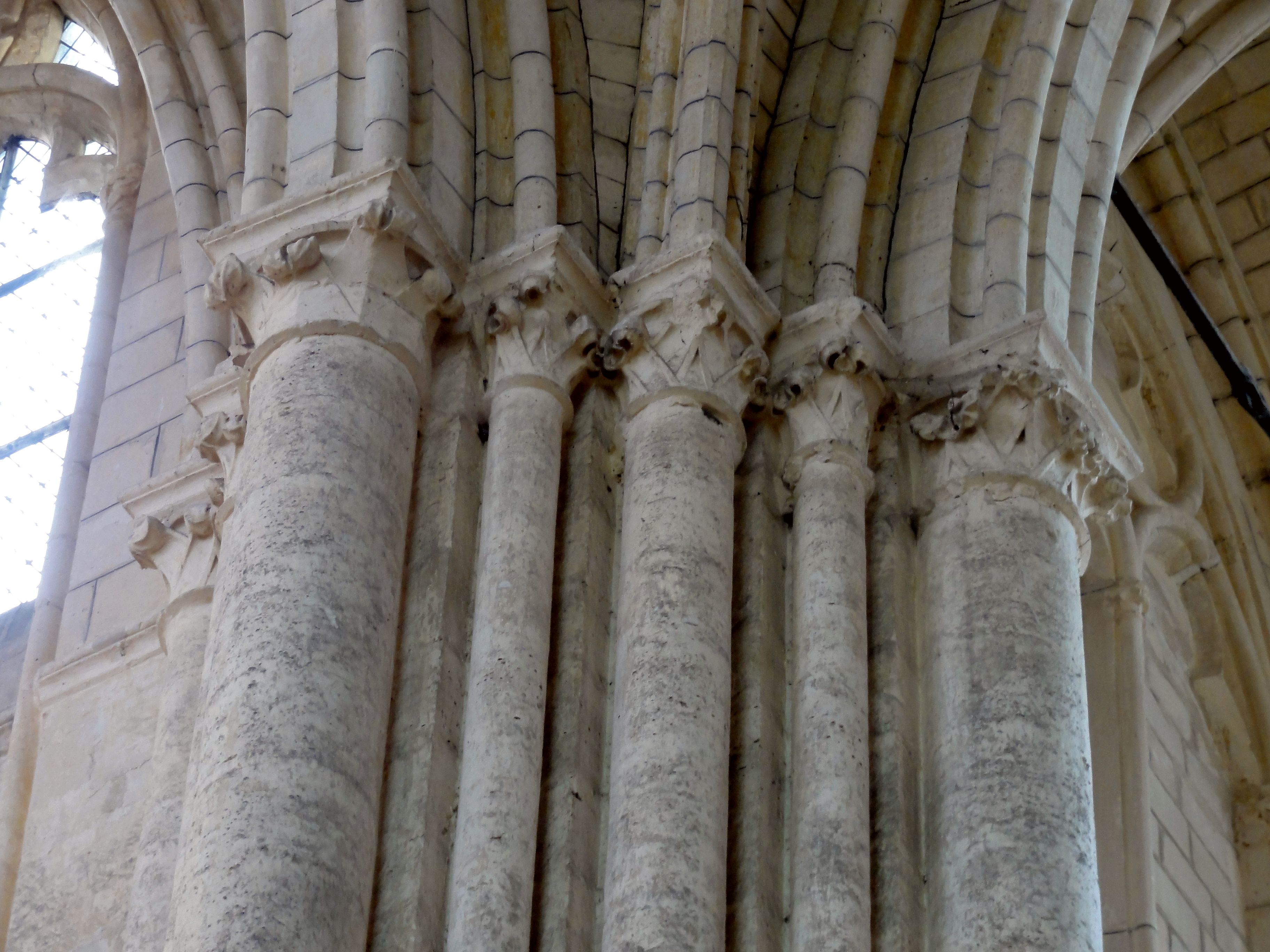
Chapiteaux du 2e ordre.
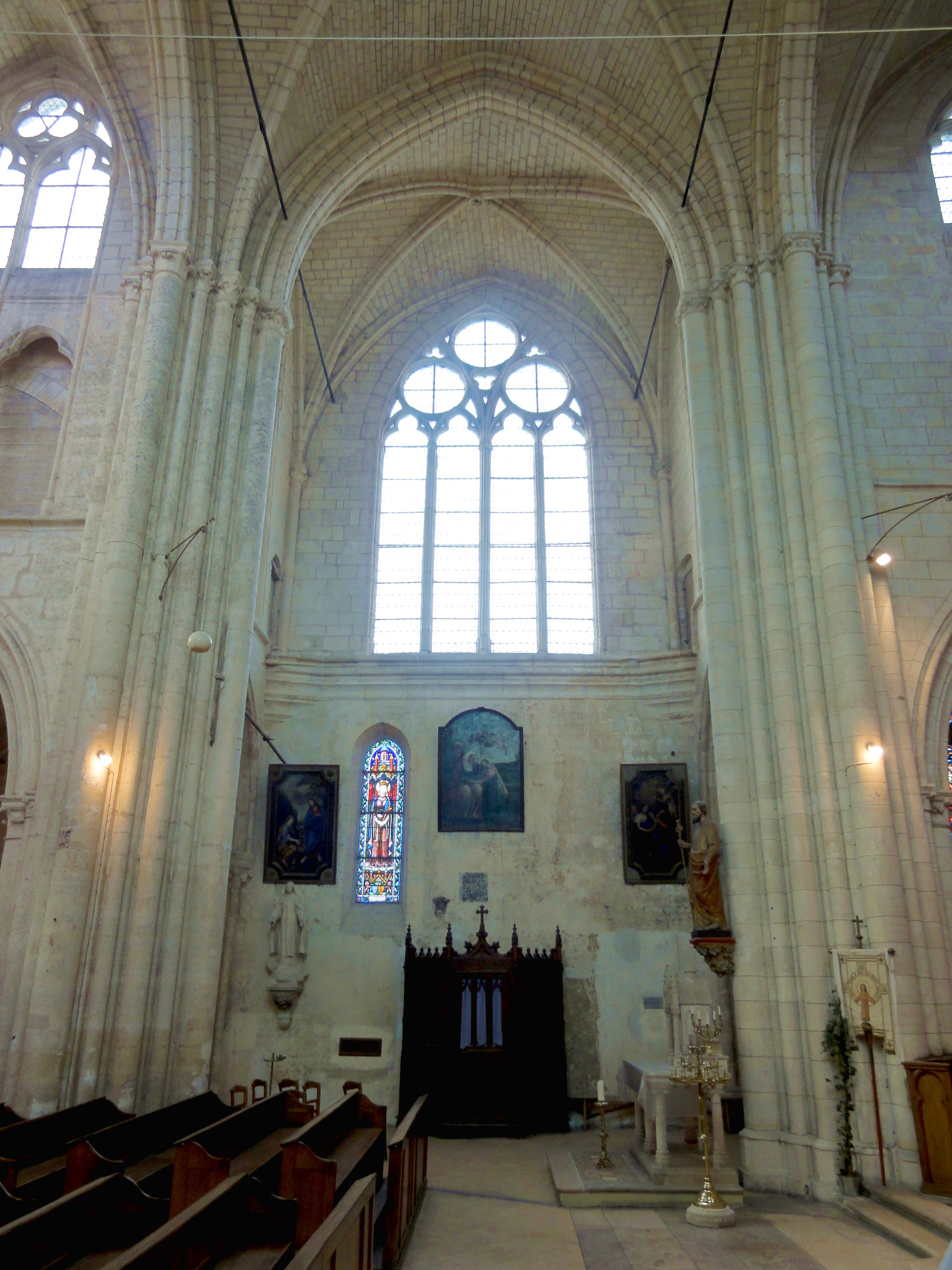
Croisillon nord.
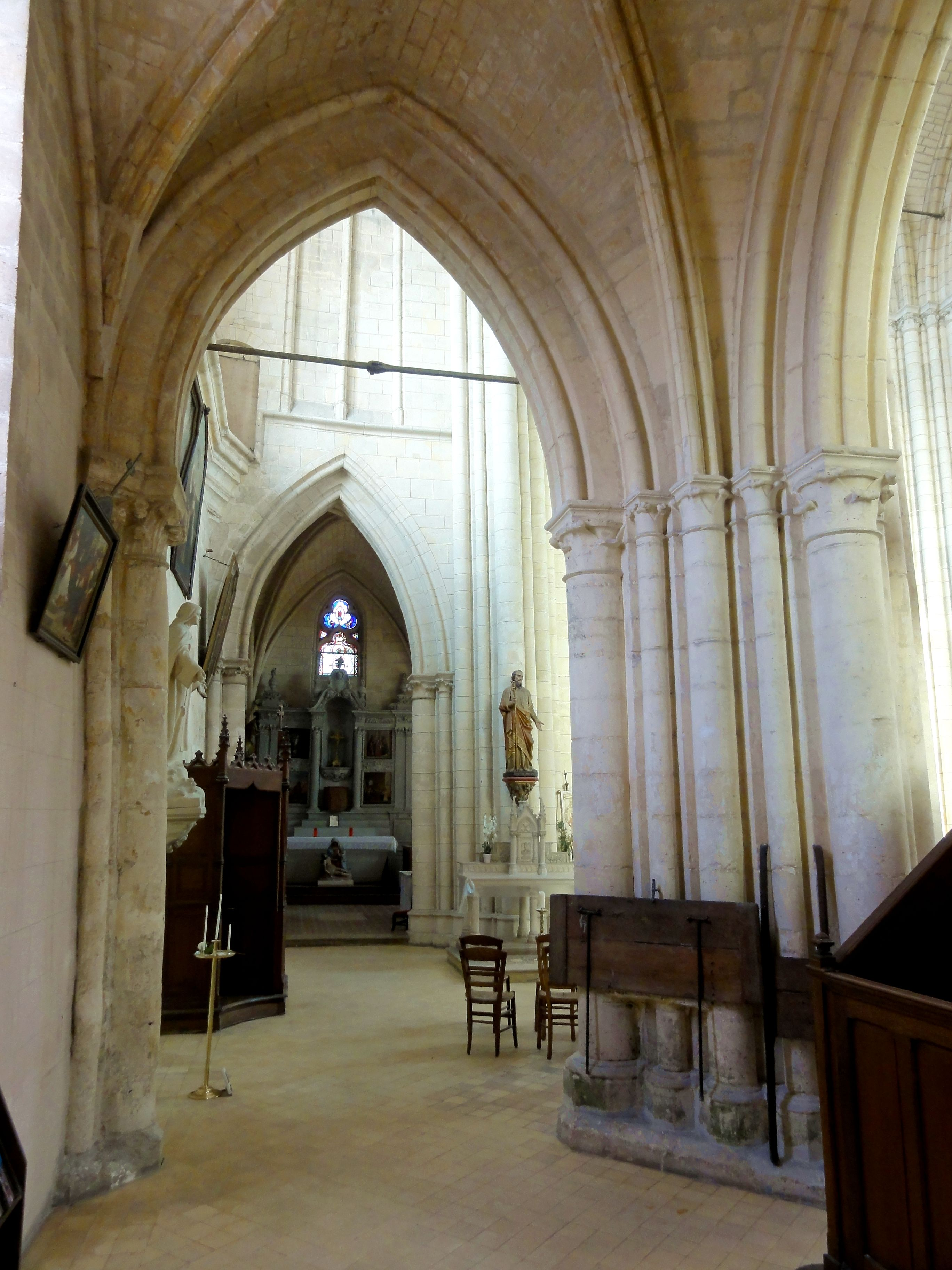
Vue depuis le bas-côté.
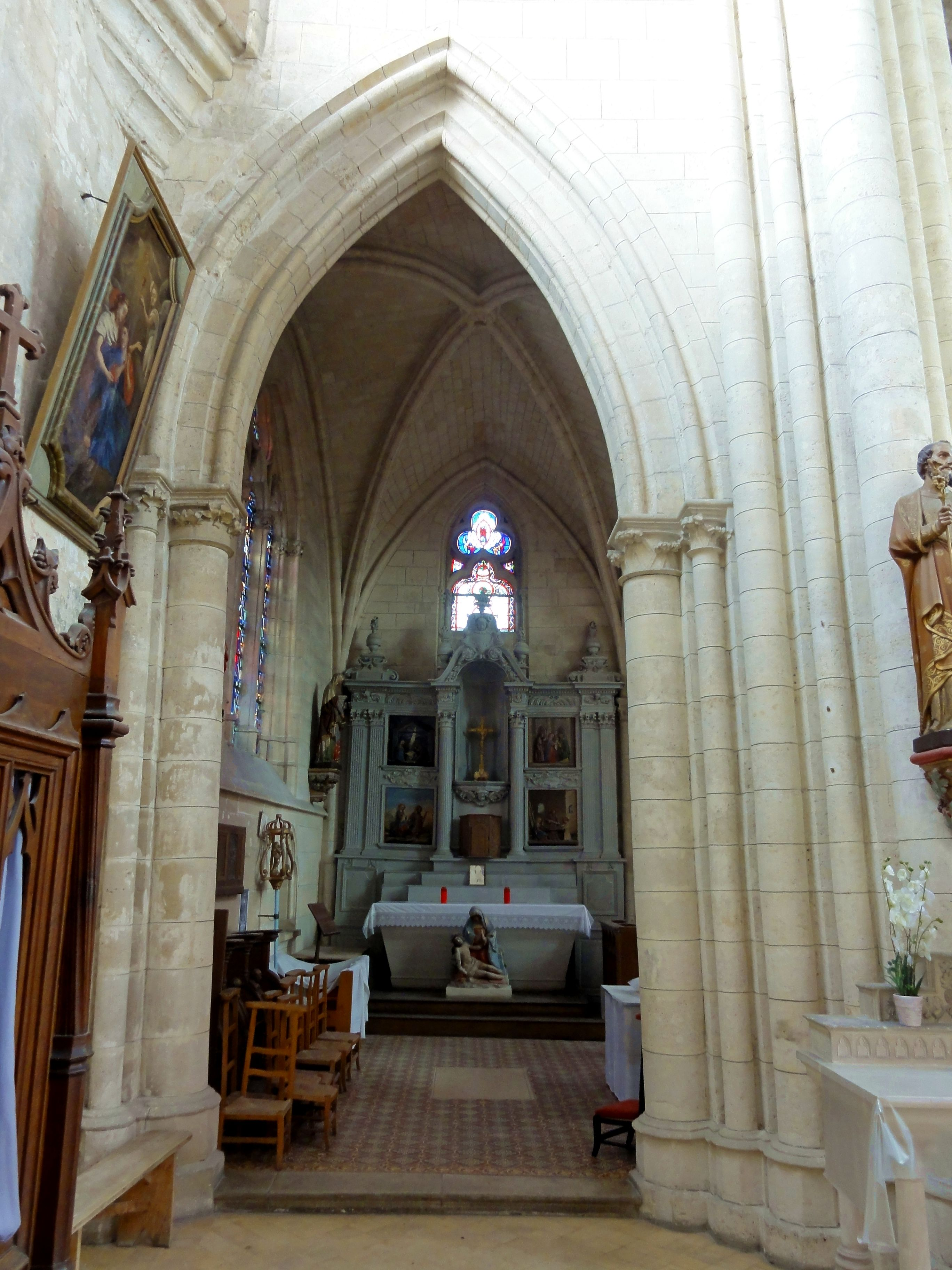
Arcade vers la chapelle.
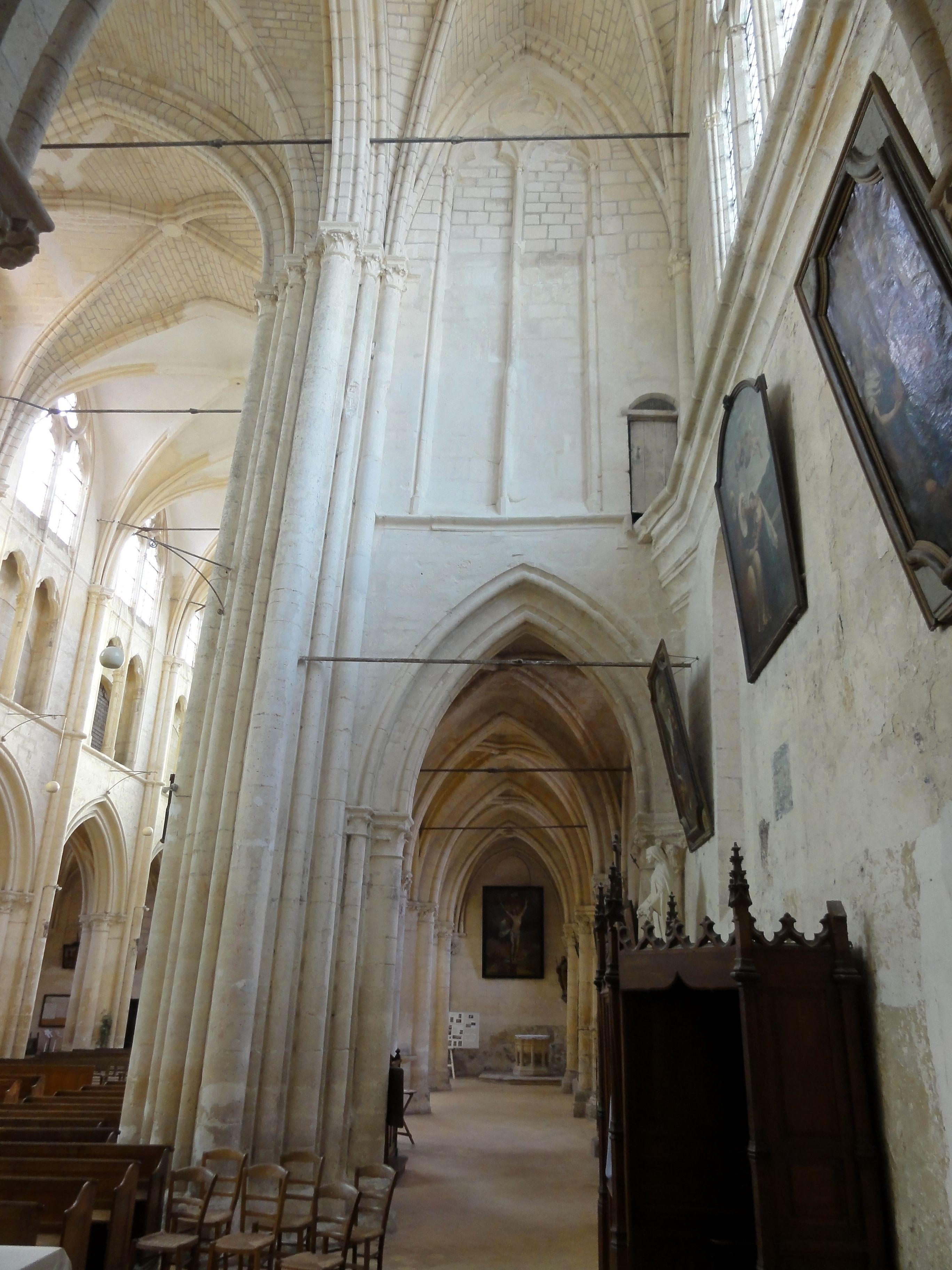
Croisillon nord, côté ouest.
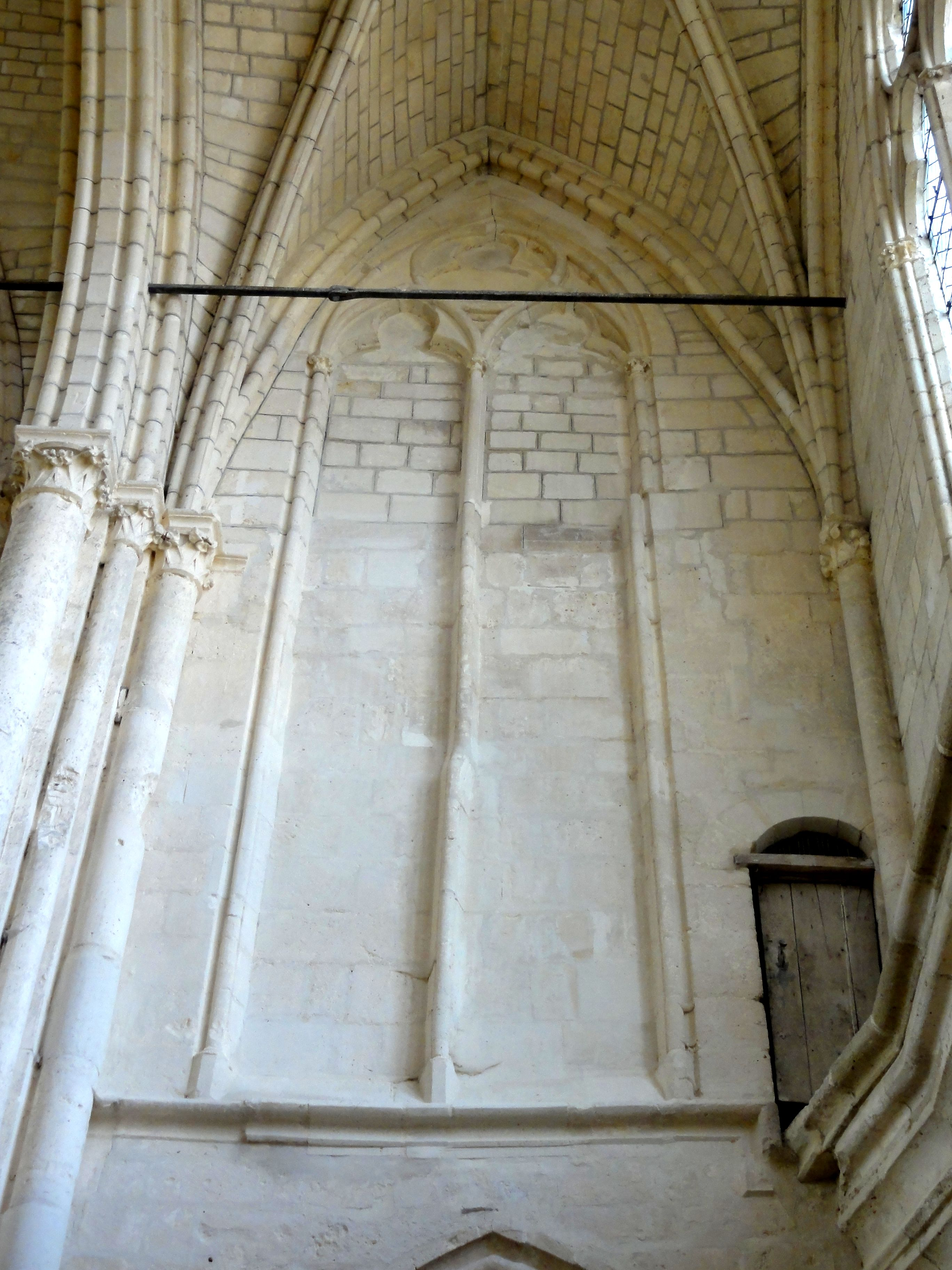
Fenêtre haute côté ouest.

#### Chœur et chapelles latérales

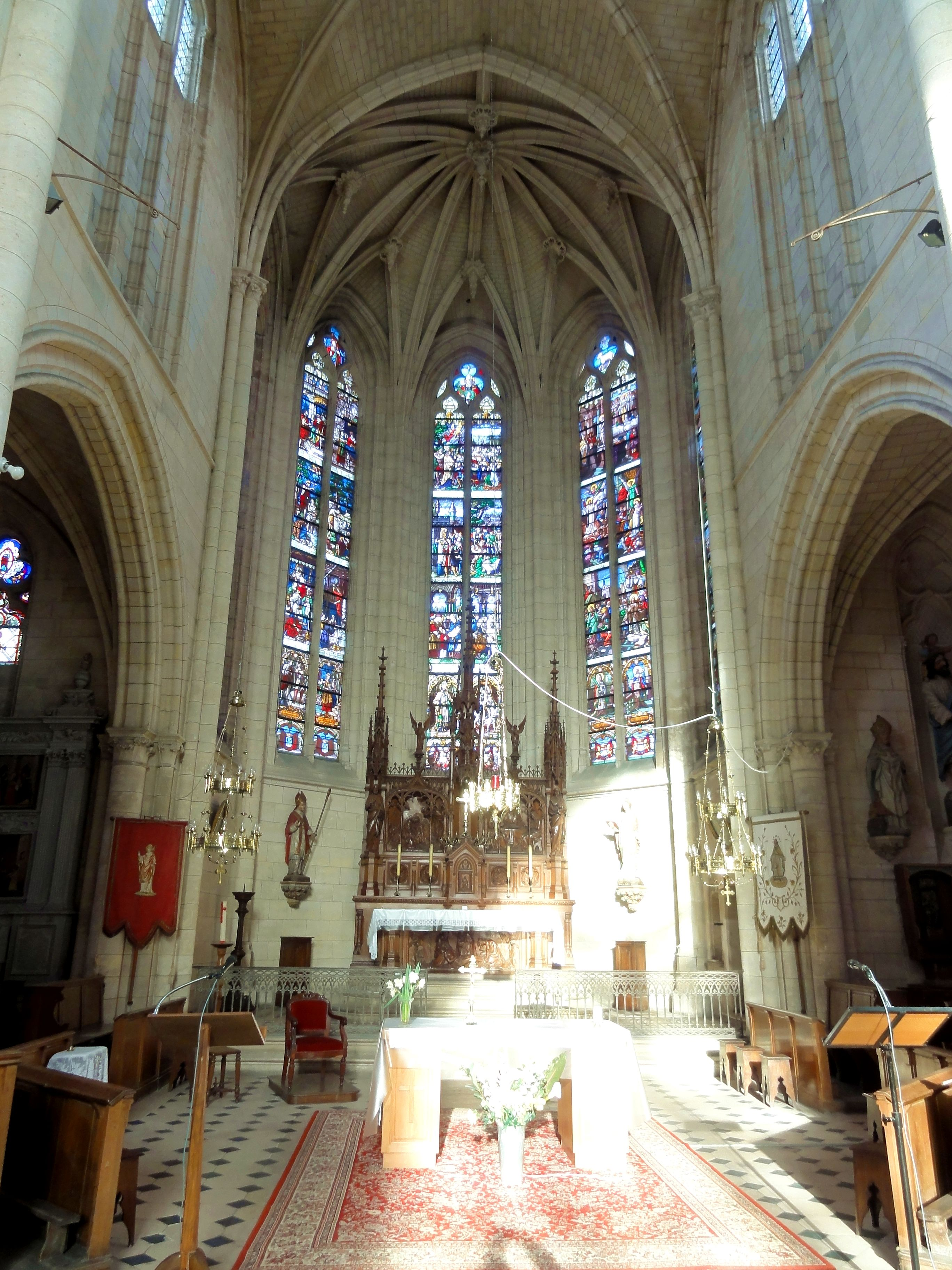
Vue dans le chœur.

La première travée du chœur ainsi que les deux chapelles latérales proviennent de la seconde campagne de construction à la fin du XIIIe siècle, mais aucune évolution stylistique notable ne se remarque, ce qui assure une grande homogénéité avec la nef et le transept. La profondeur est équivalente à une travée et demi de la nef environ, ce qui n'assure plus le même jeu de proportions que dans la nef. L'élévation est celle des élévations latérales des croisillons : une grande arcade et une fenêtre haute, dont les deux tiers inférieurs ne sont que factices, pour la même raison que dans les croisillons. Le remplage perd un peu de son élégance, et est constitué de trois lancettes aux têtes trilobées non inscrites, surmontées d'un trèfle non inscrit flanqué de deux meneaux verticaux. Les chapiteaux sont ici de retour, et on en trouve même sur le bord extérieur de la gorge qui entoure la fenêtre. Le tracé de l'arc de la baie est tronqué, tant au nord qu'au sud, sans doute afin de pouvoir faire monter les lancettes plus haut et simplifier la partie supérieure du remplage. Un fin tore sépare la fenêtre de la grande arcade en dessous, qui est très ouverte mais néanmoins en arc brisé. Les supports entre la première travée et l'abside sont analogues aux faisceaux de trois colonnettes aux chapiteaux à bec que l'on voit à l'intersection des travées de la nef, ce qui surprend si l'on considère que l'abside n'existait pas avant le début du XVIe siècle. L'astragale se creusant en larmier marque la fin du XIIIe siècle et le début du XIVe siècle, et représente la seule différence avec les chapiteaux de la nef.
Quant aux chapelles, elles sont rapidement décrites, et elles se caractérisent uniquement par une fenêtre latérale au même remplage que les fenêtres hautes de la première travée du chœur, mais sans partie factice, et par une étroite fenêtre orientale, qui est une lancette unique à tête trilobée non inscrite, surmontée d'un trèfle, avec des meneaux porteurs de chapiteaux. Une colonnette unique occupe l'angle entre les deux murs extérieurs. Une piscine s'ouvrant sous un arc trilobé est ménagée dans l'épaisseur du mur latéral. Dans l'angle sud-est de la chapelle sud, un escalier descend vers la fausse crypte qui abrite le groupe sculpté de la Mise au tombeau. — L'abside est remarquable grâce à ses cinq baies élancées, mais aussi grâce à sa voûte flamboyante à liernes et tiercerons, rayonnant autour d'une grande clé de voûte centrale pendante, et agrémentée de six clés secondaires aux points de rencontre des liernes et tiercerons. Les nervures des voûtes descendent jusqu'au sol sans chapiteaux, formant des piles ondulées. Les fenêtres présentent chacune deux lancettes trilobées, mais avec un lobe central presque fermé qui reprend le même tracé que la partie supérieure du soufflet qui surmonte les deux lancettes. Les larges moulures prismatiques qui encadrent les fenêtres prennent beaucoup de place et réduisent la superficie vitrée par rapport à l'ampleur qu'on lui aurait donné à la période flamboyante. Une piscine existe sous la baie sud-est. Elle est inscrite dans un arc brisé, et possède un tympan orné d'un arc trilobé aux formes aigües. L'église de Breuil-le-Sec possède une piscine identique,.

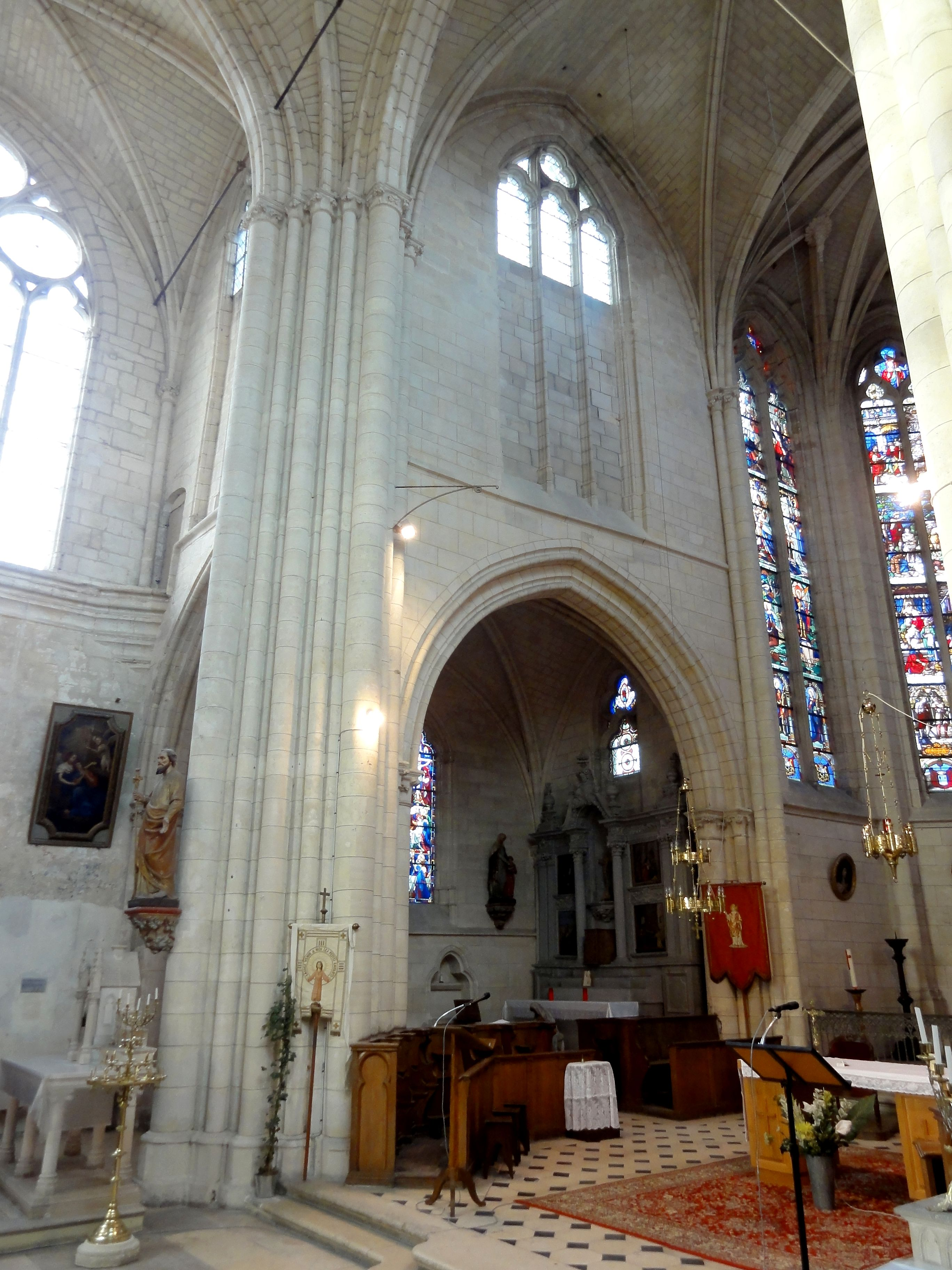
Chœur, côté nord.
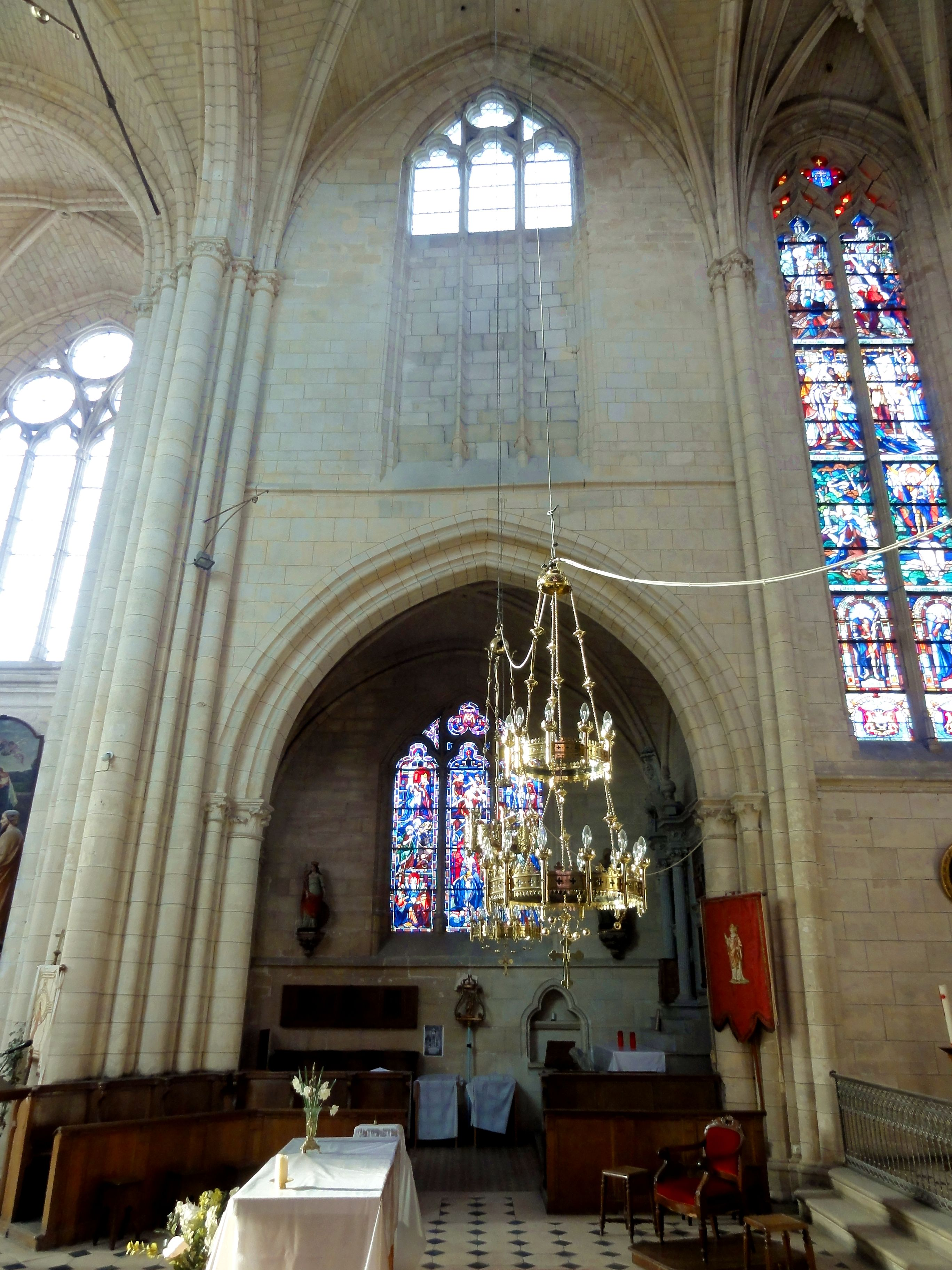
Chœur, 1re travée, côté nord.
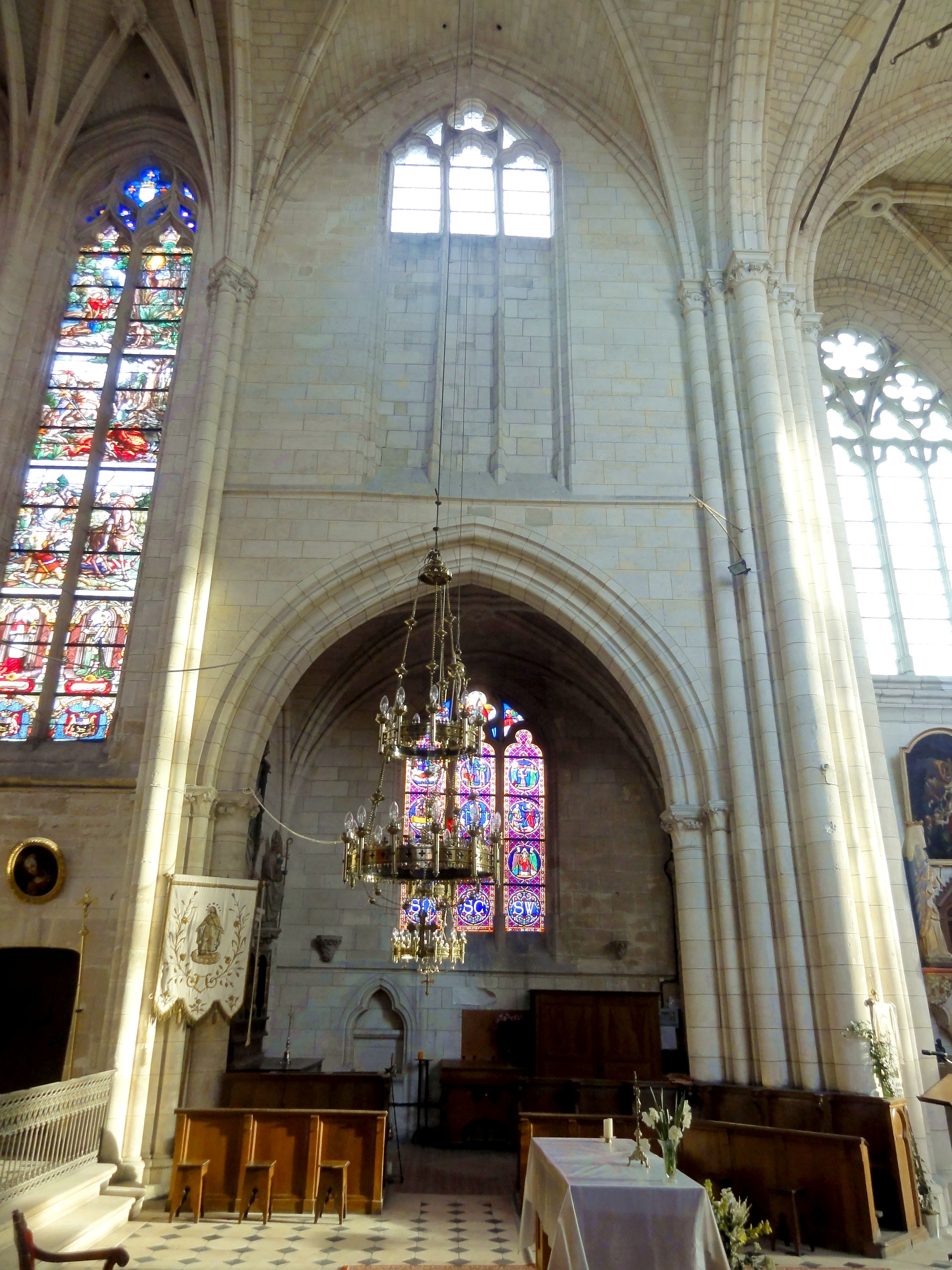
Chœur, 1re travée, côté sud.
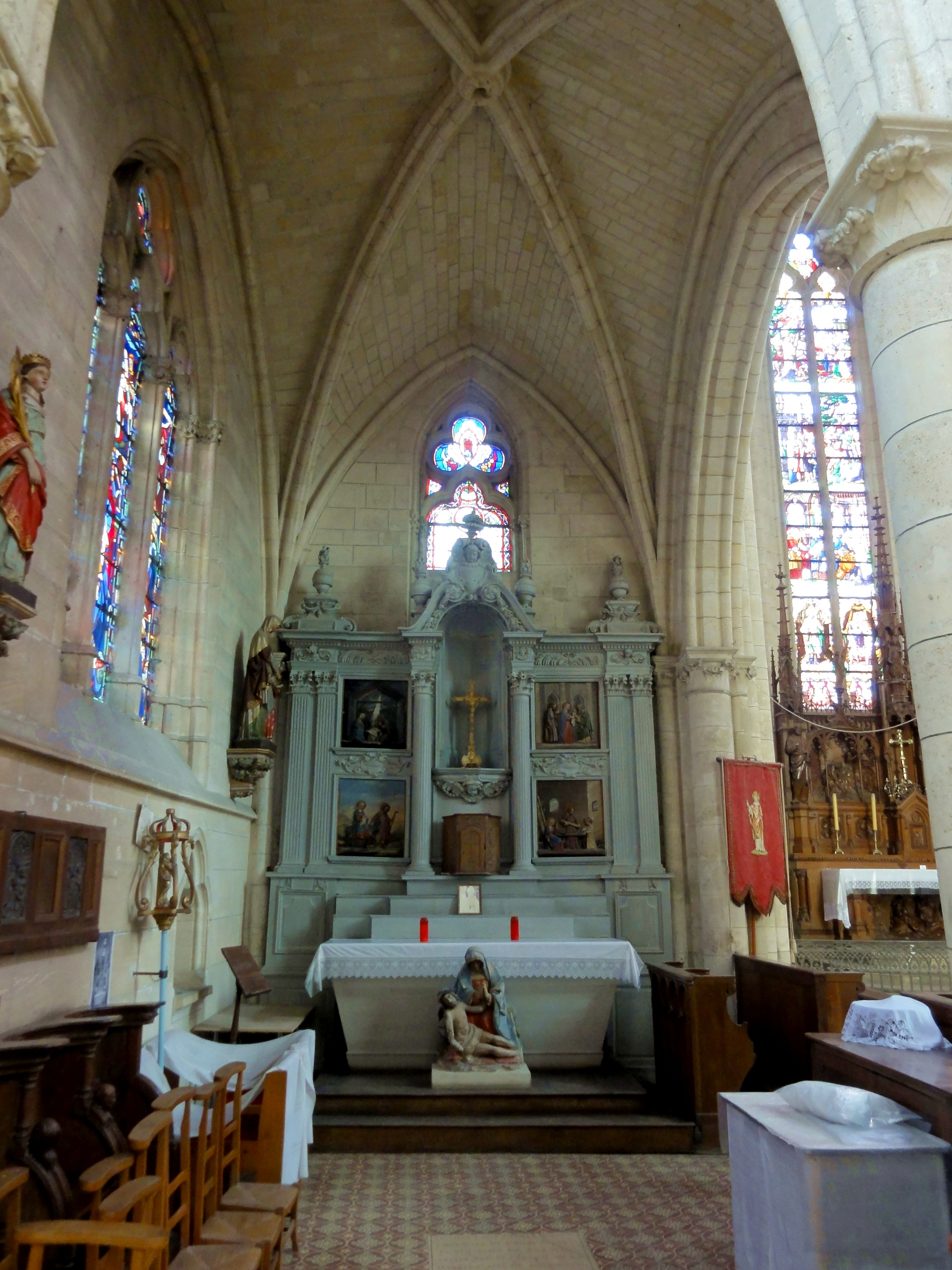
Chapelle latérale nord, vue vers l'est.
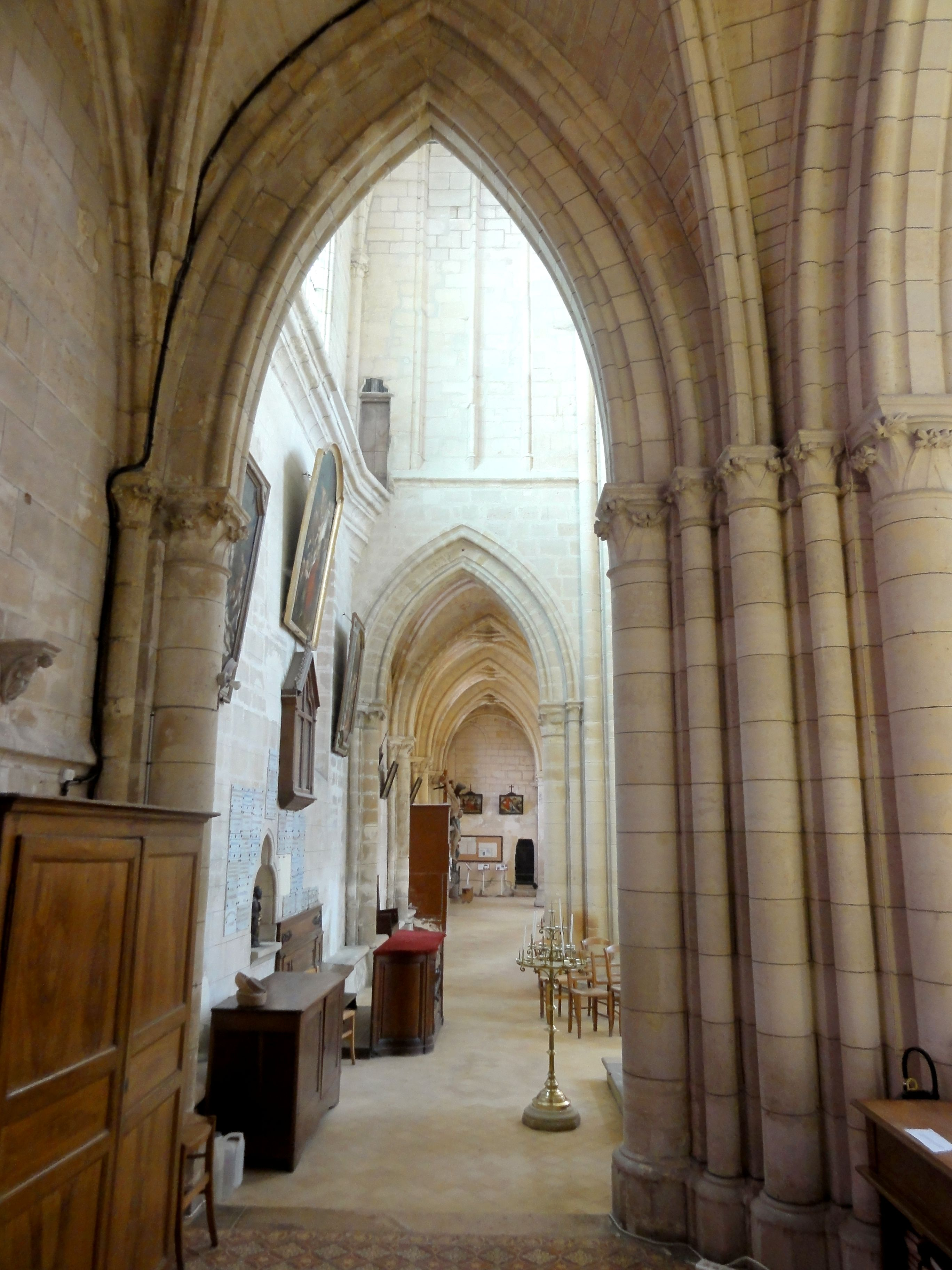
Chapelle latérale sud, vue vers l'ouest.
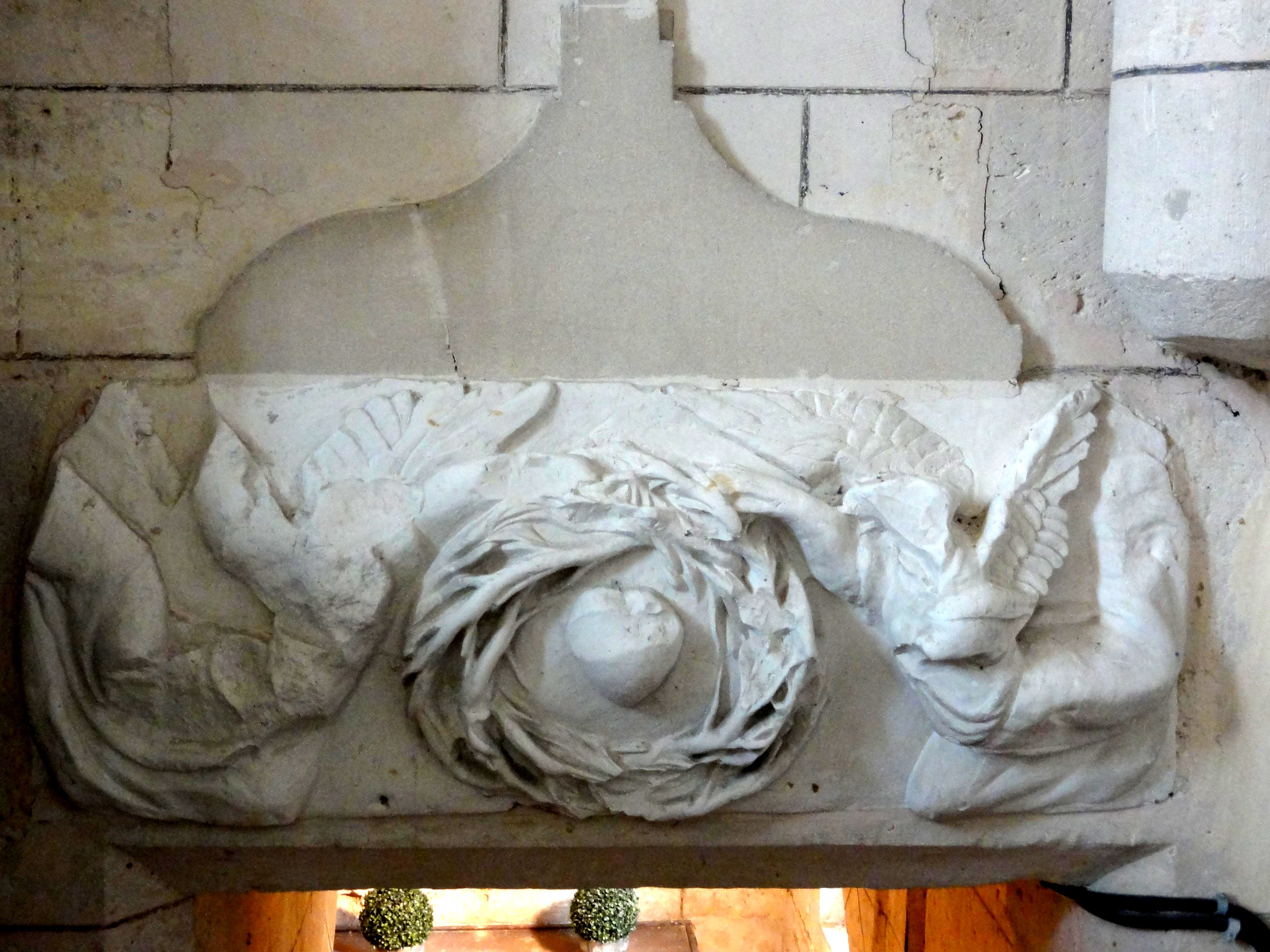
Linteau de la porte de la pseudo-crypte.

## Mobilier

### Sculpture

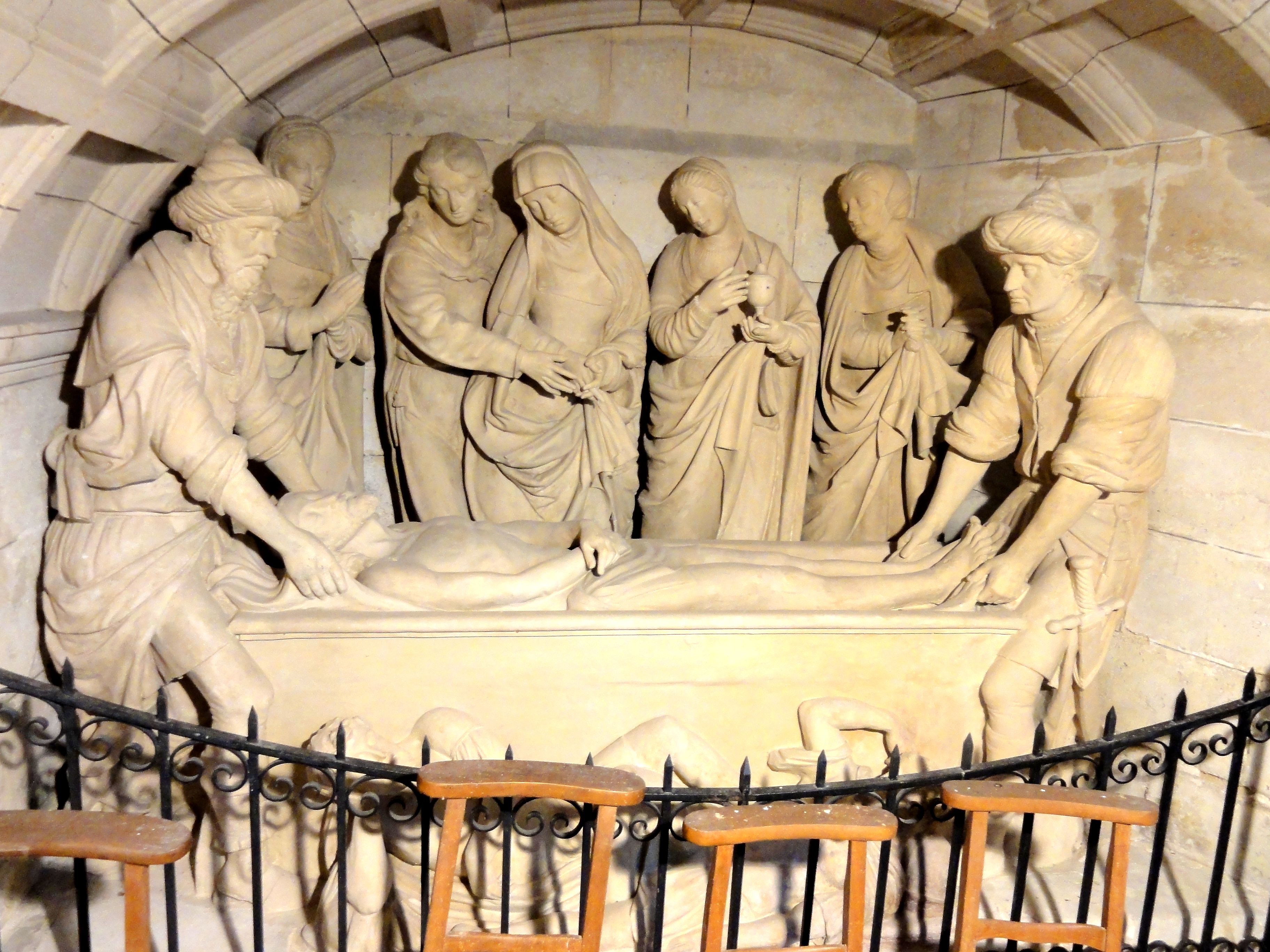
Mise au tombeau.

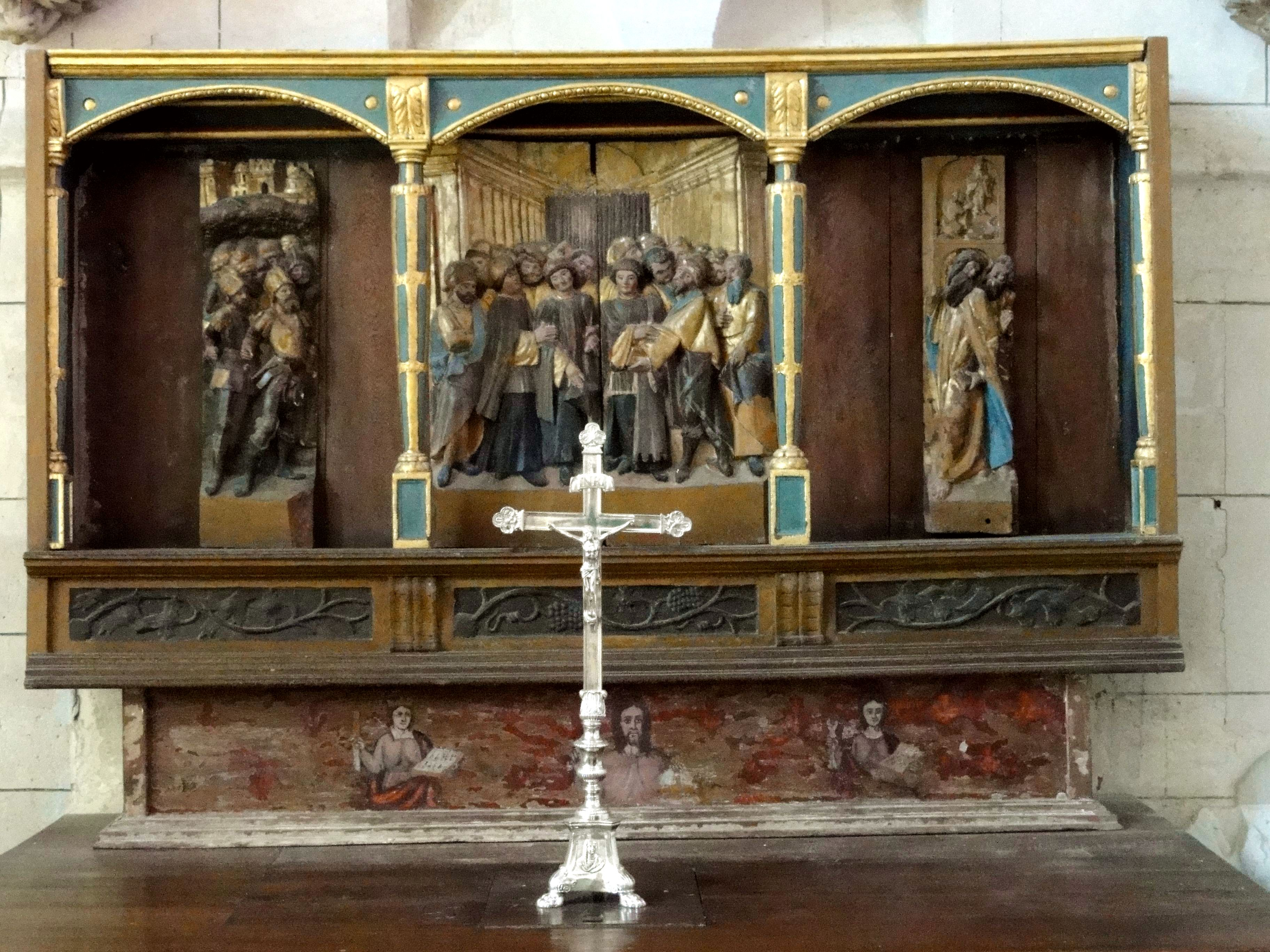
Retable XVe siècle.

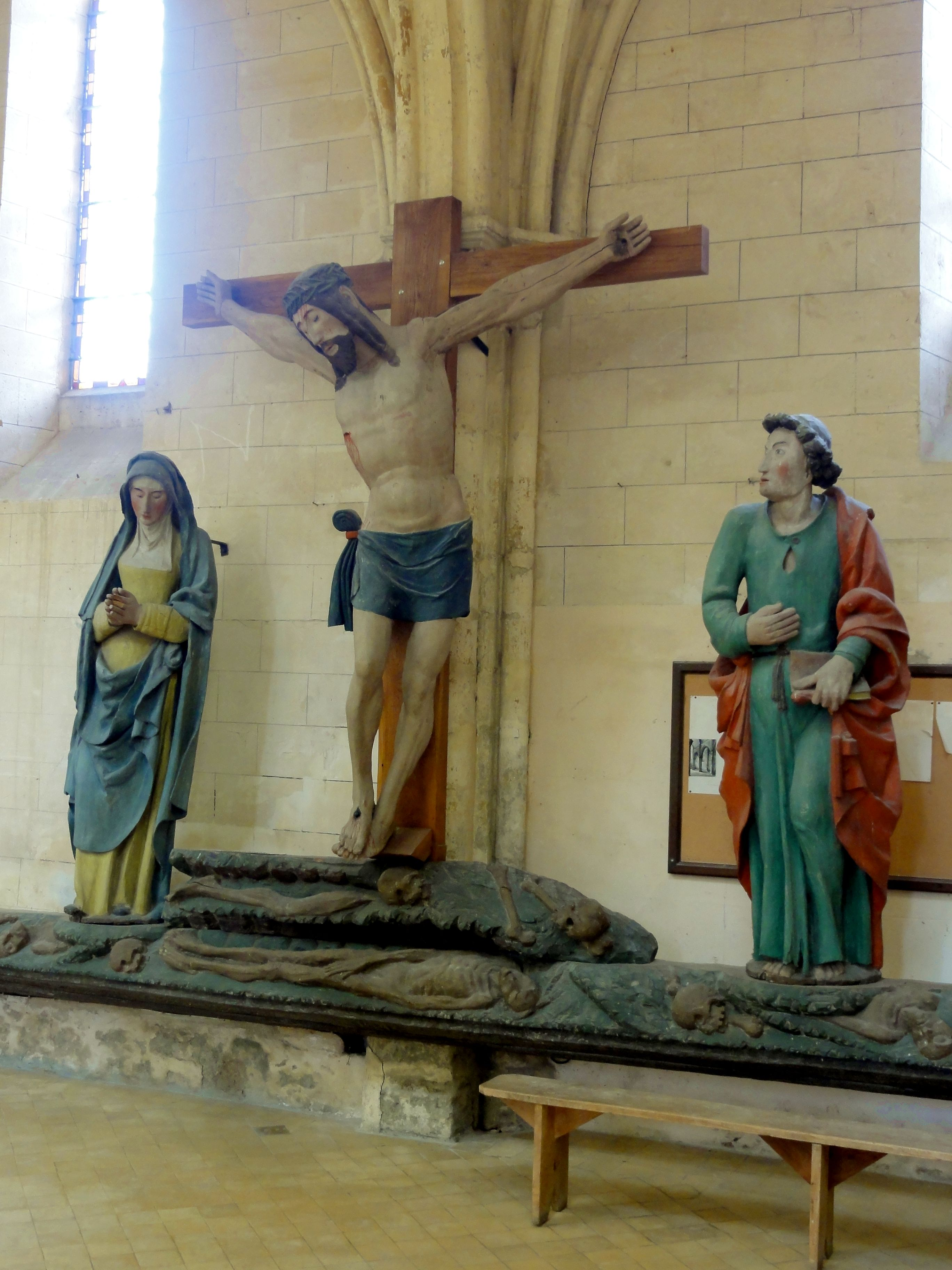
Poutre de gloire.

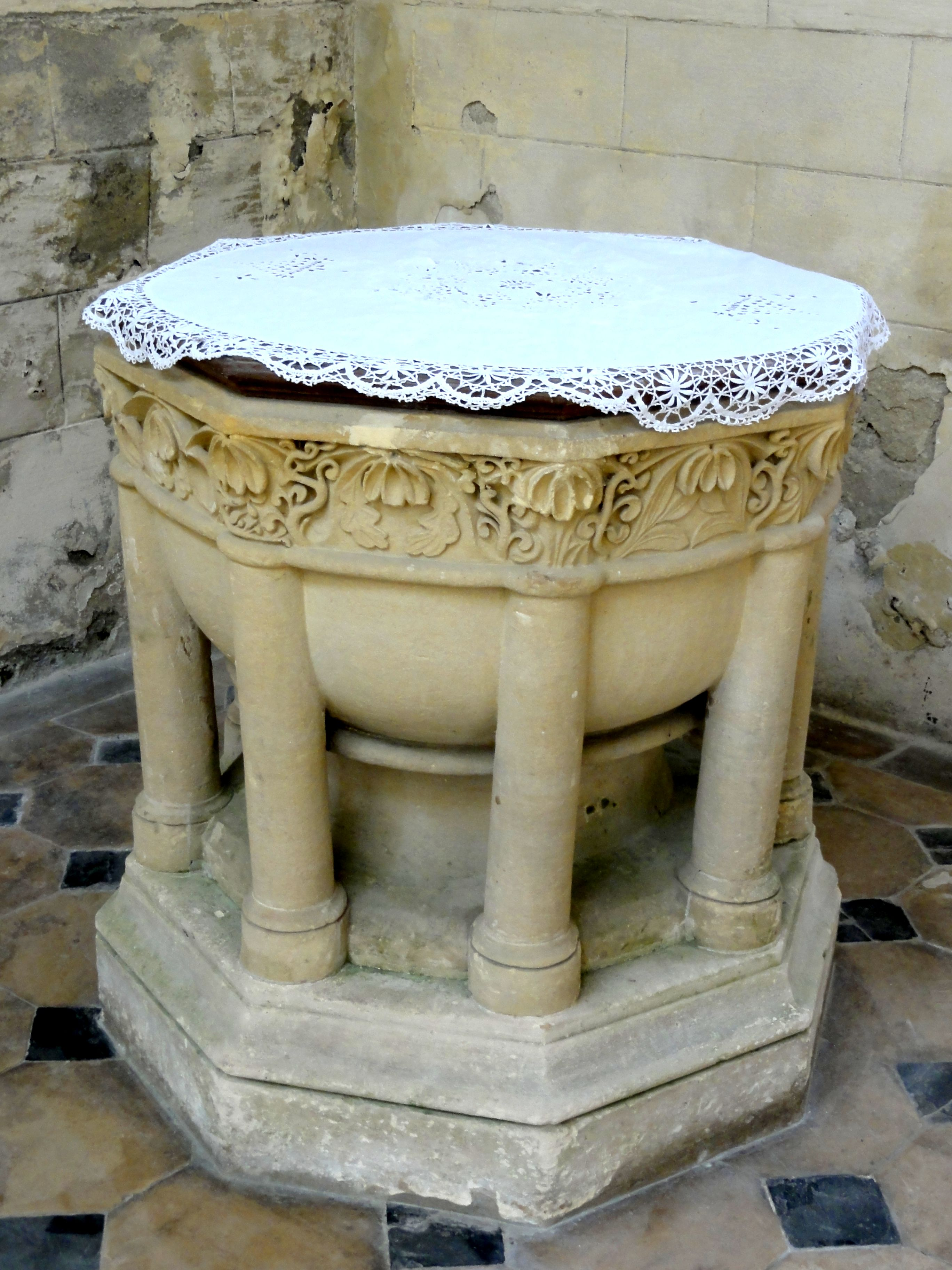
Fonts baptismaux.

L'église renferme de nombreuses statues et œuvres de sculpture, dont quatre sont classés monuments historiques au titre objet :
- Un groupe sculpté grandeur nature, représentant la Mise au tombeau, et datant de 1555 environ. Il mesure 295 cm de large, 192 cm de haut et a une profondeur de 145 cm[40]. Sa présence dans l'église d'un petit village étonne, mais Saint-Clair-sur-Epte offre un autre exemple. On trouve le Saint-Sépulcre dans la crypte en dessous de la sacristie, accessible par un escalier dans la chapelle Saint-Christophe, en arrivant à gauche. Il regarde vers le sud et fait donc face à la fenêtre. Le Christ est placé dans un suaire par Joseph d'Arimathie et Nicodème. En arrière-plan à gauche, se tient Marie de Magdala en joignant les mains dans une attitude recueilli. Le jeune apôtre Jean console la Vierge Marie. Deux saintes femmes, dont l'une avec un pot à parfum dans ses mains, se tiennent dans l'arrière-plan à droite. En ces points, la composition est celle que l'on voit habituellement. S'y ajoutent deux soldats couchés devant le tombeau, l'un à gauche, l'autre à droite. Toutes les têtes ont été bûchées à la Révolution française, en 1793. Grâce à un don, elles ont pu être remplacées lors d'une importante restauration en 1883. Les raccordements ont été faits en plâtre. Si le groupe sculpté a retrouvé son expressivité, son intérêt historique s'en trouve diminué. Dans la crypte, l'on remarque encore le plafond à caissons et une table d'autel en pierre, contre le mur oriental. Il semble dater d'origine et est d'une grande rareté[41].
- Des fragments d'un retable en bois, datant de la seconde moitié du XVIe siècle. Il s'agissait de trois panneaux, qui restaient d'un ensemble plus important, et ont été montés dans une crédence à compartiments datant sans doute du XVIIIe siècle. Le premier panneau représentait sainte Anne, couchée dans un lit à baldaquin, tandis qu'une servante chauffe des linges devant une grande cheminée à manteau. Ce panneau a été volé, sauf le quart de gauche, où l'on voit saint Joachim et peut-être Zacharie se tenant derrière lui. Ce fragment est aujourd'hui placé à droite. Le second panneau, partagé en deux demi-panneaux, représente une assemblée, à laquelle assistent trois prêtres avec le bonnet carré, et sinon des seigneurs, dont l'un est coiffé d'un toquet Henri II, et l'autre chaussé de bottes à l'écuyère. Au fond de la salle, l'on voit un palais orné de pilastres et coupé d'un grand rideau. Le sens de cette scène est difficile à deviner. Le troisième panneau était déjà une juxtaposition de fragments : Ponce Pilate sur un trône élevé de quatre marches, des guerriers au-dessous de la silhouette d'une ville, deux Apôtres en prières, et en haut, un apôtre à genoux pendant l'Ascension du Seigneur. Le fragments des Apôtres a été volé le premier le 29 novembre 1964, puis le fragment de Ponce Pilate a également été volé[42],[43].
- La poutre de gloire ou tref datant de la seconde moitié du XVIe siècle, et du second quart du XVIIe siècle. Elle a été démontée par le service des Monuments historiques en 1964, qui craignait pour la solidité des piles orientales du clocher, qui le supportaient. En dessous de la poutre, se lit la date de 1643, qui toutefois ne devrait se référer qu'à la date de la poutre elle-même. On y voit un ange couché à chaque extrémité, tenant la poutre embrassée, ainsi qu'un rocher symbolisant le Golgotha, deux cadavres et des ossements enfouis sous les pieds du Christ. Les statues devraient remonter à la seconde moitié du XVIe siècle. Leur taille est surhumaine : la Vierge Marie, le Christ et saint Jean mesurent tous les trois 215 cm de haut. La Vierge est en prière, saint Jean tient un livre. René Parmentier qualifie la sculpture de médiocre. Selon le service de l'Inventaire, la croix du Christ manque, et le Christ n'aurait pas été descendu de la croix contrairement à ce qui a été affirmé. Cependant, le Dr Parmentier mentionne encore le crucifix en 1910. Les statues ont été badigeonnées et surpeintes[44],[45],[46].
- Les fonts baptismaux sous la forme d'une cuve baptismale à infusion, taillé dans un bloc de pierre calcaire monolithique et datant du XIIIe siècle[47]. Ils se composent d'une cuve hémisphérique dont la partie supérieure est octogonale, et cantonnée de huit colonnettes qui ne possèdent pas de chapiteaux à proprement parler : ceux-ci sont remplacés par une frise à palmettes et rinceaux continue, qui inclut donc la cuve elle-même. La frise est délimitée supérieurement par un bandeau biseauté, et inférieurement par un tore, qui tient en même temps lieu d'astragale aux chapiteaux. Les colonnettes ne sont pas seules à supporter la cuve : un socle en doucine, évoquant une cuve renversée plus petite, est placé au milieu. Les bases des colonnettes empiètent pour moitié sur ce socle. L'ensemble repose sur un soubassement octogonal à la plinthe moulurée, et a été fortement restauré. L'emplacement initial était au début du bas-côté sud ; depuis les restaurations de la seconde moitié du XIXe siècle, les fonts se trouent en face au nord[46].

D'autres éléments du mobilier retiennent l'intérêt :
- L'autel et le retable en bois de la chapelle de la Vierge, qui date du milieu du XVIIIe siècle[46] et provient du couvent des Cordeliers de Notre-Dame-de-la-Garde en forêt d'Hez, à environ 3 km de l'église ;
- Une Pietà en pierre peint datant vraisemblablement du XVIIe siècle ;
- Des stalles, dont certains conservent des miséricordes sculptés du XVIe siècle, ou des figurines sur les accoudoirs ;
- Une statue en bois polychrome de saint Léger, datant vraisemblablement du XVIIe siècle ;
- Une statue en bois polychrome de saint Christophe, datant vraisemblablement du XVIIe siècle ;
- Une statue en bois polychrome de sainte Agnès, datant vraisemblablement du XVIIe siècle ;
- Une statue en bois polychrome de saint Nicolas ;
- Une statue en bois polychrome de saint Vaast ;
- Une statue en bois polychrome de saint Jean-Baptiste.

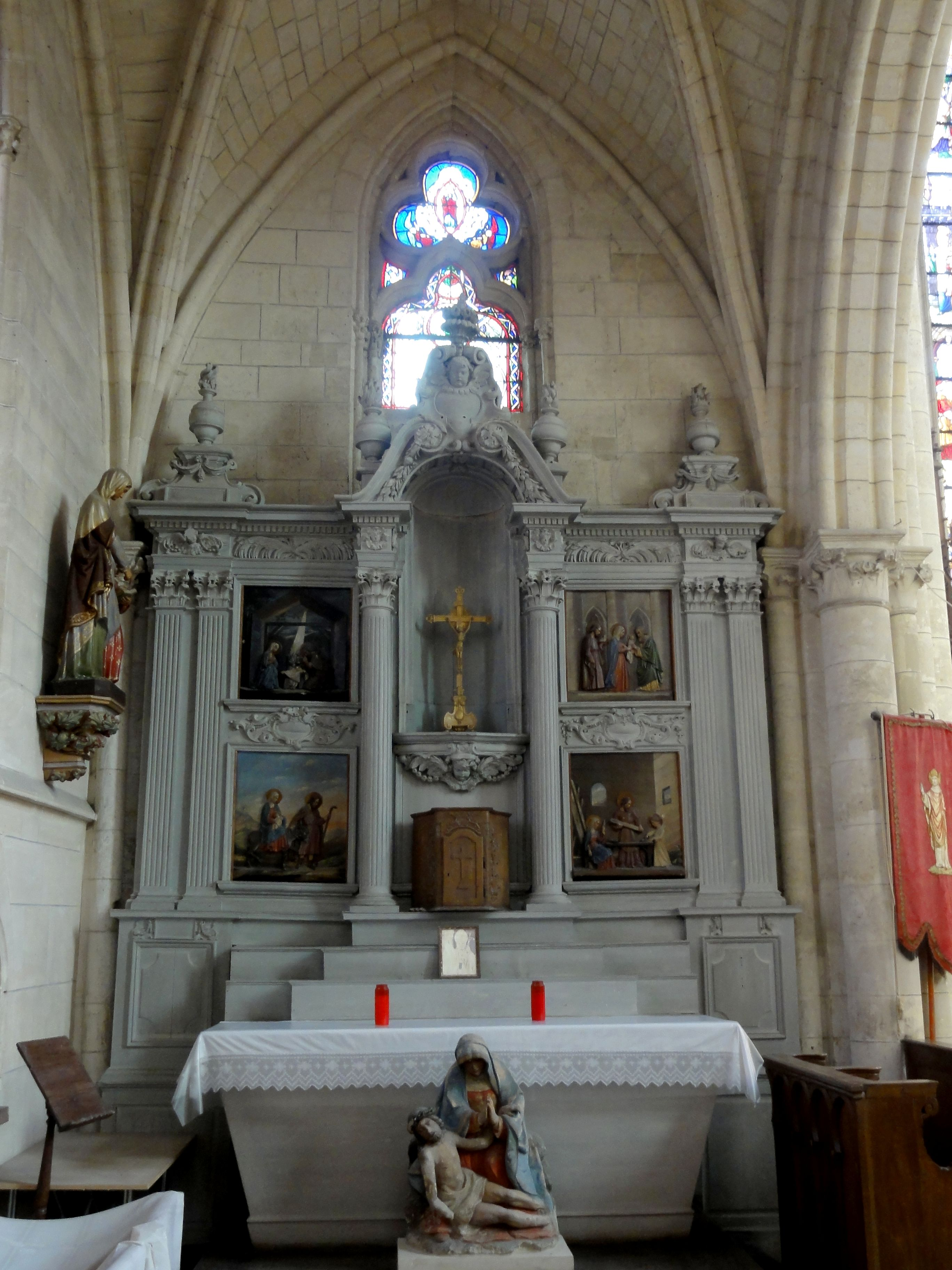
Retable de la Vierge.
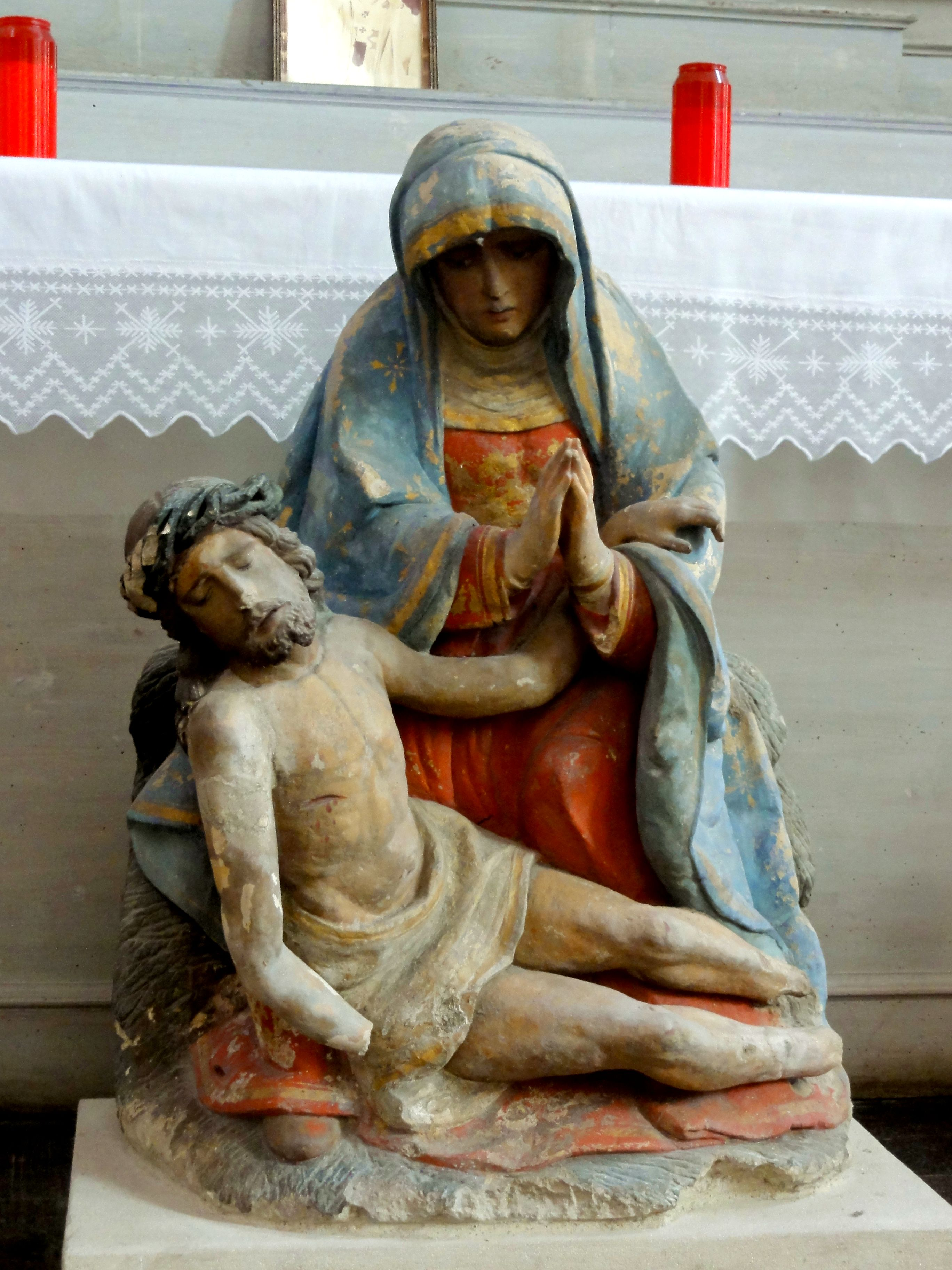
Pietà.
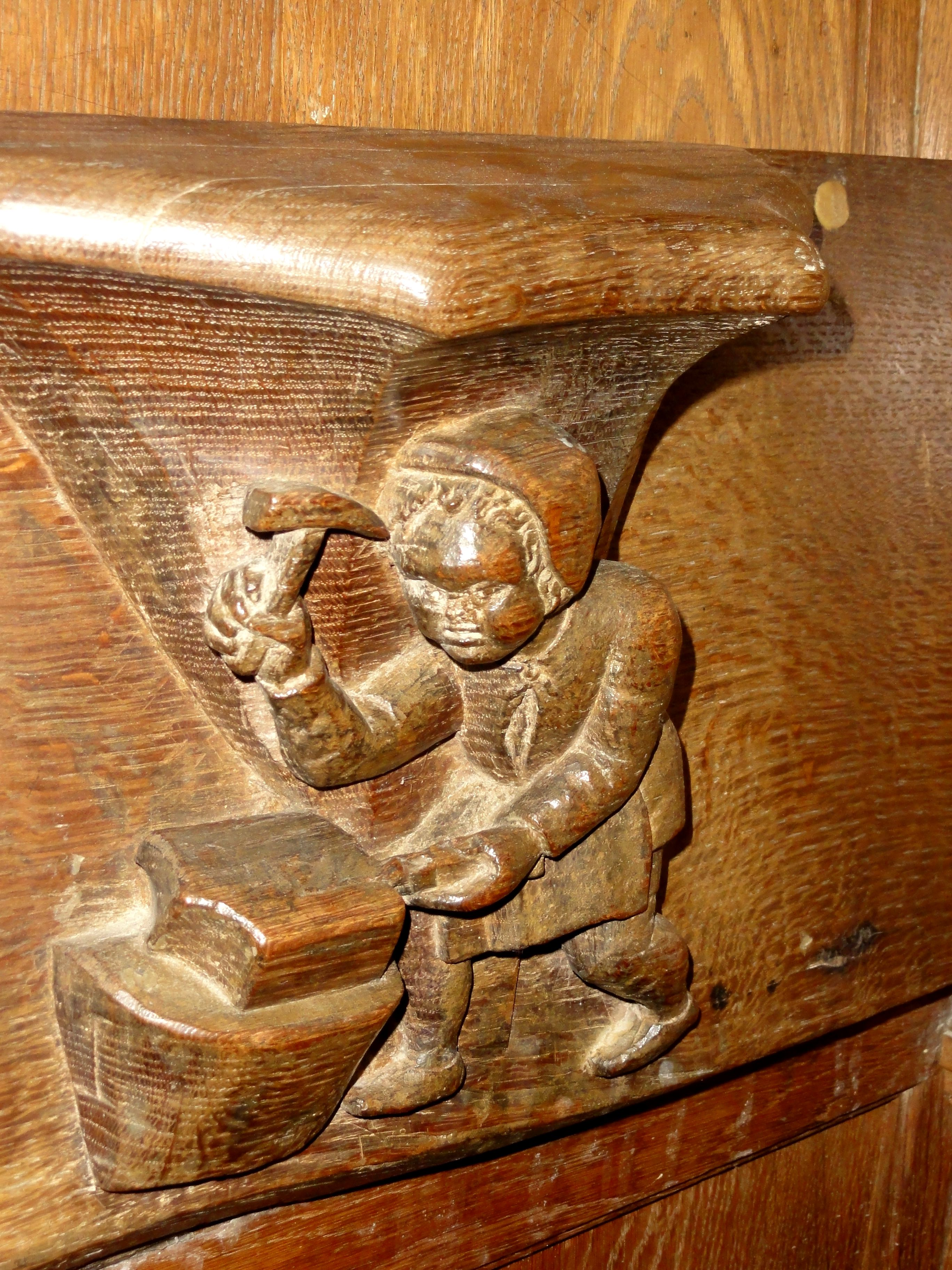
Miséricorde : forgeron.
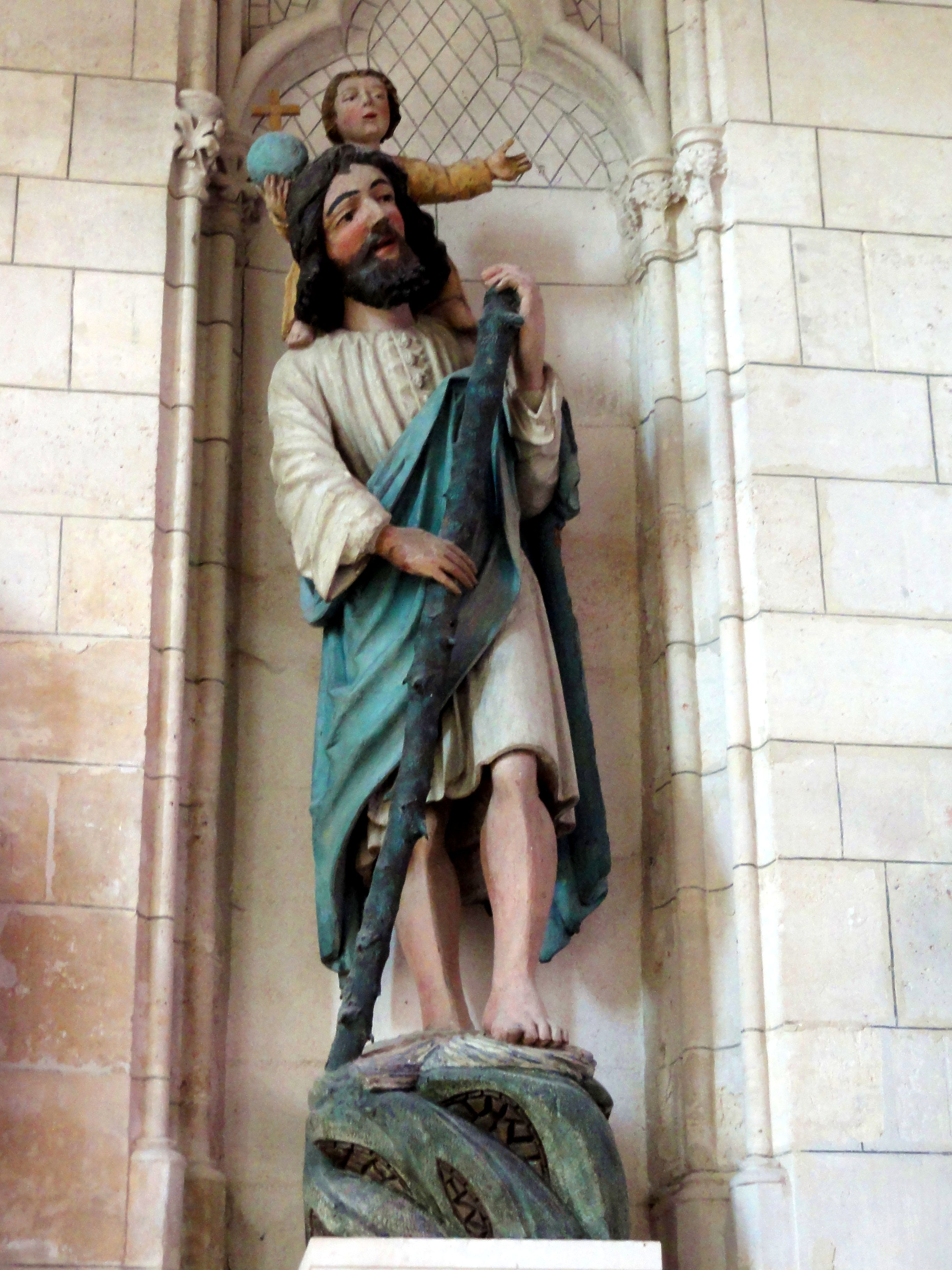
Saint Christophe.
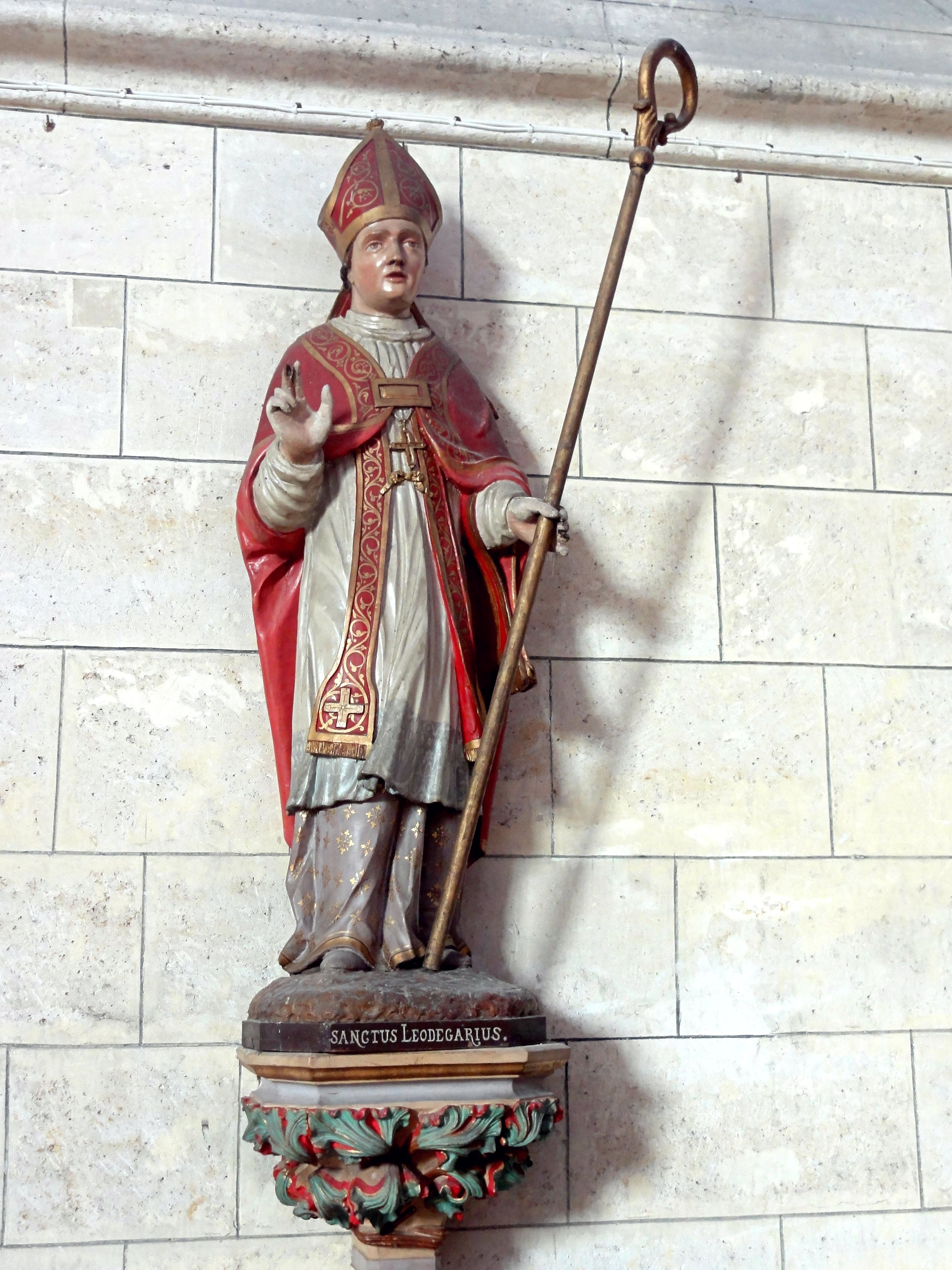
Saint Léger.
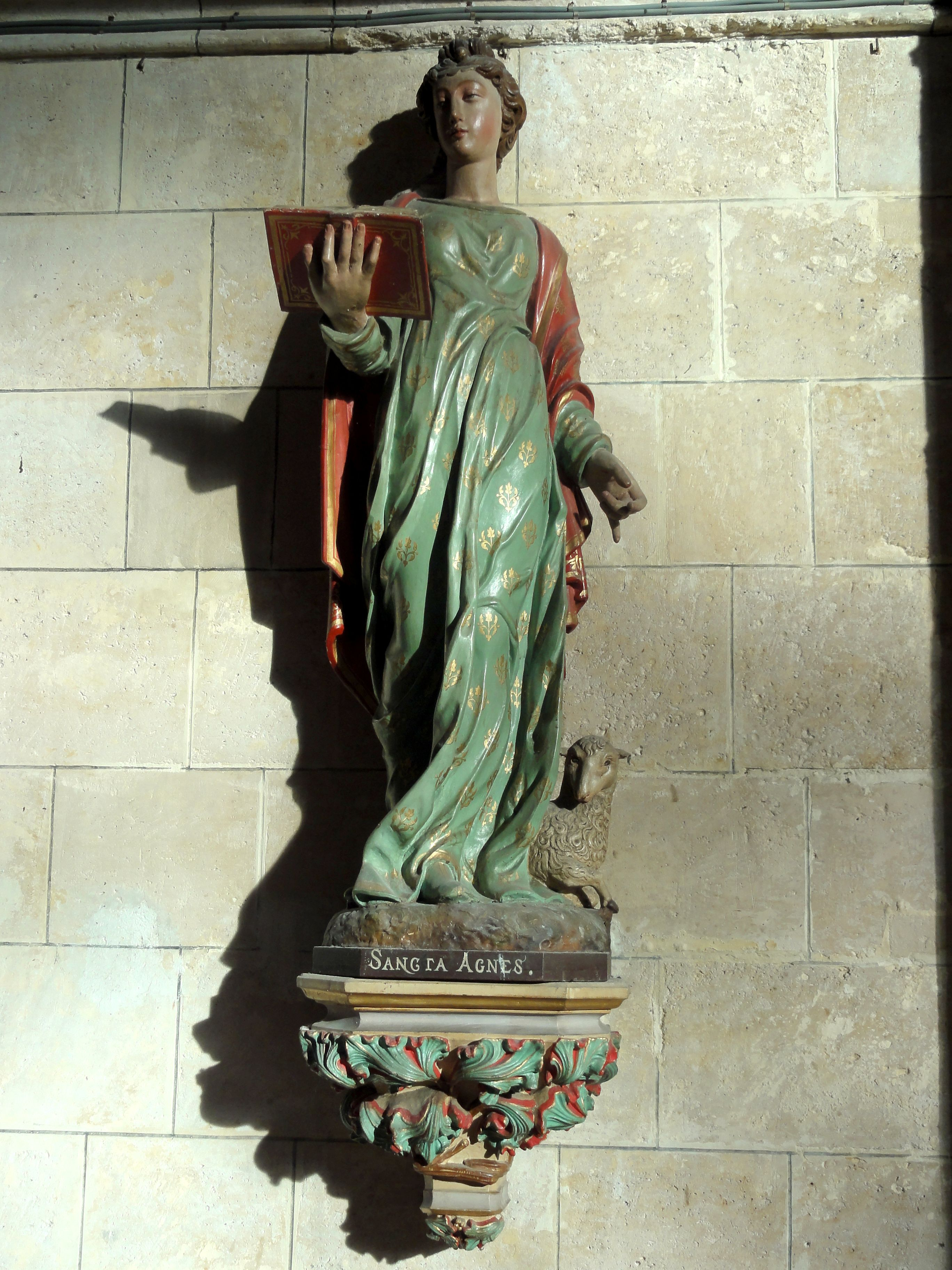
Sainte Agnès.

### Vitraux
L'abside comporte cinq verrières, dont les trois vitraux du chevet sont classés monument historique depuis 1850. Ils ont été restaurés en 1873 par M. Bazin, du Mesnil-Saint-Firmin. Selon l'avis du Dr Parmentier, cette restauration leur a enlevé tout intérêt historique. Seulement quelques fragments anciens dateraient encore réellement de 1540. Le chanoine Pihan dit que « quelques restes portaient le millésime de 1540 », et s'il parle du passé, il se réfère à la période d'avant la restauration. Les comptes de la fabrique de la seconde moitié du XVIe siècle mentionnent deux grandes verrières dédiées à la vie de saint Jean et saint Paul, et dont plus aucune trace ne subsiste au début du XXe siècle, : il pourrait s'agir des anciennes verrières no 5 et 6, au nord et au sud de l'abside. Les vitraux classés sont les suivants : 
- La verrière hagiographique no 1, à gauche, représentant des scènes de la vie de saint Jean Baptiste, datant de 1540[49]. Elle avait été donnée par la famille d'Armandville ou du Fay[19].
- Une verrière hagiographique (baie 0), représentant des scènes de la vie de saint Léger, datant du second quart du XVIe siècle. De nombreux panneaux ont été restaurés en 1873 ; une nouvelle restauration est intervenue après 1950[50], à la suite des dommages de guerre (bombardement de Clermont). La verrière avait été donnée par la famille d'Armandville ou du Fay[19].
- La verrière figurée no 2, à droite, représentant saint Alexandre, sainte Céline, et des scènes de la vie de sainte Agnès, datant initialement d'autour de 1540. Elle avait été donnée par M. et Mme Alexandre de Mazade, dont les armoiries sont représentés sur le vitrail. Selon l'avis des rédacteurs de l'Inventaire général du patrimoine culturel dans l'Oise, la verrière est entièrement moderne. Elle avait ini[51].

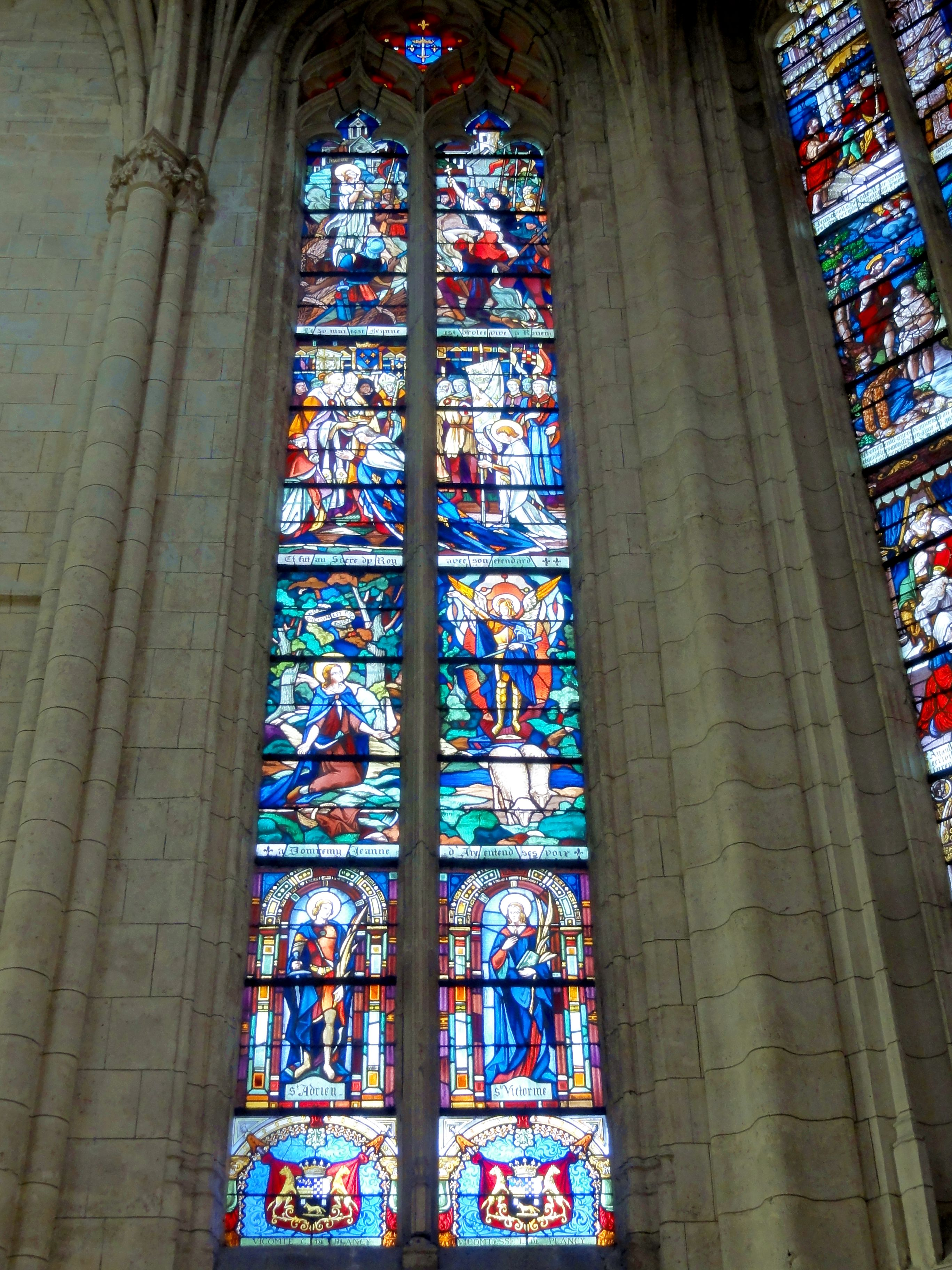
Vitrail no 3.
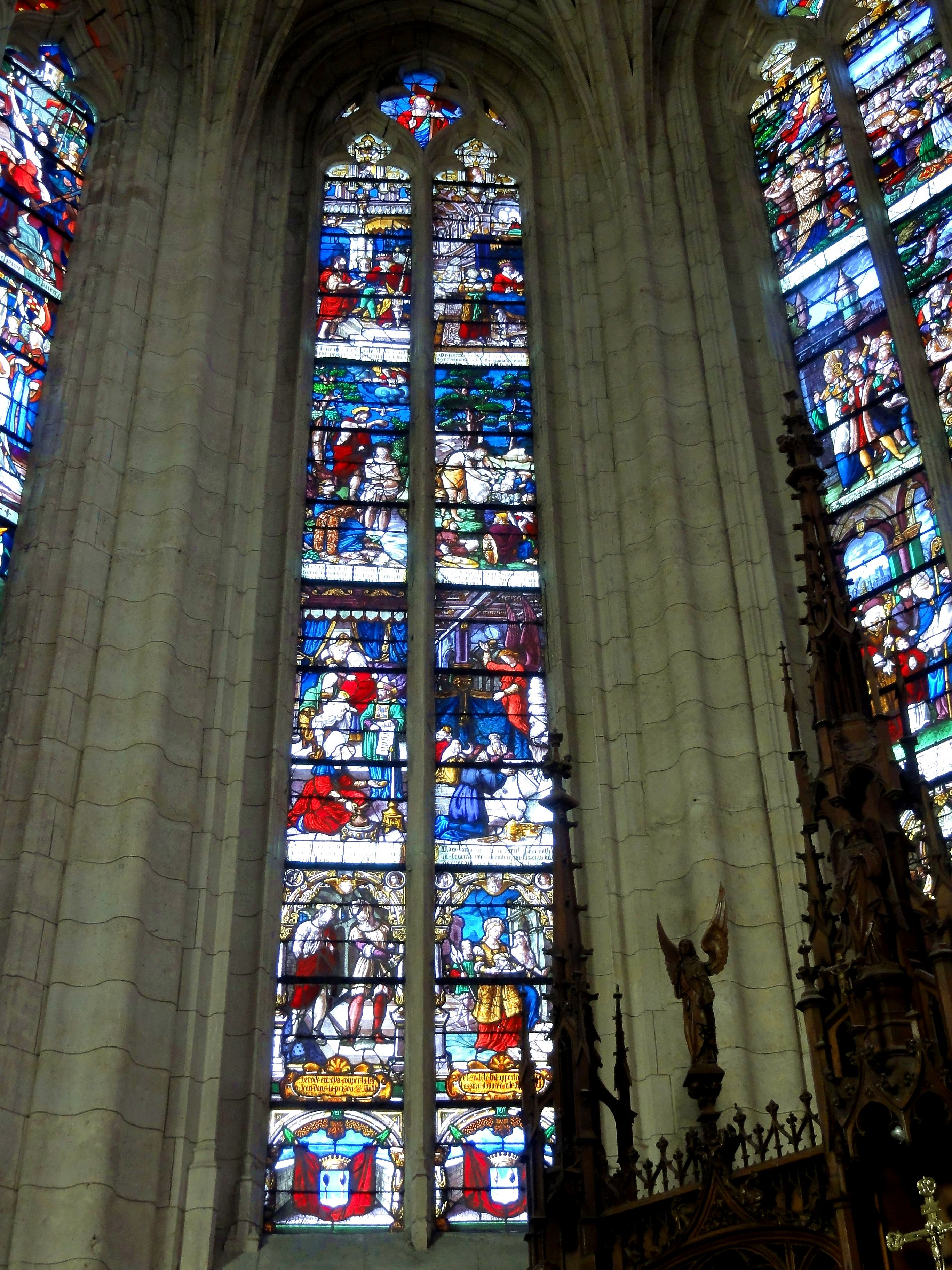
Vitrail no 1 (classé).
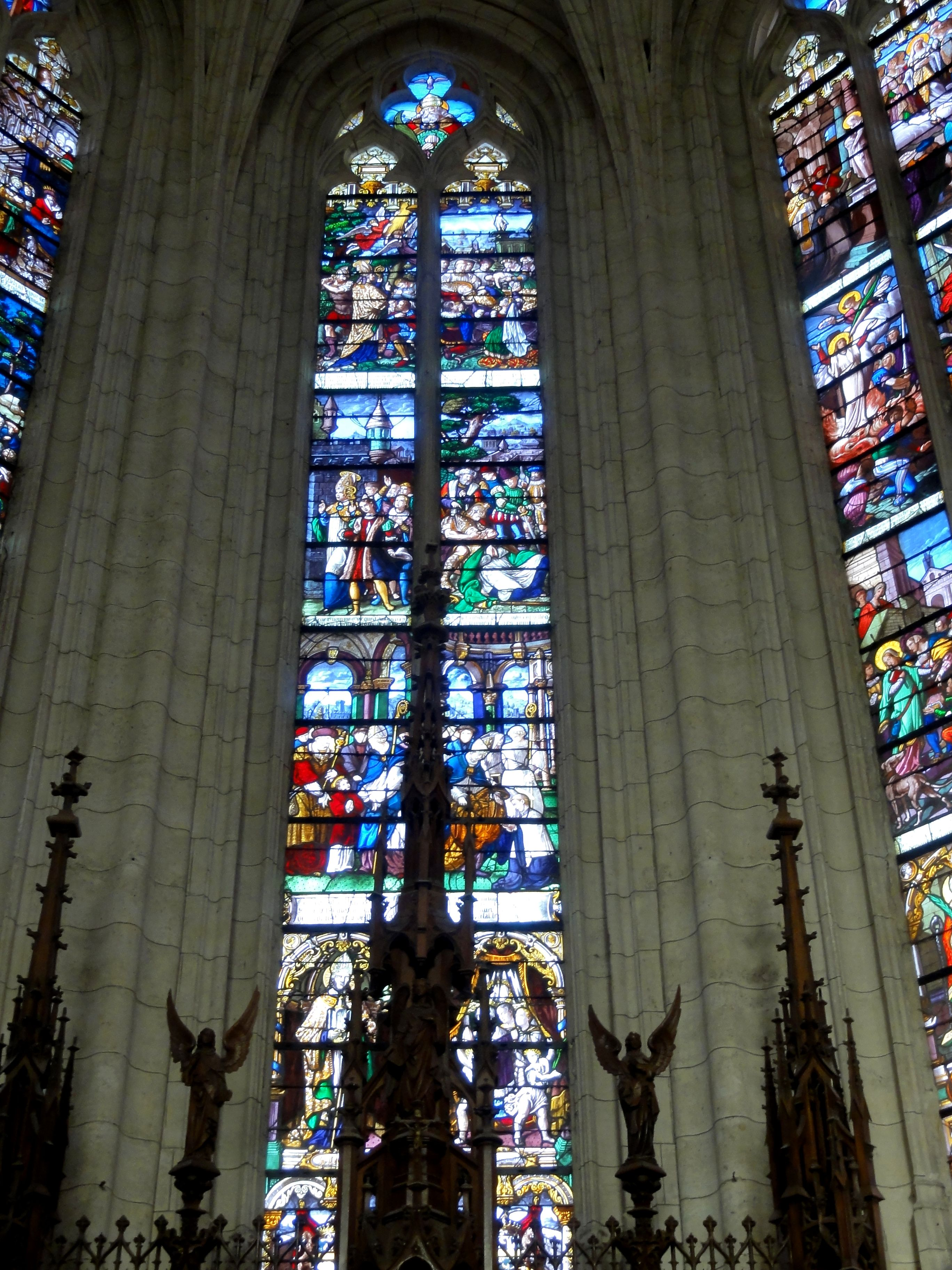
Vitrail no 0 (classé).
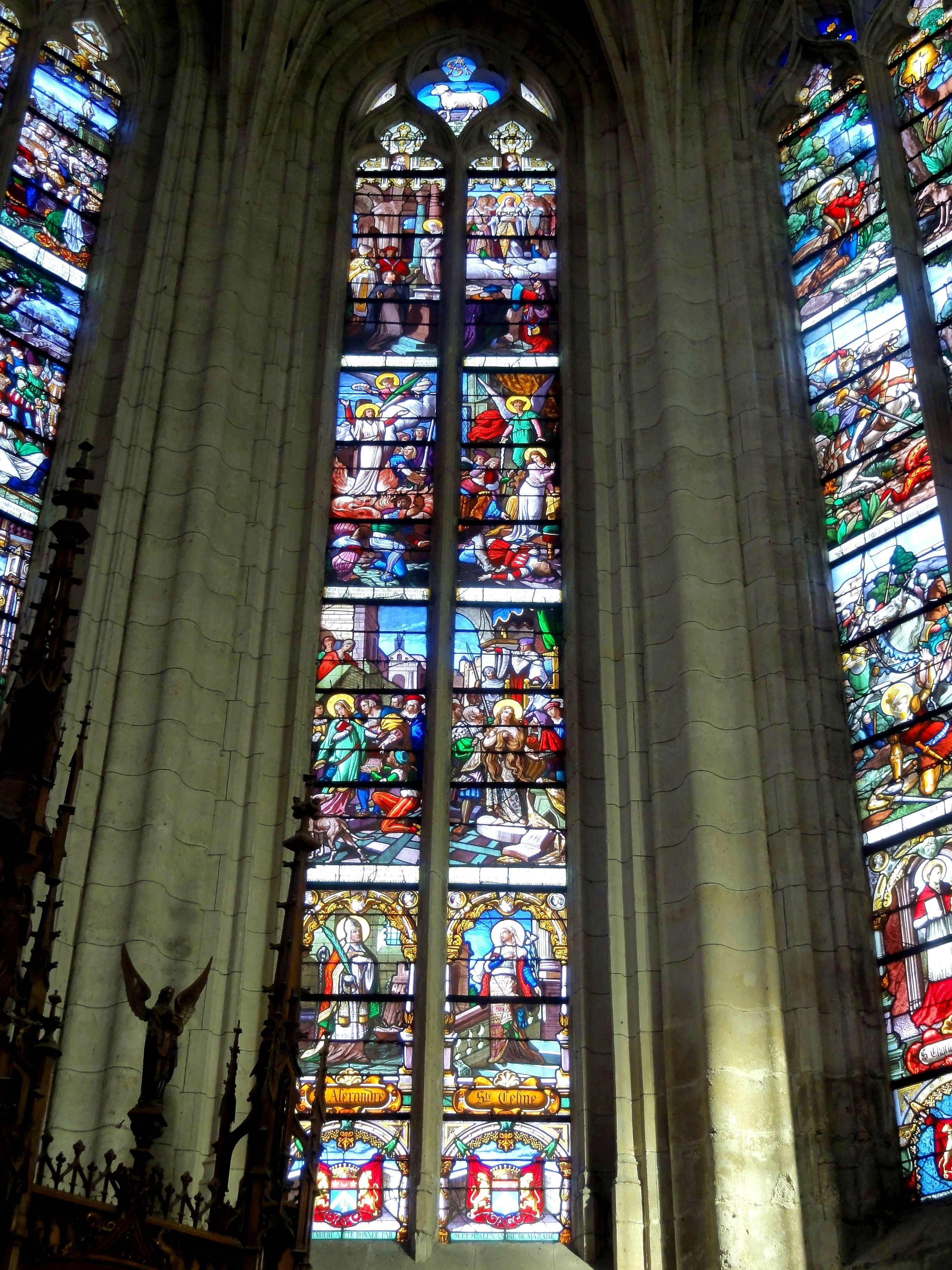
Vitrail no 2 (classé).
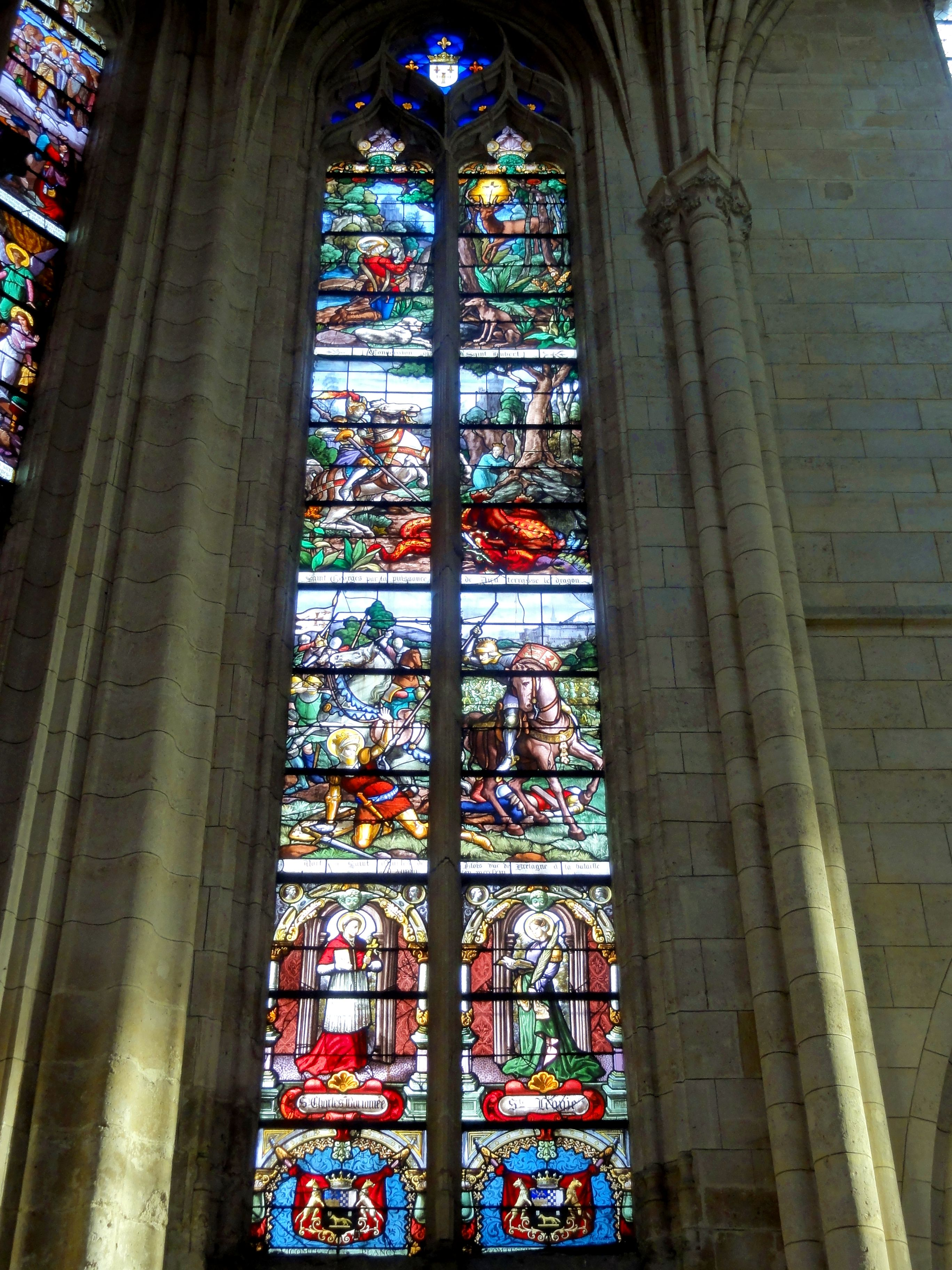
Vitrail no 4.